# Gare de Louvain-la-Neuve
Ne doit pas être confondu avec Gare de Louvain ou Gare de la chaussée de Louvain.
La gare de Louvain-la-Neuve est une gare ferroviaire belge de la ligne 161D d'Ottignies à Louvain-la-Neuve (court embranchement de la ligne 161, de Schaerbeek à Namur). Elle est située à Louvain-la-Neuve, section de la commune d'Ottignies-Louvain-la-Neuve, dans la province du Brabant wallon, en région wallonne.
Mise en service en 1975 par la Société nationale des chemins de fer belges (SNCB), elle est actuellement desservie par des trains de la ligne S8 du RER bruxellois ainsi que par quelques trains supplémentaires (P) en provenance de Binche ou Mouscron le dimanche soir. Ses guichets et services sont situés au rez-de-chaussée des « Halles universitaires » de l'Université catholique de Louvain.
Jusqu'à la mi-2017, la station s'appelait Louvain-la-Neuve-Université. Parce que la ville a plus à offrir que l'université, il a été décidé de supprimer le suffixe '-université'.

## Situation ferroviaire
Établie à 117 mètres d'altitude, la gare de Louvain-la-Neuve est l'aboutissement au point kilométrique (PK) 4,320 de la ligne 161D, d'Ottignies à Louvain-la-Neuve, seule gare de ce court embranchement qui débute après la gare d'Ottignies sur la ligne 161 de Schaerbeek à Namur.
La gare comporte trois voies, deux centrales et une latérale, en cul-de-sac. Elle est directement reliée au nœud ferroviaire que forme la gare d'Ottignies.

## Histoire
Trois ans après l'inauguration officielle de la ville nouvelle de Louvain-la-Neuve, la SNCB met en service une ligne nouvelle de 4,4 km reliant la cité universitaire à la ligne 161, de Bruxelles à Namur. Cette ligne, appelée 161D, et la gare de Louvain-la-Neuve-Université entrent en service le 1er septembre 1975.
Depuis son inauguration en 1975, sa fréquentation ne cesse d'augmenter.
| Moyenne de voyageurs montant en train par jour | Moyenne de voyageurs montant en train par jour | Moyenne de voyageurs montant en train par jour | Moyenne de voyageurs montant en train par jour |
|                                                | Semaine                                        | Samedi                                         | Dimanche                                       |
| ---------------------------------------------- | ---------------------------------------------- | ---------------------------------------------- | ---------------------------------------------- |
| 1977                                           | 1 377                                          | 425                                            | 140                                            |
| 1978                                           | 1 996                                          | 285                                            | 138                                            |
| 1979                                           | 2 173                                          | 319                                            | 161                                            |
| 1980                                           | 2 200                                          | 311                                            | 198                                            |
| 1981                                           | 2 179                                          | 232                                            | 185                                            |
| 1982                                           | 2 323                                          | 292                                            | 212                                            |
| 1983                                           | 1 594                                          | 256                                            | 122                                            |
| 1984                                           | 2 218                                          | 545                                            | 385                                            |
| 1985                                           | 2 397                                          | 703                                            | 471                                            |
| 1986                                           | 3 333                                          | 703                                            | 435                                            |
| 1987                                           | 2 834                                          | 864                                            | 554                                            |
| 1988                                           | 2 797                                          | 886                                            | 497                                            |
| 1989                                           | 4 156                                          | 1 090                                          | 619                                            |
| 1990                                           | 2 880                                          | 906                                            | 836                                            |
| 1991                                           | 3 277                                          | 1 187                                          | 784                                            |
| 1992                                           | 4 186                                          | 1 075                                          | 821                                            |
| 1993                                           | 3 588                                          | 996                                            | 792                                            |
| 1994                                           | 6 451                                          | 1 660                                          | 1 163                                          |
| 1995                                           | 5 980                                          | 1 369                                          | 1 061                                          |
| 1996                                           | 5 186                                          | 1 332                                          | 1 027                                          |
| 1997                                           | 5 061                                          | 1 362                                          | 861                                            |
| 1998                                           | 4 940                                          | 1 706                                          | 1 216                                          |
| 1999                                           | 3 955                                          | 1 060                                          | 901                                            |
| 2000                                           | 4 953                                          | 1 338                                          | 1 248                                          |
| 2001                                           | 4 552                                          | 1 558                                          | 1 093                                          |
| 2002                                           | 4 799                                          | 1 258                                          | 1 074                                          |
| 2003                                           | 4 335                                          | 1 391                                          | 1 068                                          |
| 2004                                           | 4 672                                          | 1 512                                          | 1 019                                          |
| 2005                                           | 5 223                                          | 2 031                                          | 1 674                                          |
| 2006                                           | 5 525                                          | 2 184                                          | 1 310                                          |
| 2007                                           | 5 703                                          | 2 008                                          | 1 248                                          |
| 2008                                           | -                                              | -                                              | -                                              |
| 2009                                           | 6 321                                          | 2 198                                          | 1 262                                          |
| 2010                                           | -                                              | -                                              | -                                              |
| 2011                                           | -                                              | -                                              | -                                              |
| 2012                                           | 5 749                                          | 2 890                                          | 1 760                                          |
| 2013                                           | 6 711                                          | 2 471                                          | 1 504                                          |
| 2014                                           | 6 518                                          | 2 273                                          | 1 434                                          |
| 2015                                           | 6 097                                          | 2 539                                          | 1 425                                          |
| 2016                                           | 5 791                                          | 2 358                                          | 1 456                                          |
| 2017                                           | 5 780                                          | 2 110                                          | 1 399                                          |
| 2018                                           | 6 170                                          | 2 544                                          | 1 274                                          |
| 2019                                           | 6 237                                          | 2 753                                          | 1 495                                          |
| 2020                                           | 3 924                                          | 1 632                                          | 1 051                                          |
| 2021                                           | -                                              | -                                              | -                                              |
| 2022                                           | 6 195                                          | 2 365                                          | 1 145                                          |
| 2023                                           | 4 899                                          | 2 169                                          | 2 812                                          |

## Service des voyageurs

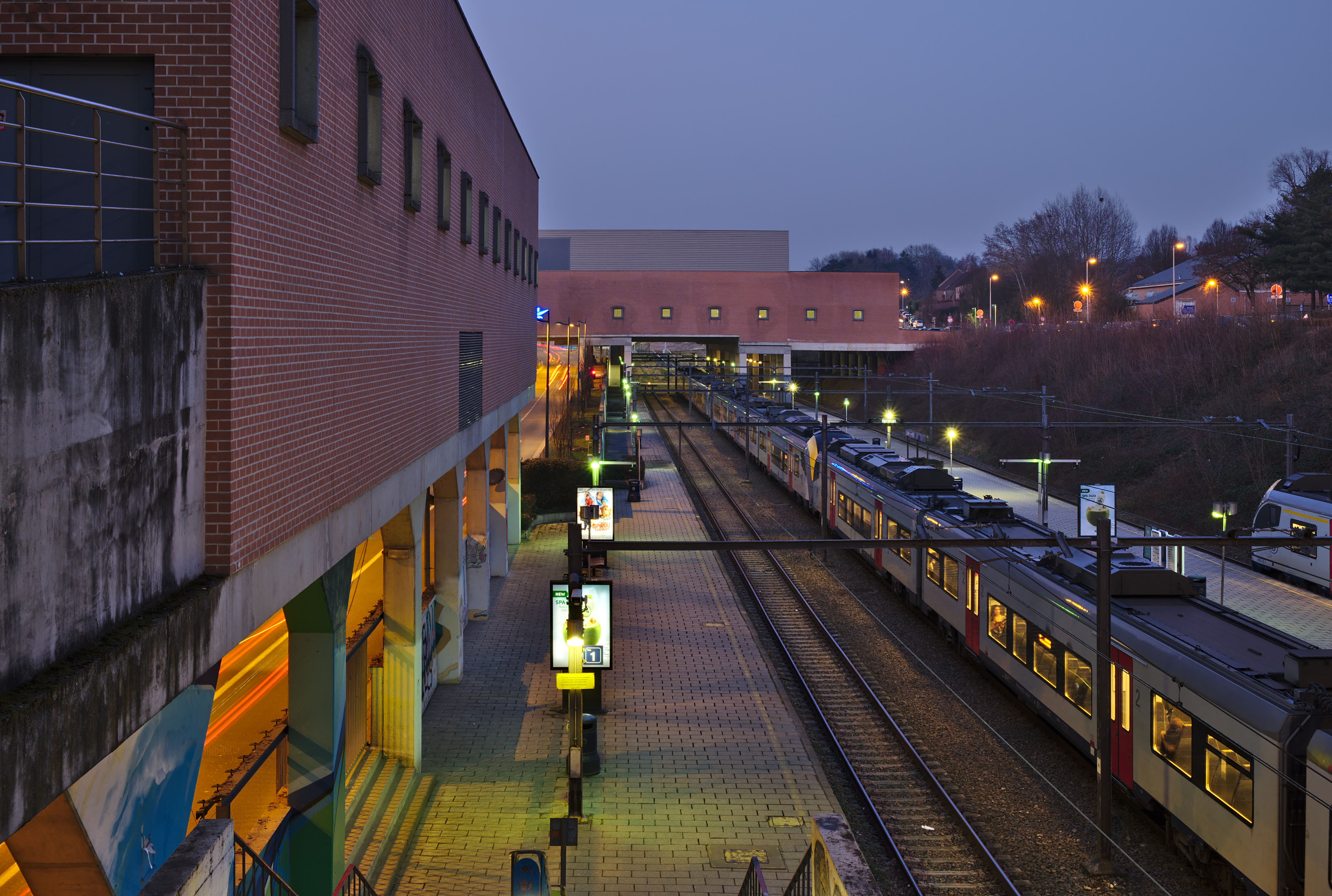
Intérieur de la gare, quai 1.

### Accueil
Gare SNCB, elle dispose d'installations, situées au rez-de-chaussée des « Halles universitaires » de l'Université catholique de Louvain, avec guichets, ouverts tous les jours. Elle est équipée d'automates pour l'achat de titres de transport. Des aménagements, équipements et services sont disponibles pour les personnes à la mobilité réduite.

### Desserte
Louvain-la-Neuve est une gare voyageurs de la Société nationale des chemins de fer belges (SNCB) desservie par des trains suburbains (S) de la relation S8 : Zottegem / Bruxelles Midi - Louvain-la-Neuve via Ottignies,.

#### Semaine
En semaine, la desserte comprend trois dessertes régulières par heure de la ligne S8 :
- des trains-navette entre Louvain-la-Neuve et Ottignies (deux par heure dans chaque sens) ;
- des trains reliant Louvain-la-Neuve à Bruxelles-Midi et Zottegem (un par heure dans chaque sens) ;
- aux heures de pointe, il existe un second train S8 entre Bruxelles-Midi et Louvain-la-Neuve tandis qu'aux heures creuses, ce train ne circule pas jusque Louvain-la-Neuve.

Le matin, un unique train de la ligne S81 circule le matin en provenance de la gare de Schaerbeek. Les vendredis après-midi en période scolaire s'ajoute un train P vers Namur et Rochefort-Jemelle.

#### Week-end et jours fériés
La desserte est moins étoffée et comprend uniquement des trains-navette entre Louvain-la-Neuve et Ottignies (deux par heure dans chaque sens).
Il n'y a plus de desserte directe vers Bruxelles le week-end, celle-ci nécessite une correspondance à Ottignies avec les trains S8 Ottignies - Bruxelles (1 par heure) ou les trains IC qui desservent Ottignies (deux par heure).
Depuis 2018, deux trains P reliant Mouscron ou Binche à Louvain-la-Neuve les dimanches soir ont été rajoutés afin de faciliter le retour des étudiants résidant en province.

### Intermodalité

#### Mobilité douce
L'écomobilité (mobilité douce ou durable) est bien prise en compte aux abords de la gare de Louvain-la-Neuve.
La Voie des Hennuyers accueille un parking à vélos couvert, situé près de l'antenne communale contre la maison des jeunes « Chez Zelle ». Ce parking combine huit barres à vélo classiques et un parking à vélos sécurisé « BIKEEP », inauguré le 16 septembre 2019. Ce parking sécurisé, qui est une initiative conjointe de l'Alliance Centre BW, de la Ville d'Ottignies-Louvain-la-Neuve, de l'UCLouvain, de l'intercommunale inBW et de la Région wallonne, comporte 10 emplacements. Chaque emplacement est sécurisé par un arceau mobile qui emprisonne le cadre du vélo. le parking sécurisé est réservé aux navetteurs en possession d'une carte MOBIB.
Par ailleurs, un parking à vélos non couvert et non sécurisé est disponible dans la rue des Condruziens, à quelques mètres des guichets de la gare.

Parking à vélos sécurisé de la voie des Hennuyers
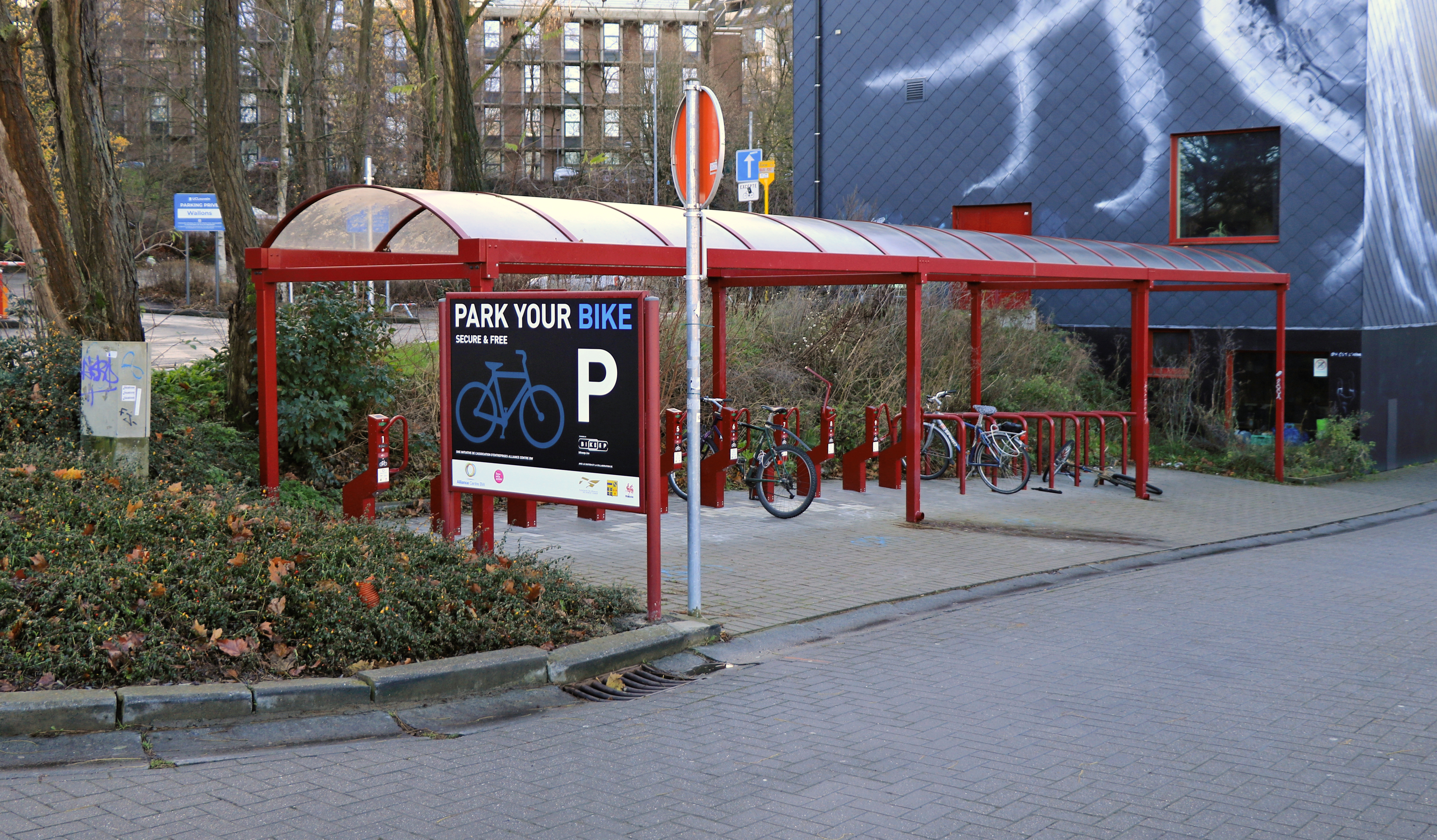
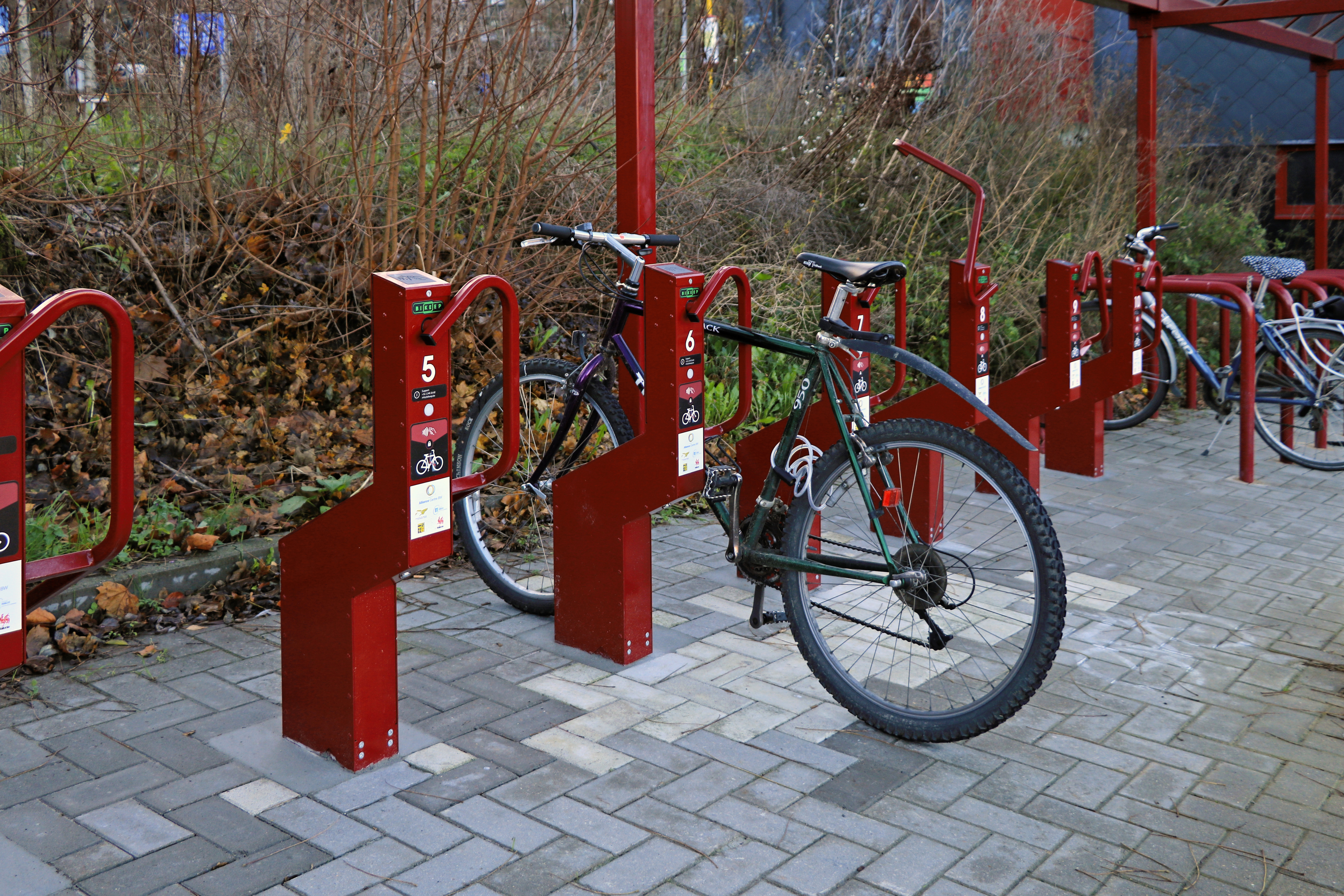
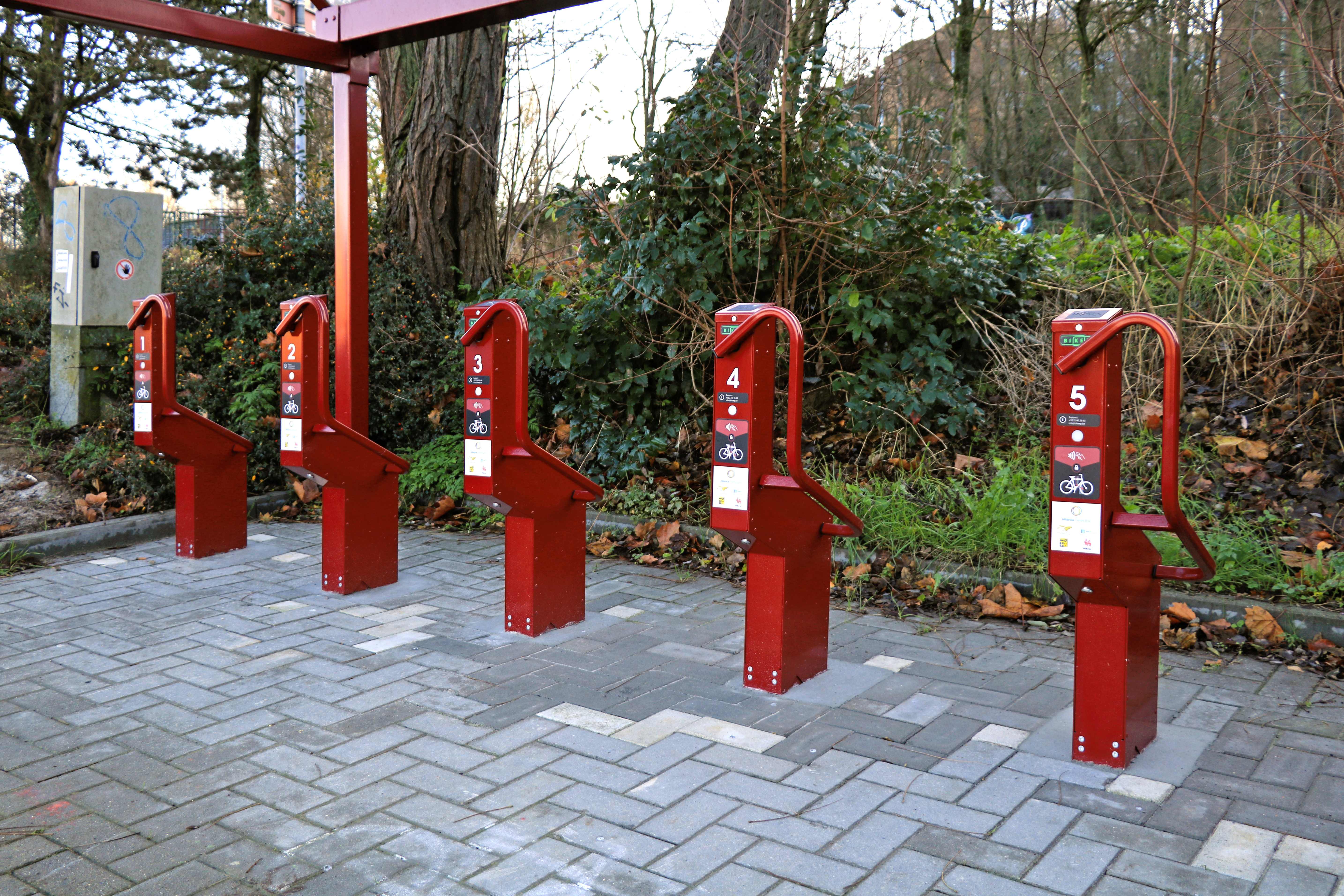

#### Gare des bus

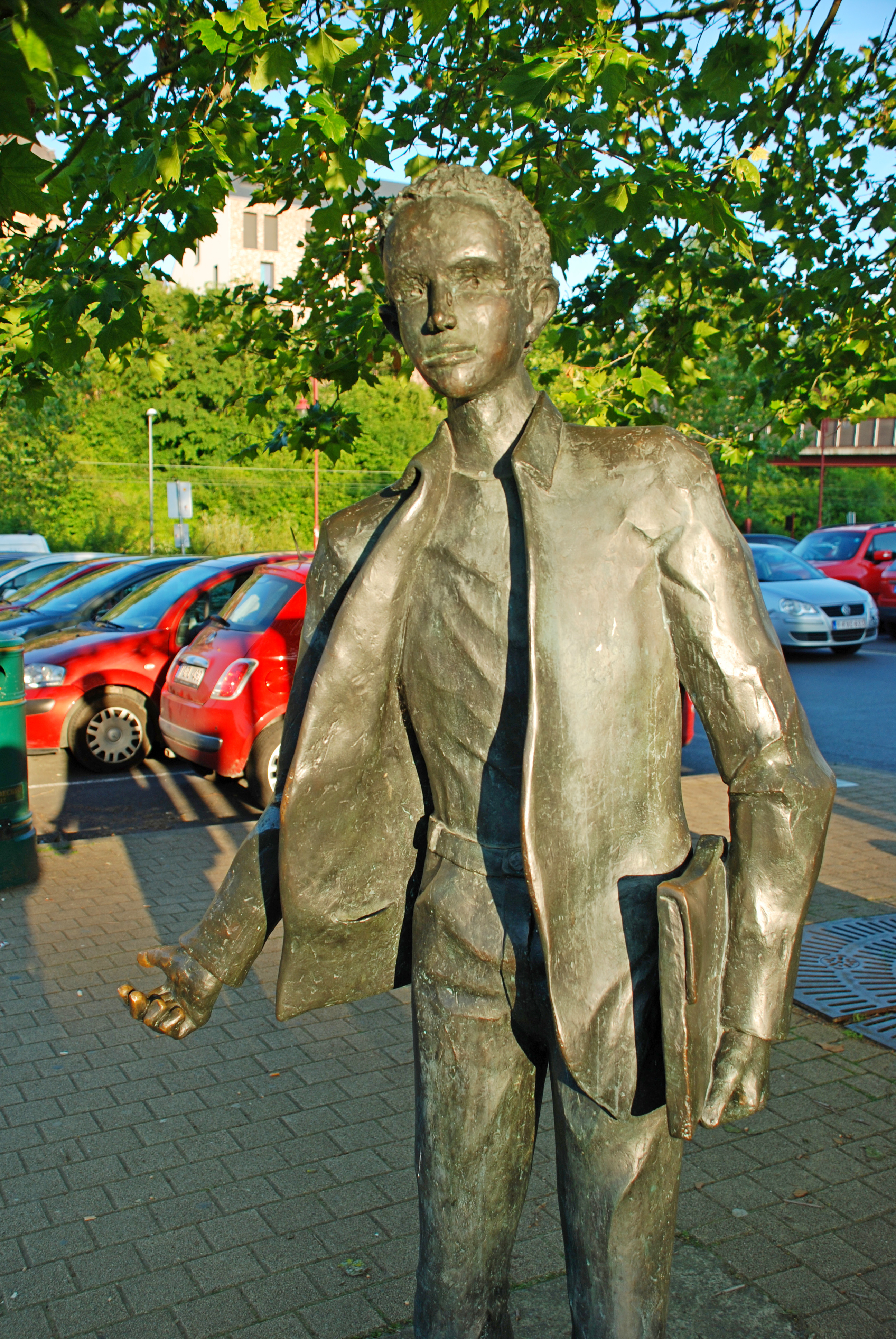
Augustin l'auto-stoppeur
Gigi Warny, 1999 / 2002.

La gare des bus TEC de Louvain-la-Neuve est située à 500 mètres de la gare SNCB, à l'entrée du parking Leclercq.
La gare des bus comporte deux entrées et sorties (une du côté de l'anneau central et l'autre du côté du boulevard du Sud) et les automobilistes ne sont pas autorisés à y pénétrer. Elle possède dix emplacements de bus, si on compte celui de l'anneau central, et six abribus qui répondent au modèle standard de la Région wallonne, avec un banc permettant à trois personnes de s'asseoir, mais elle n'est pas équipée de guichets.
Elle est desservie par une douzaine de lignes locales (11, 17, 19, 20, 21, 22, 28, 29, 30, 31, 33 et 34) ainsi que par deux lignes de bus Express qui empruntent l'autoroute E411 pour rejoindre Bruxelles (E11 et E12), et quatre lignes de bus Express (E1, E3, E4 et E6).
Contre la gare des bus se dresse la statue d'Augustin l'auto-stoppeur, sculpture en bronze réalisée par Gigi Warny en 1999 et installée à cet endroit en 2002,,.

Gare des bus de Louvain-la-Neuve
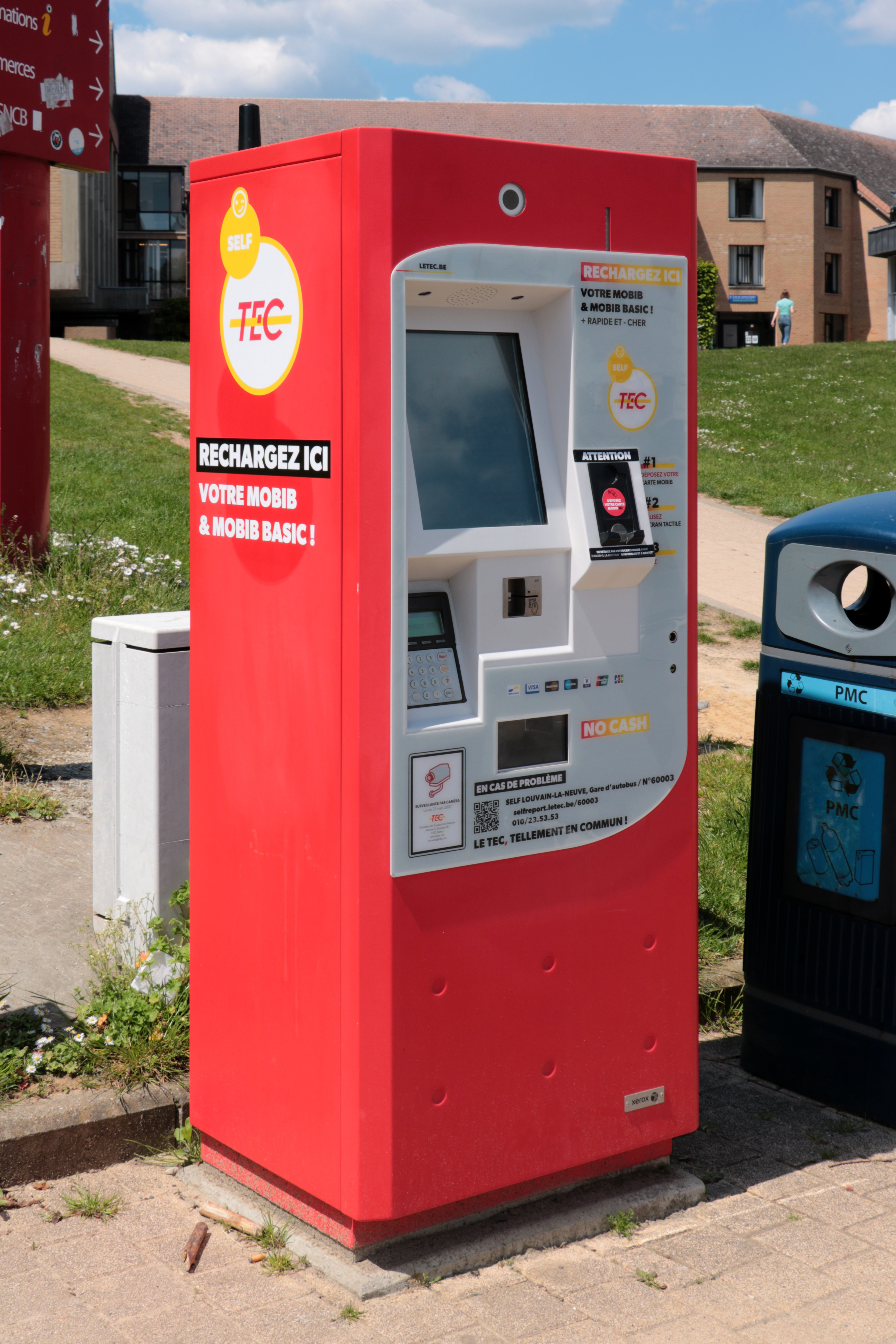
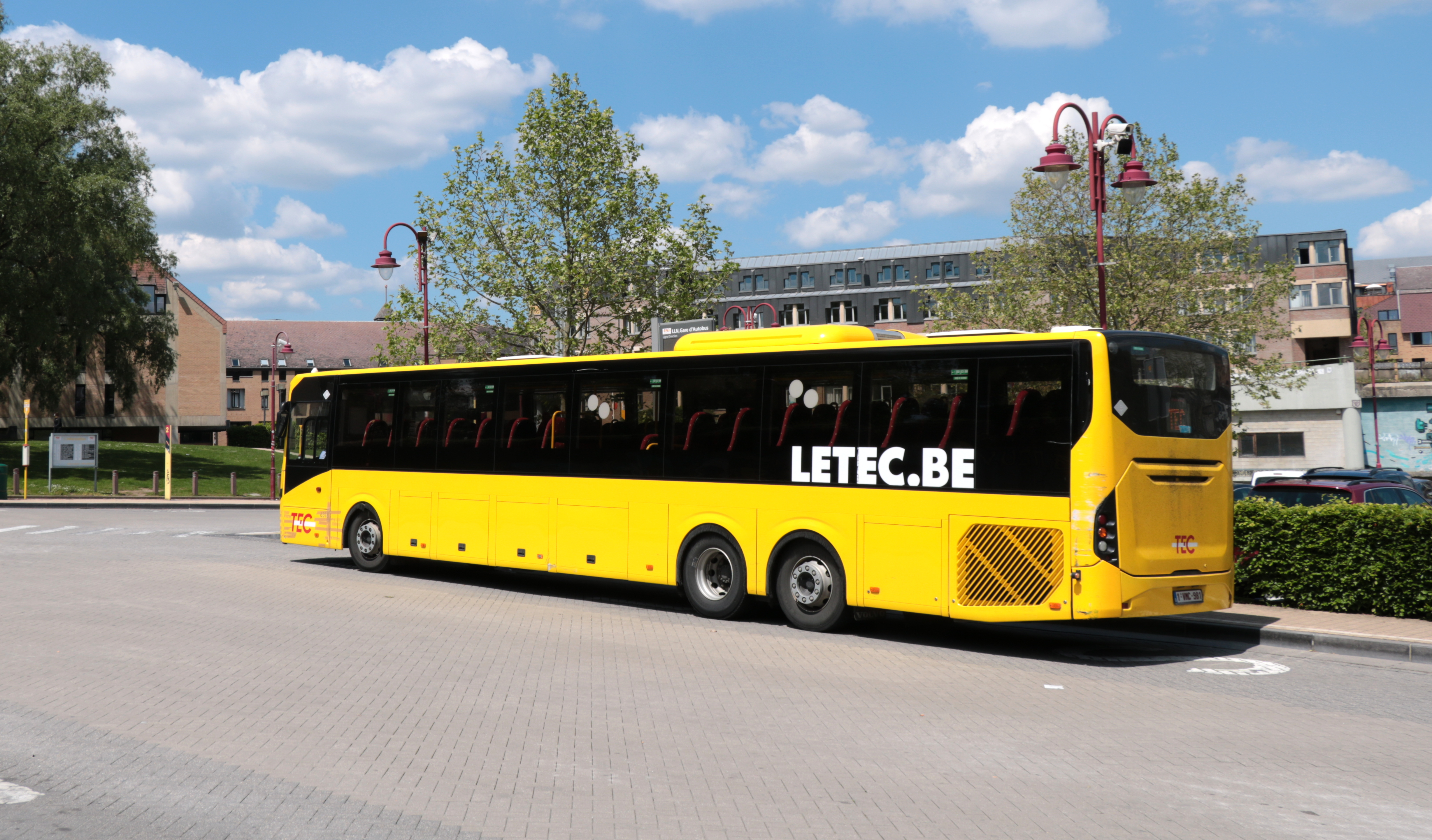
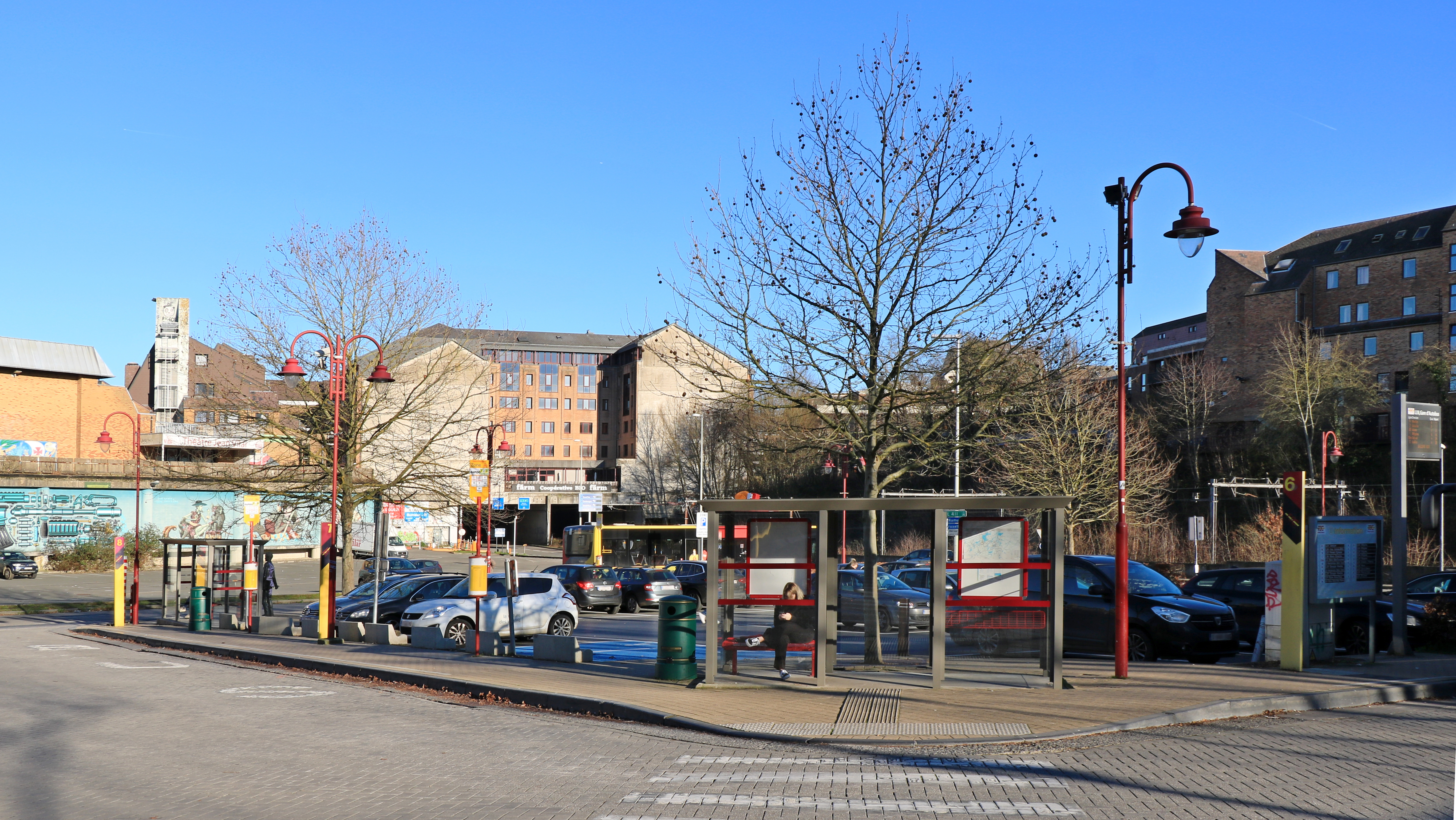

## RER
Pour le futur réseau express régional bruxellois, la ville devrait s'agrandir avec l'apparition d'un parc relais de 3 300 places, le plus grand du pays. L'accès à ce parc relais pour le RER pourrait passer un jour sous la N4 jusqu'à la E411, ce qui déplacerait la sortie 8a d'une centaine de mètres vers le sud afin de faciliter l'accès aux véhicules et aux piétons.[réf. nécessaire]

## Comptage voyageurs
Ce graphique et tableau montre le nombre de voyageurs embarquant en moyenne durant la semaine, le samedi et le dimanche.
| Nombre de passagers qui embarquent à la gare de Louvain-la-Neuve | Nombre de passagers qui embarquent à la gare de Louvain-la-Neuve | Nombre de passagers qui embarquent à la gare de Louvain-la-Neuve | Nombre de passagers qui embarquent à la gare de Louvain-la-Neuve |
|                                                                  | Semaine                                                          | Samedi                                                           | Dimanche                                                         |
| ---------------------------------------------------------------- | ---------------------------------------------------------------- | ---------------------------------------------------------------- | ---------------------------------------------------------------- |
| 1977                                                             | 1 377                                                            | 425                                                              | 140                                                              |
| 1978                                                             | 1 996                                                            | 285                                                              | 138                                                              |
| 1979                                                             | 2 173                                                            | 319                                                              | 161                                                              |
| 1980                                                             | 2 200                                                            | 311                                                              | 198                                                              |
| 1981                                                             | 2 179                                                            | 232                                                              | 185                                                              |
| 1982                                                             | 2 323                                                            | 292                                                              | 212                                                              |
| 1983                                                             | 1 594                                                            | 256                                                              | 122                                                              |
| 1984                                                             | 2 218                                                            | 545                                                              | 385                                                              |
| 1985                                                             | 2 397                                                            | 703                                                              | 471                                                              |
| 1986                                                             | 3 333                                                            | 703                                                              | 435                                                              |
| 1987                                                             | 2 834                                                            | 864                                                              | 554                                                              |
| 1988                                                             | 2 797                                                            | 886                                                              | 497                                                              |
| 1989                                                             | 4 156                                                            | 1 090                                                            | 619                                                              |
| 1990                                                             | 2 880                                                            | 906                                                              | 836                                                              |
| 1991                                                             | 3 277                                                            | 1 187                                                            | 784                                                              |
| 1992                                                             | 4 186                                                            | 1 075                                                            | 821                                                              |
| 1993                                                             | 3 588                                                            | 996                                                              | 792                                                              |
| 1994                                                             | 6 451                                                            | 1 660                                                            | 1 163                                                            |
| 1995                                                             | 5 980                                                            | 1 369                                                            | 1 061                                                            |
| 1996                                                             | 5 186                                                            | 1 332                                                            | 1 027                                                            |
| 1997                                                             | 5 061                                                            | 1 362                                                            | 861                                                              |
| 1998                                                             | 4 940                                                            | 1 706                                                            | 1 216                                                            |
| 1999                                                             | 3 955                                                            | 1 060                                                            | 901                                                              |
| 2000                                                             | 4 953                                                            | 1 338                                                            | 1 248                                                            |
| 2001                                                             | 4 552                                                            | 1 558                                                            | 1 093                                                            |
| 2002                                                             | 4 799                                                            | 1 258                                                            | 1 074                                                            |
| 2003                                                             | 4 335                                                            | 1 391                                                            | 1 068                                                            |
| 2004                                                             | 4 672                                                            | 1 512                                                            | 1 019                                                            |
| 2005                                                             | 5 223                                                            | 2 031                                                            | 1 674                                                            |
| 2006                                                             | 5 525                                                            | 2 184                                                            | 1 310                                                            |
| 2007                                                             | 5 703                                                            | 2 008                                                            | 1 248                                                            |
| 2008                                                             | -                                                                | -                                                                | -                                                                |
| 2009                                                             | 6 321                                                            | 2 198                                                            | 1 262                                                            |
| 2010                                                             | -                                                                | -                                                                | -                                                                |
| 2011                                                             | -                                                                | -                                                                | -                                                                |
| 2012                                                             | 5 749                                                            | 2 890                                                            | 1 760                                                            |
| 2013                                                             | 6 711                                                            | 2 471                                                            | 1 504                                                            |
| 2014                                                             | 6 518                                                            | 2 273                                                            | 1 434                                                            |
| 2015                                                             | 6 097                                                            | 2 539                                                            | 1 425                                                            |
| 2016                                                             | 5 791                                                            | 2 358                                                            | 1 456                                                            |
| 2017                                                             | 5 780                                                            | 2 110                                                            | 1 399                                                            |
| 2018                                                             | 6 170                                                            | 2 544                                                            | 1 274                                                            |
| 2019                                                             | 6 237                                                            | 2 753                                                            | 1 495                                                            |
| 2020                                                             | 3 924                                                            | 1 632                                                            | 1 051                                                            |
| 2021                                                             | -                                                                | -                                                                | -                                                                |
| 2022                                                             | 6 195                                                            | 2 365                                                            | 1 145                                                            |
| 2023                                                             | 4 899                                                            | 2 169                                                            | 2 812                                                            |
| 2024                                                             | 5 242                                                            | 2 273                                                            | 1 274                                                            |

## Art public

### Peintures murales du Kosmopolite Art Tour 2012
La gare de Louvain-la-Neuve a été ornée de nombreuses peintures murales durant le Kosmopolite Art Tour 2012, un festival international d'art urbain (street art) et de graffiti légal qui s'est tenu du 30 juillet au 5 août 2012 à Louvain-la-Neuve.
Mais les fresques réalisées en 2012 sur le parapet, les ascenseurs et les quais (et que l'on peut encore apercevoir sur le portfolio de photos présenté sur le site kosmopolite.com) ont pour la plupart été remplacées par de nouvelles fresques lors du Kosmopolite Art Tour 2015.
On ne trouve donc plus guère de fresques datant de 2012, sauf une petite fresque peinte sur un pilier par Tamoonz, Tamuna Tskhekaia de son vrai nom, une jeune graffeuse diplômée en 2008 de l'Académie d'État des arts de Tbilissi en Géorgie,,,. L'artiste signe « Tamoonz 2012 ».

Fresque de Tamoonz
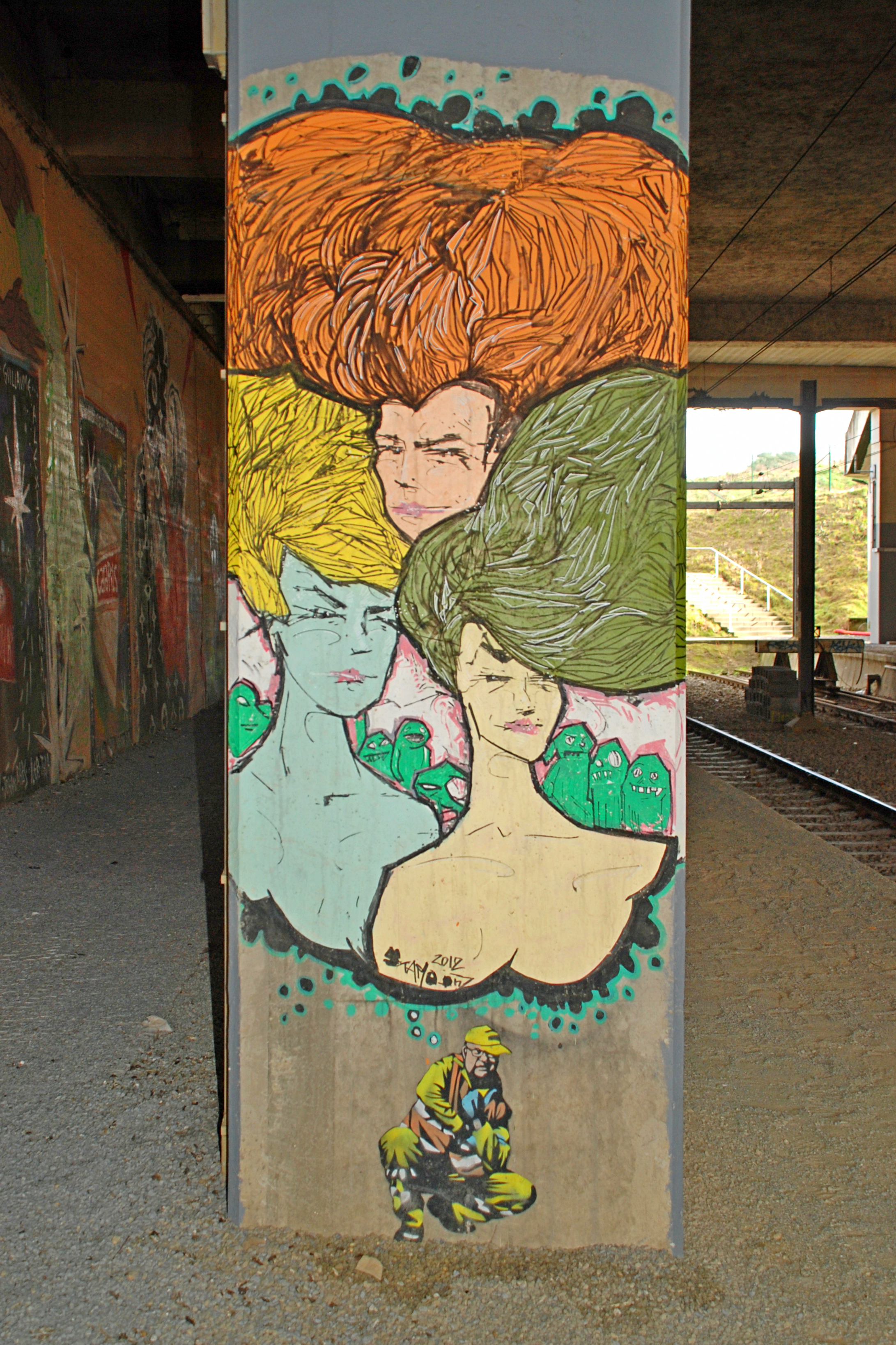
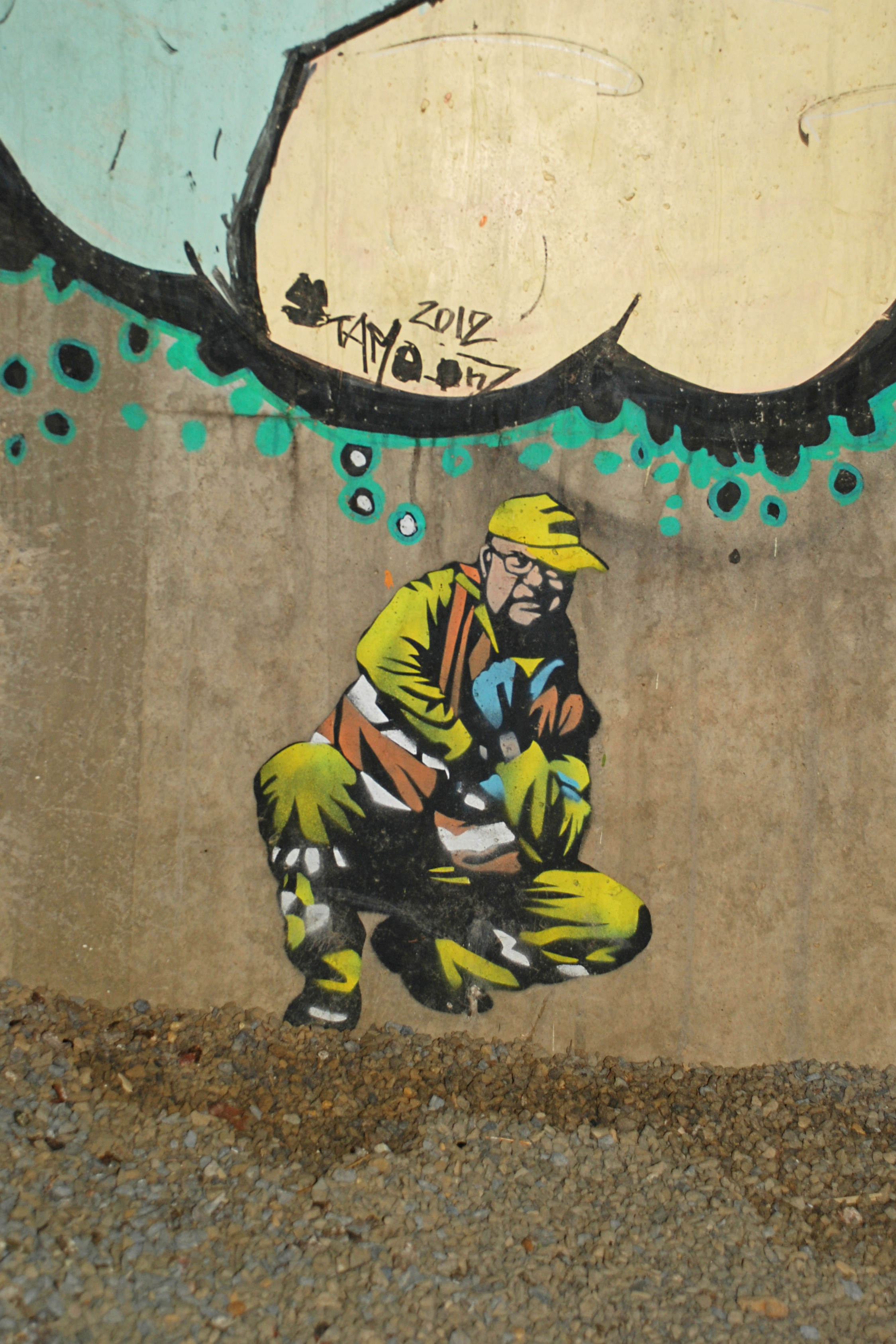

### Peintures murales du Kosmopolite Art Tour 2015
De nouvelles fresques ont été réalisées dans la gare durant le Kosmopolite Art Tour 2015, qui s'est tenu du 31 juillet au 7 août 2015 à Louvain-la-Neuve et qui a réuni 45 artistes internationaux pour décorer 10 spots de la ville étudiante,,.
Ces fresques ont remplacé des fresques qui avaient été réalisées lors du Kosmopolite Art Tour 2012 et que l'on peut encore apercevoir sur le portfolio de photos 2012 présenté sur le site kosmopolite.com.

#### Parapet de la rue des Condruziens

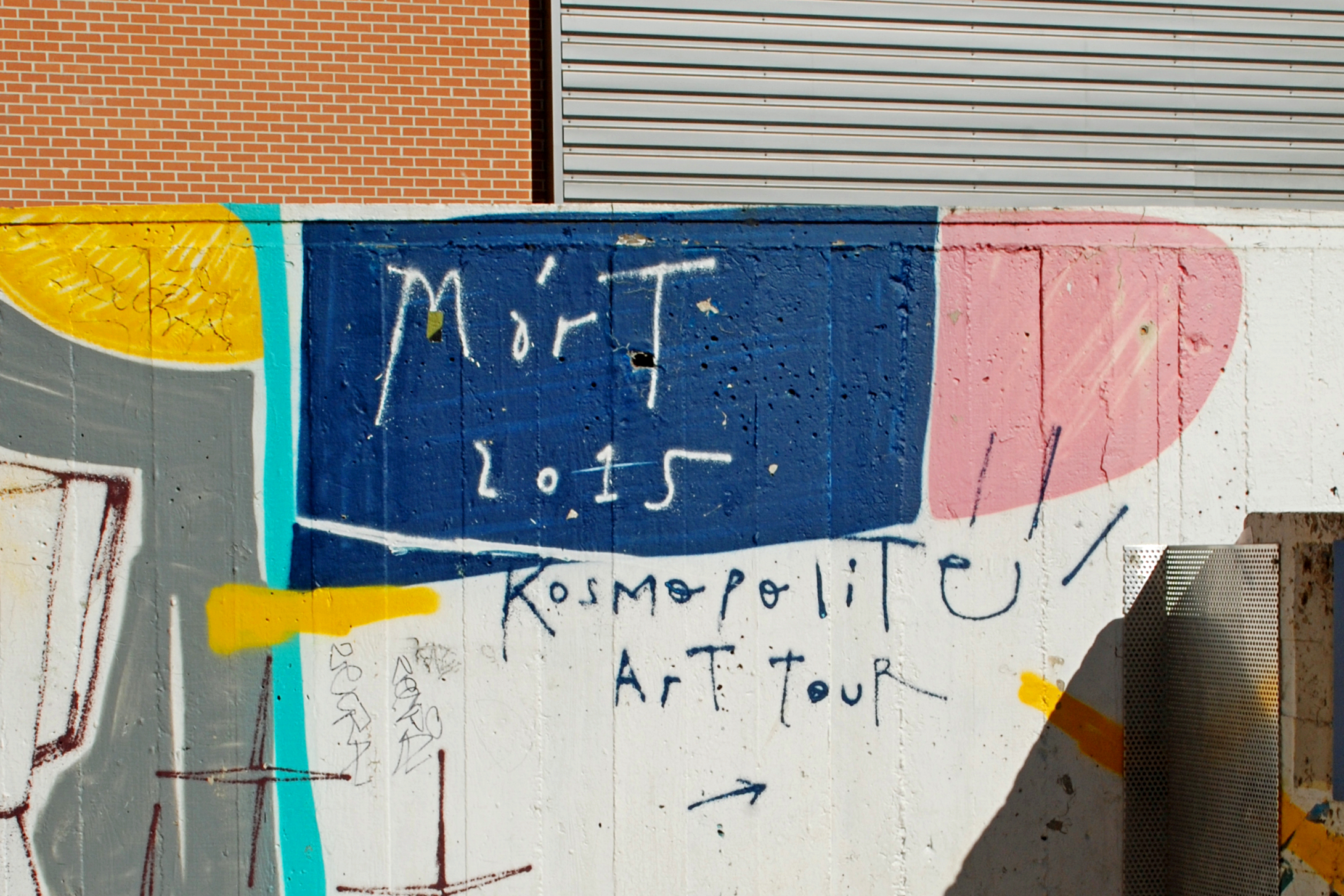
Signature de Mart Aire.

Le parapet situé derrière les Halles universitaires et qui borde la rue des Condruziens à la verticale des quais de la gare de Louvain-la-Neuve est orné de peintures murales de Mart Aire,.
Mart Aire est un artiste argentin né en 1986 à Buenos Aires. Il a commencé à peindre dans les rues de sa ville natale dans les années 1990 et, à l'âge de 12 ans, il s'est joint à des graffeurs plus âgés pour participer à la première grande vague d'artistes graffeurs en Argentine,. Après avoir peint des trains, il s'est tourné vers des peintures murales,. Ses peintures murales, de nature souvent fantaisistes,, sont ludiques, colorées, vibrantes et toujours positives. Il est l'un des rares artistes de rue dont les peintures murales mettent régulièrement en vedette des bicyclettes, ou des gens stylisés à bicyclette qu'il peint avec de fines lignes réalisées à main levée,.
L'artiste a représenté de gauche à droite (donc de l'escalier qui mène au quai no 1 vers celui qui mène au quai no 2) un vase, des poissons jaunes, des fleurs, un jeune homme, des oiseaux, un sablier, une plante en pot, un jeune homme coiffé d'un bonnet vert, un vélo ainsi qu'une cafetière et une tasse à café sous lesquelles est écrit « Bonjour ».
Il signe « Mart 2015 Kosmopolite Art Tour » juste avant le début de l'escalier qui mène au quai no 2.

Le parapet de la gare décoré par Mart Aire
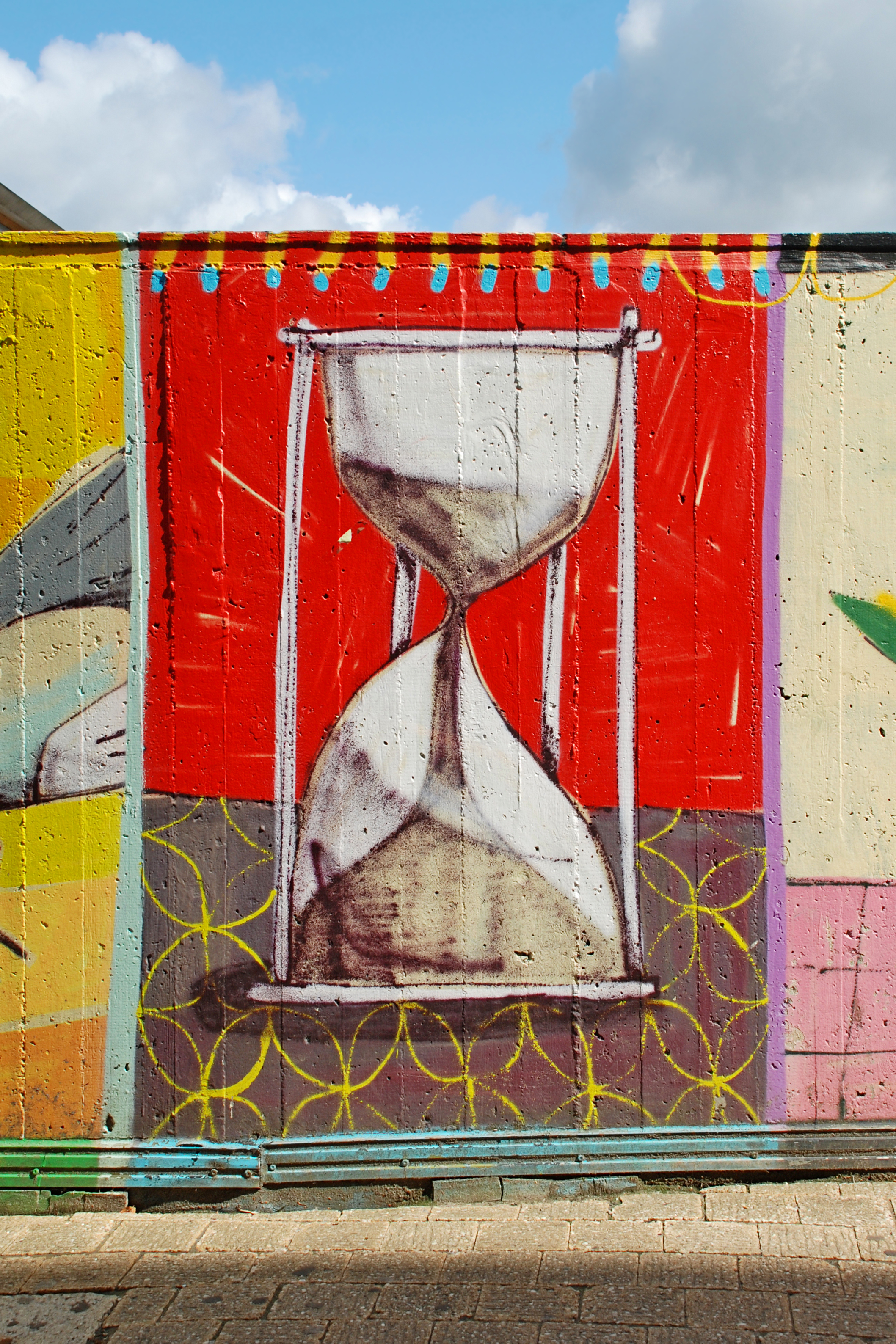
Sablier.
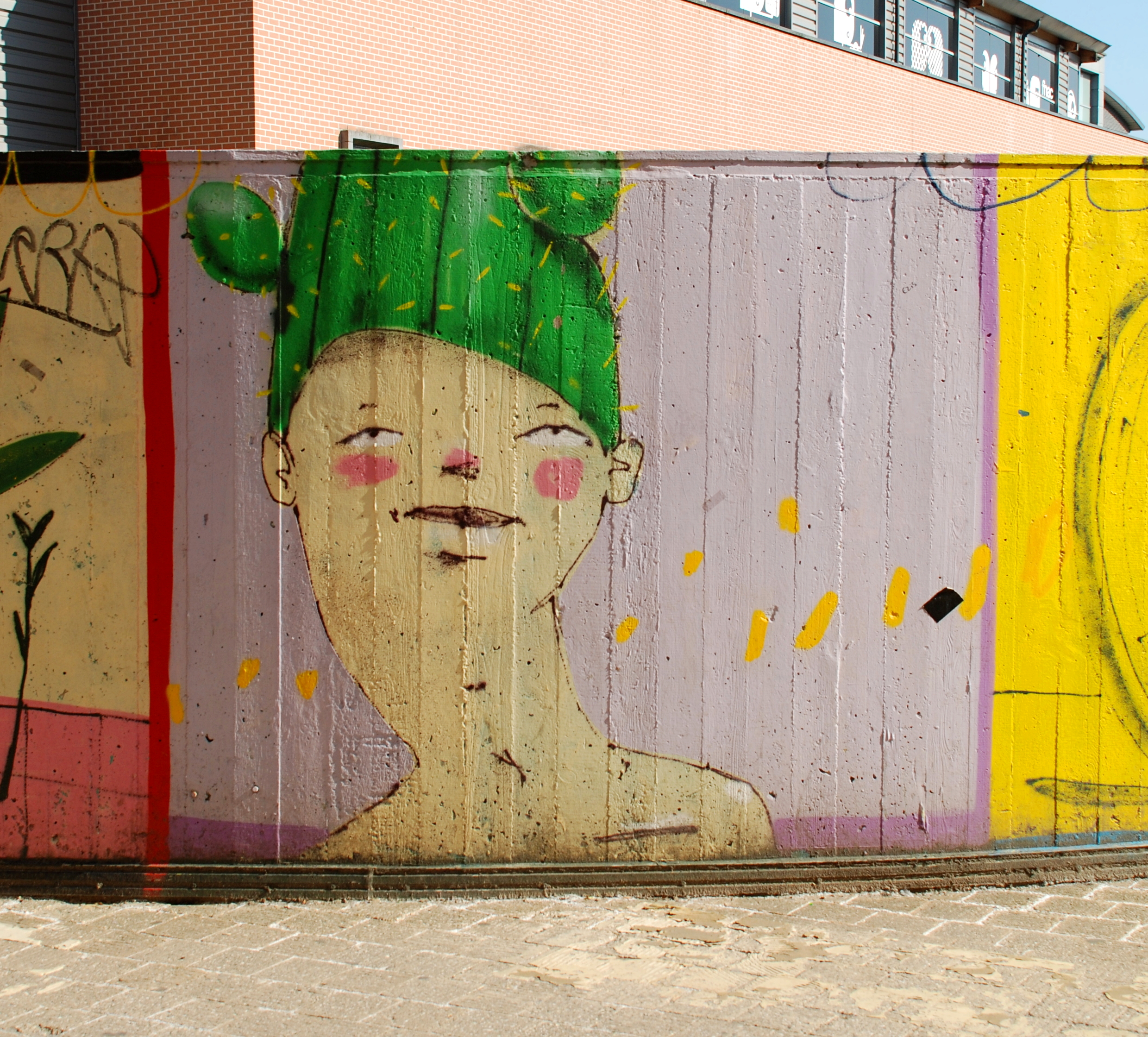
Jeune homme au bonnet vert.
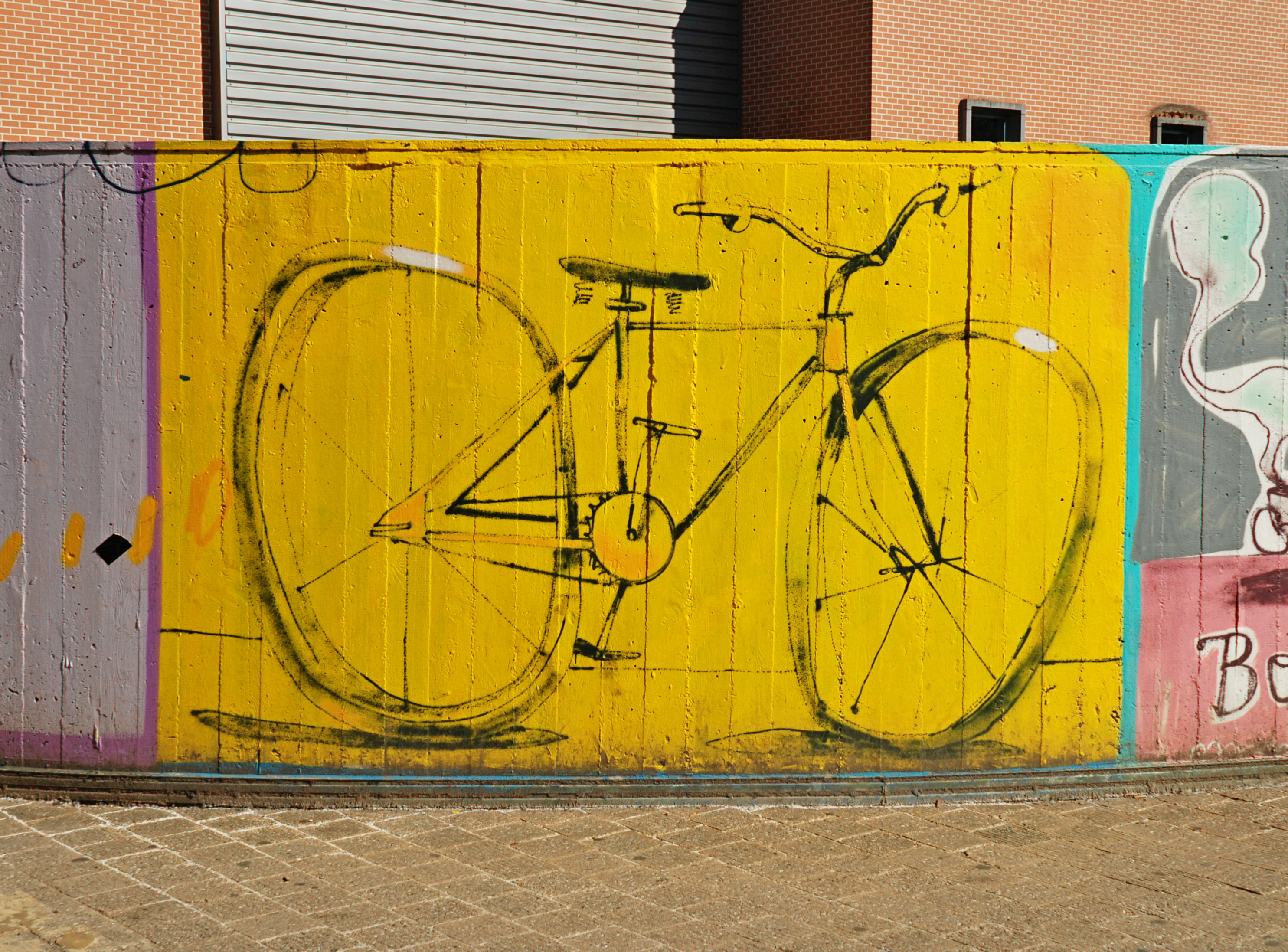
Vélo.
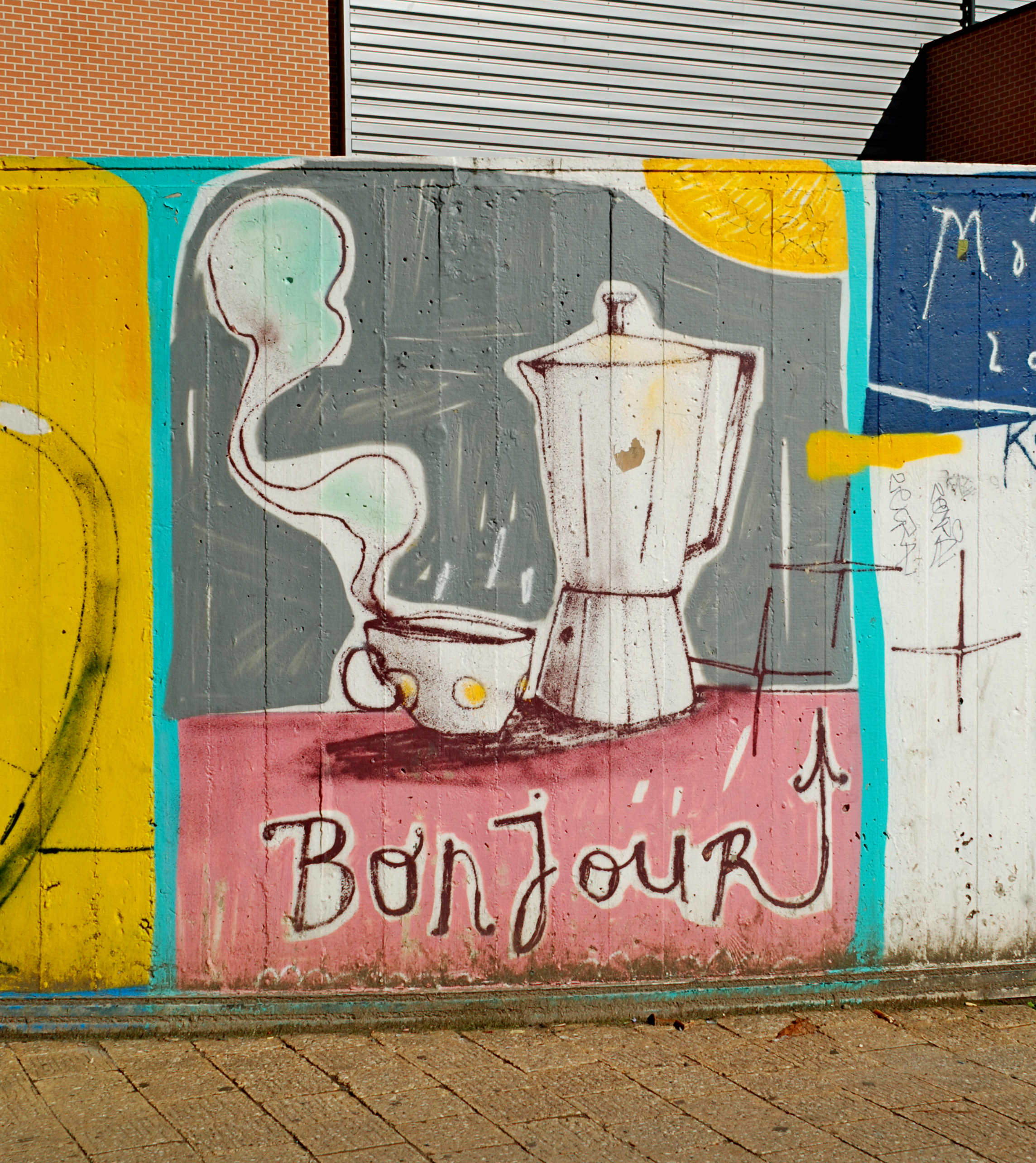
Cafetière.

#### Ascenseurs

##### Ascenseur décoré par Kool Koor

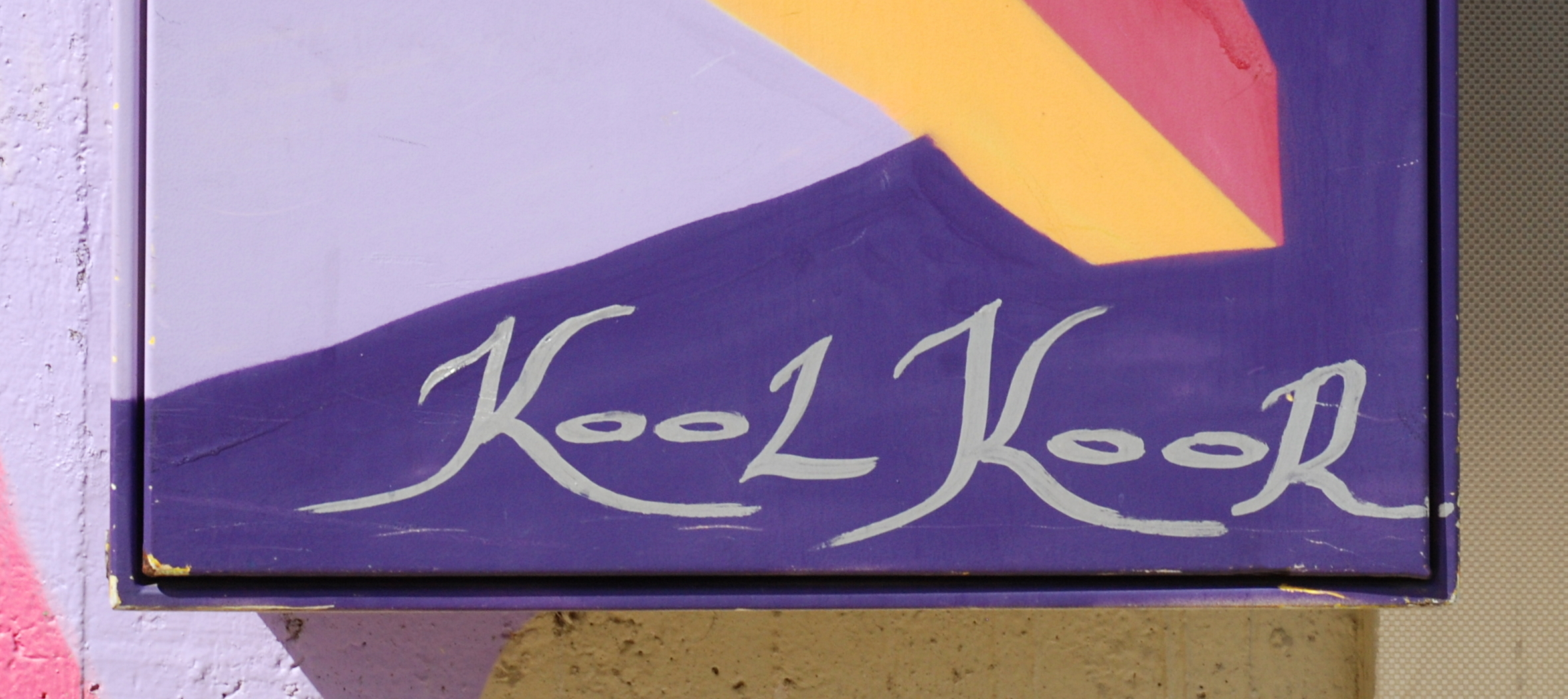
La signature de Kool Koor au niveau 0
(disparue en 2018).

L'ascenseur de style « béton brut » qui mène de la rue des Condruziens au quai no 1 de la gare de Louvain-la-Neuve a été décoré par le graffeur américain Kool Koor.
Kool Koor, de son vrai nom Charles Hargrove, est né à New York en 1963, dans le South Bronx, le lieu de naissance du graffiti,. Fils de peintres, il étudie l'architecture et l'illustration. Il réalise ses premiers graffiti à l'âge de 13 ans et est l'un des pionniers du tagging des rues et du métro de New York,,. Il déclare lui-même : « J'ai fait partie des premiers graffeurs de New York. J'ai commencé le graffiti en 1976 ».
Lors du Kosmopolite Art Tour 2015 à Louvain-la-Neuve, il décore l'ascenseur qui mène au quai no 1 de la gare : « Je voudrais créer un labyrinthe qui représente les gens qui passent par ici. Dès que j'ai vu les photos de l'endroit ça m'a plus, notamment parce que les murs sont arrondis ».
Le graffeur signe deux fois : sur le boîtier à gauche de la porte au niveau 0, et à droite de la porte, dans ses arabesques de couleur au niveau -1. On notera que la signature du niveau 0 a disparu entre avril et août 2018.

L'ascenseur de la gare de Louvain-la-Neuve décoré par Kool Koor
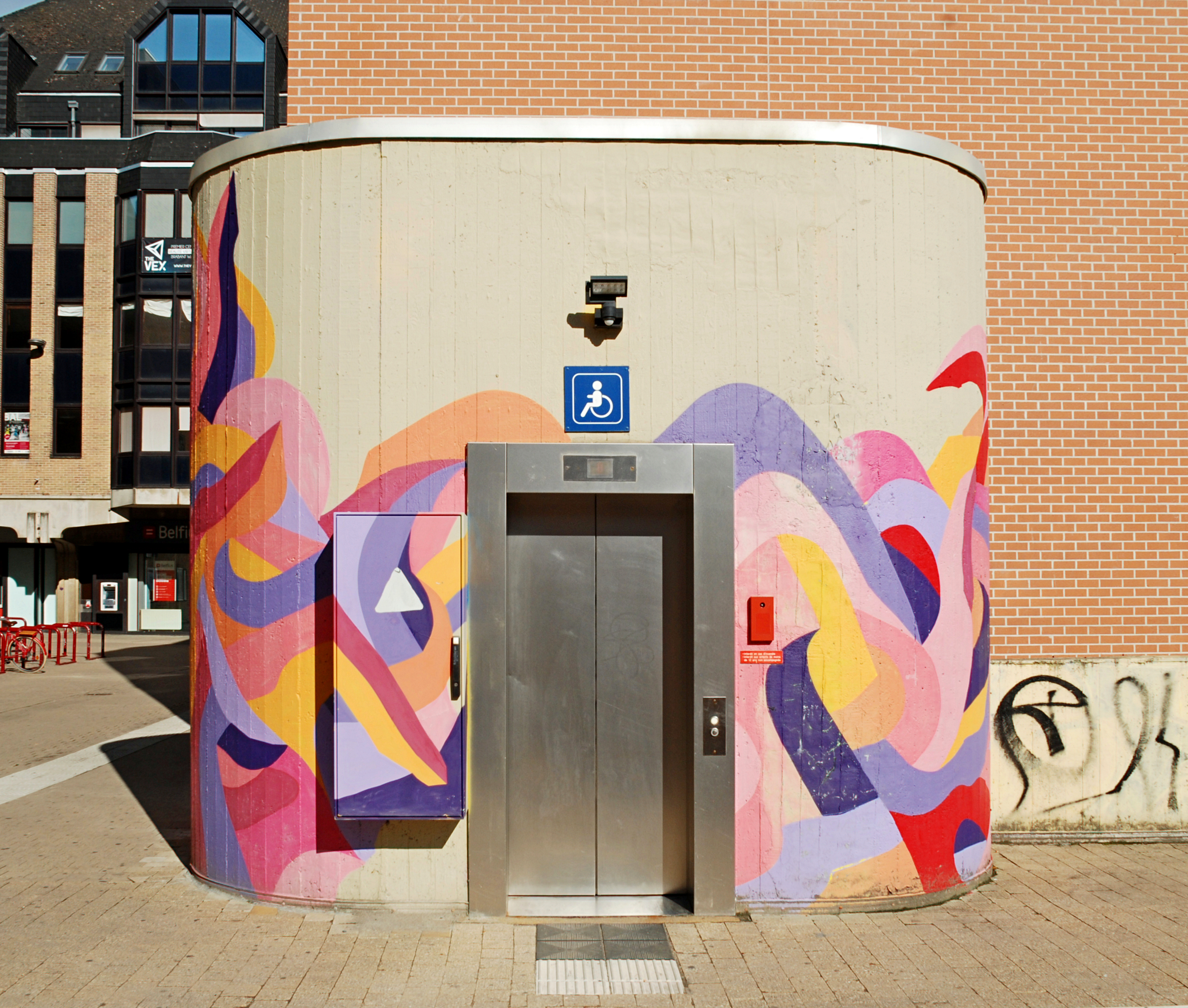
Niveau 0.
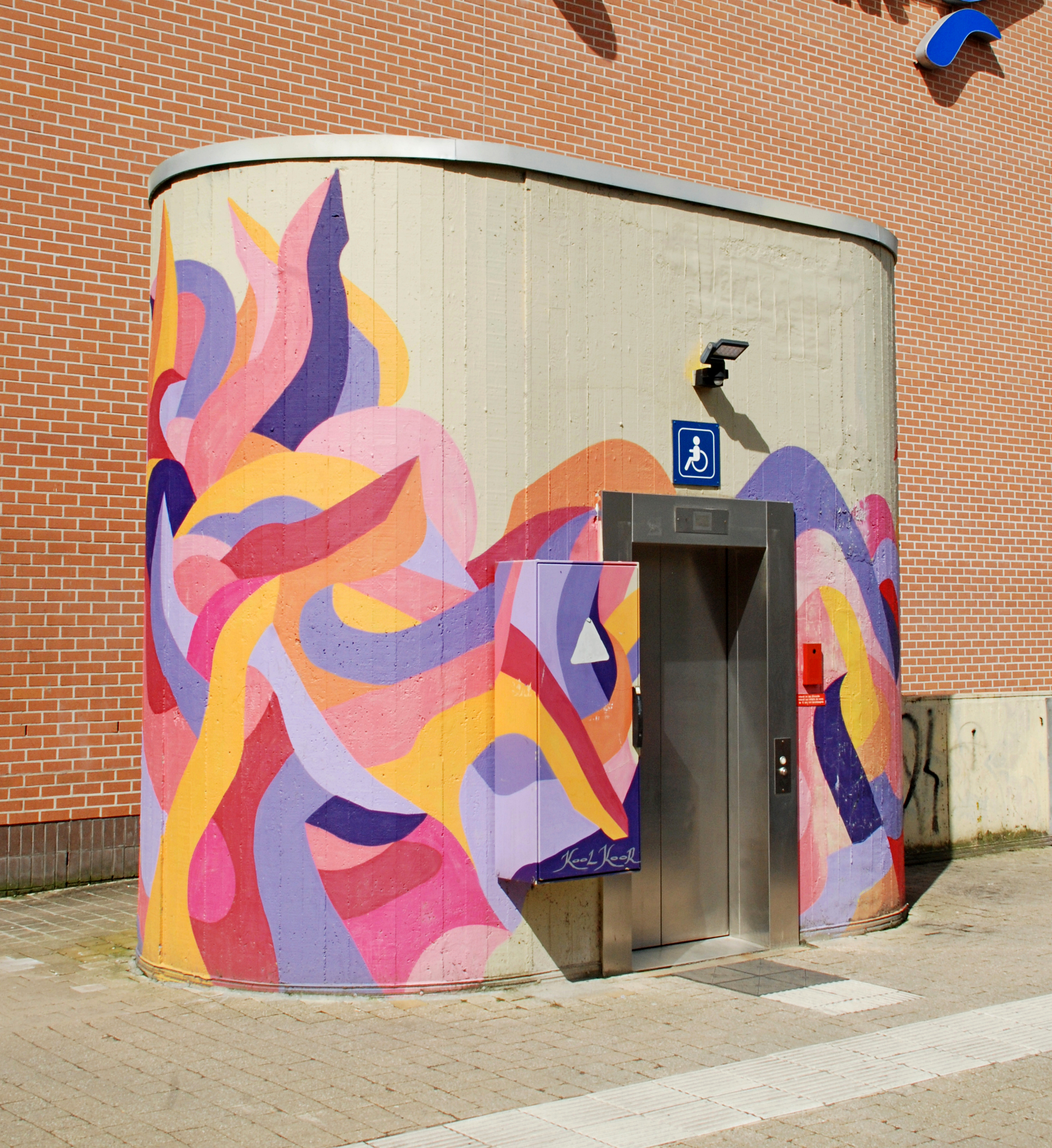
Niveau 0.
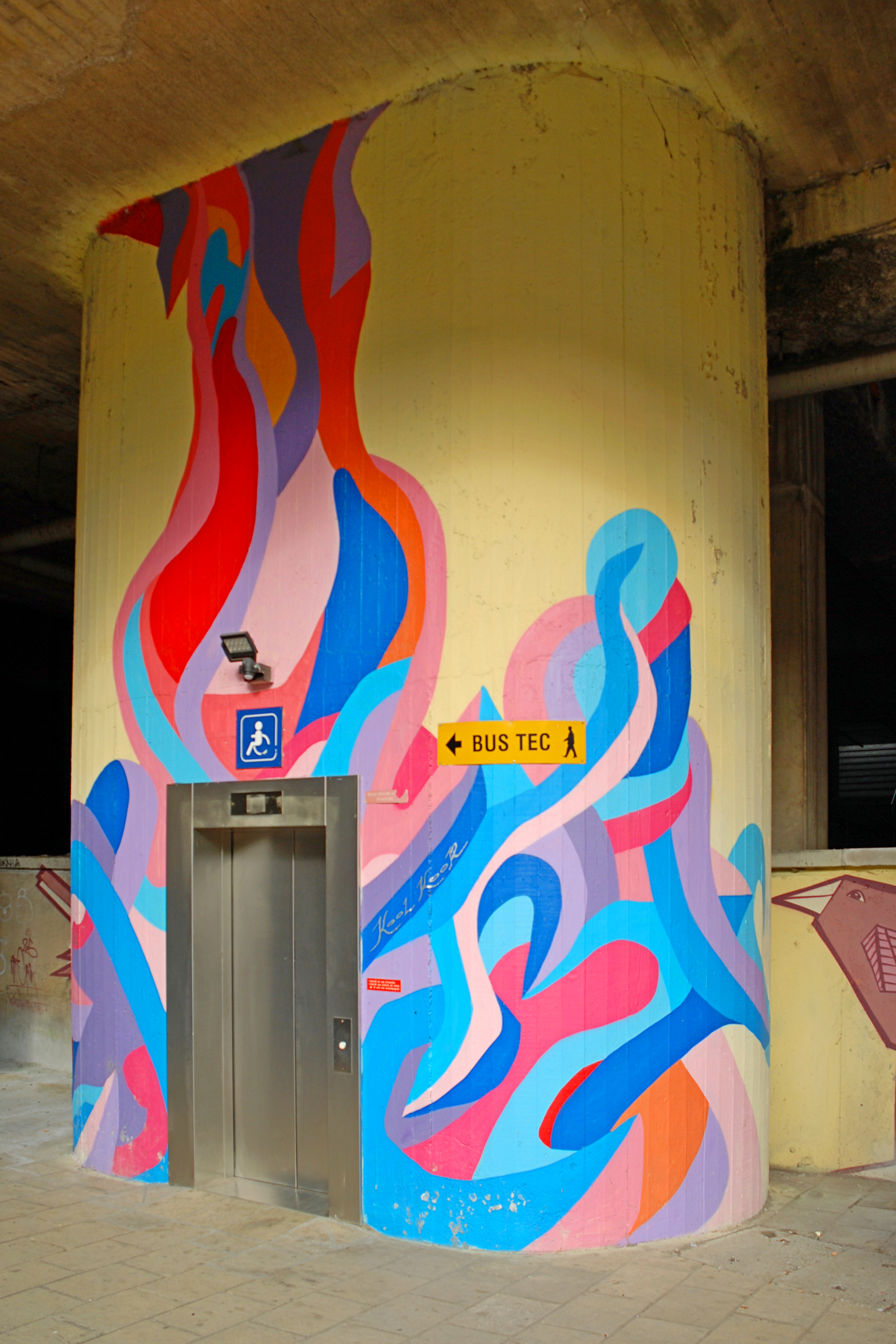
Niveau -1.
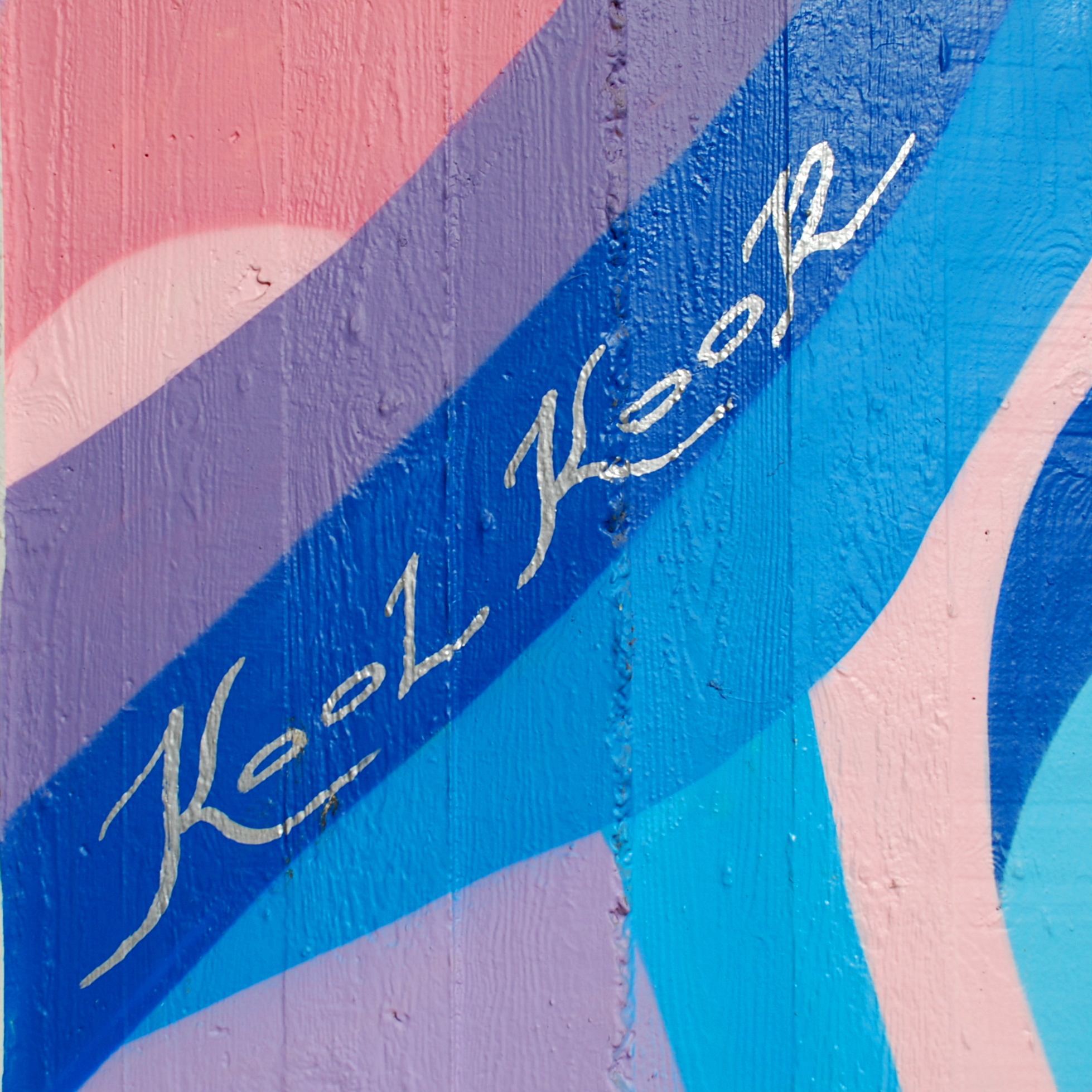
Signature au niveau -1.

##### Ascenseur décoré par Popay
Faisant face à l'ascenseur orné par Kool Koor, l'ascenseur qui mène de la rue des Condruziens au quai no 2 de la gare de Louvain-la-Neuve a été décoré par le graffeur français d'origine espagnole Popay, toujours dans le cadre du Kosmopolite Art Tour 2015.
Contrairement à Kool Koor qui avait opté pour un style non figuratif, Popay opte ici pour un style figuratif qui évoque la nature, avec des montagnes, des lacs, des arbres et des chemins.
Le graffeur ne signe pas explicitement son œuvre.

L'ascenseur de la gare de Louvain-la-Neuve décoré par Popay
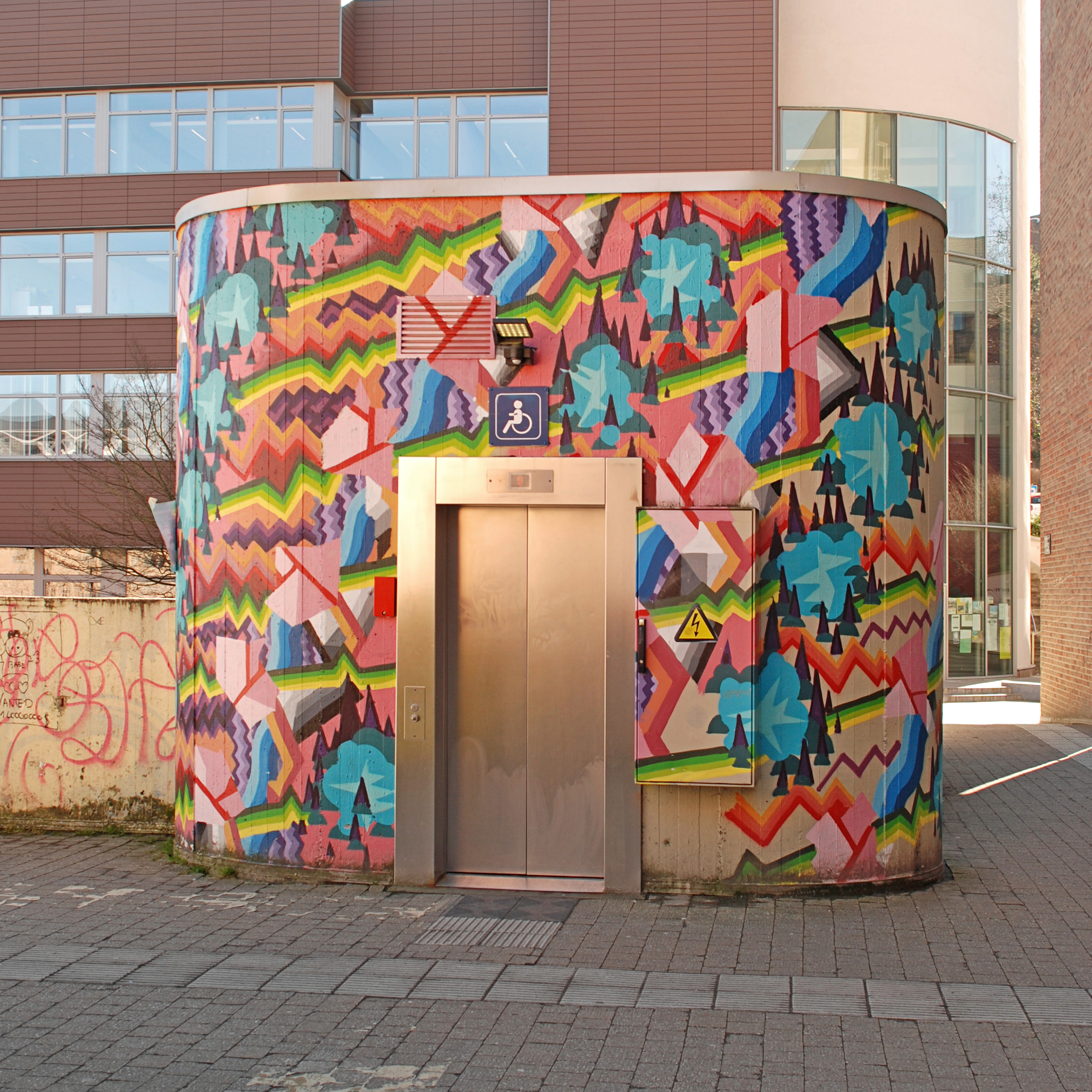
Niveau 0.
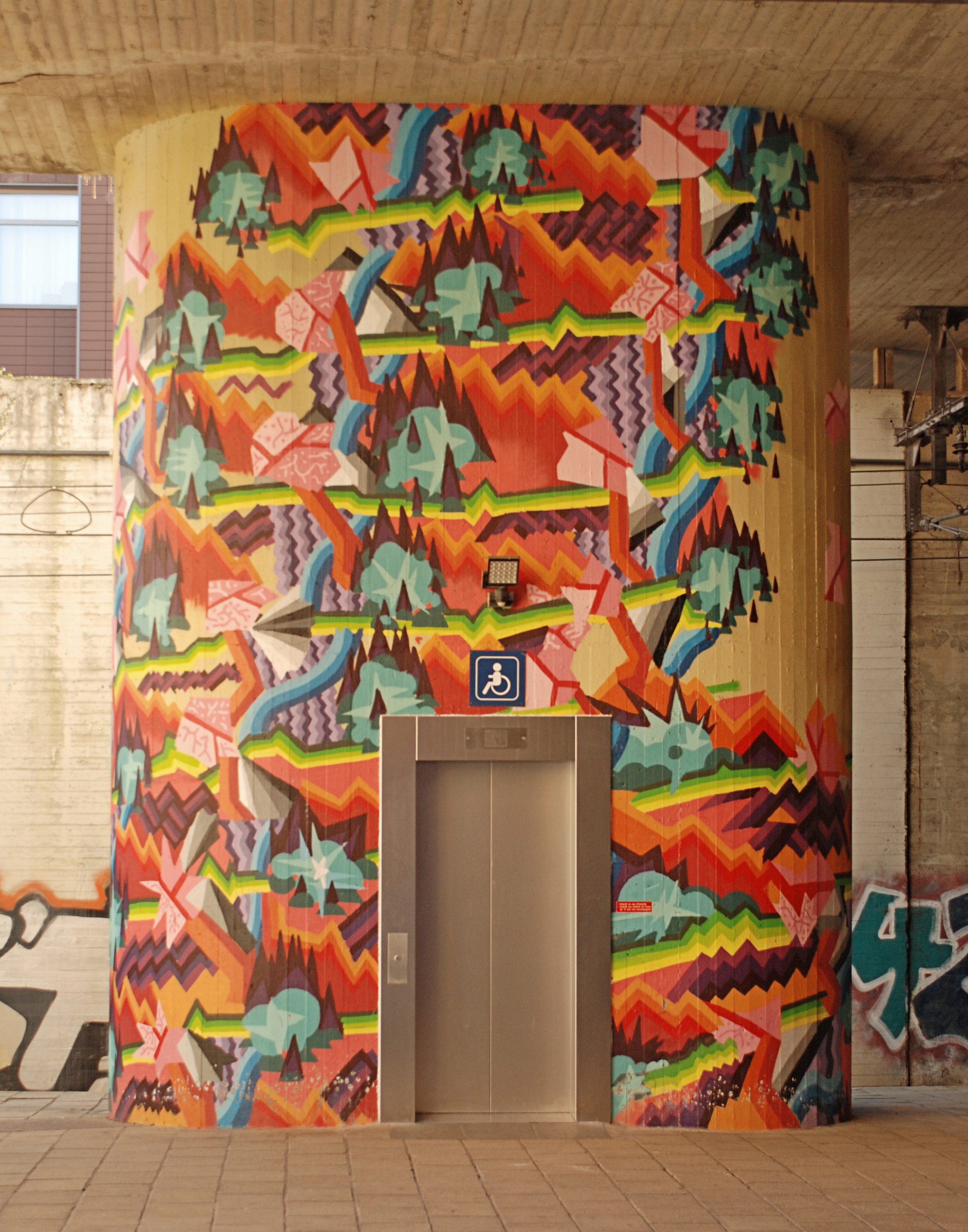
Niveau -1.
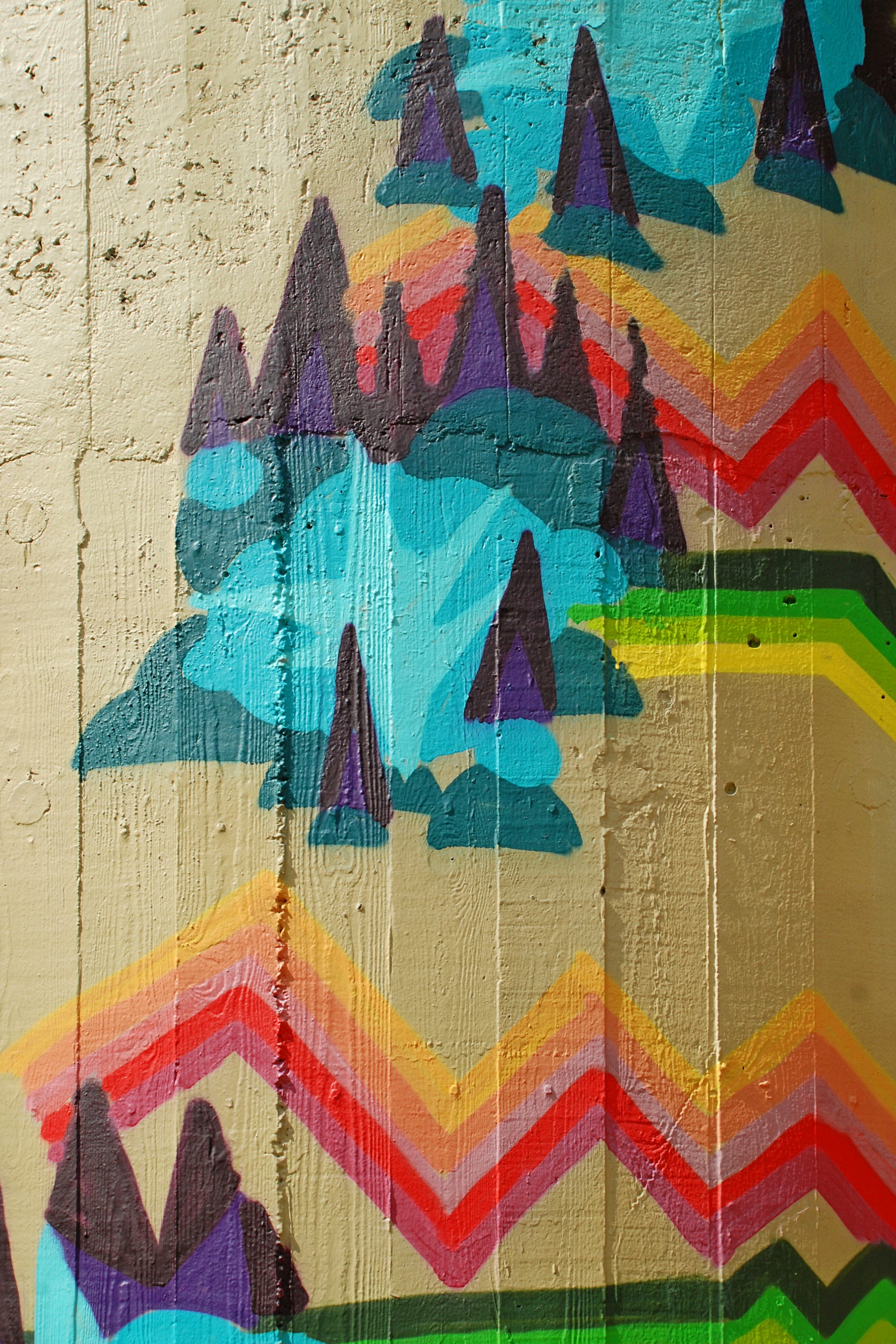
Ornementation du niveau 0.
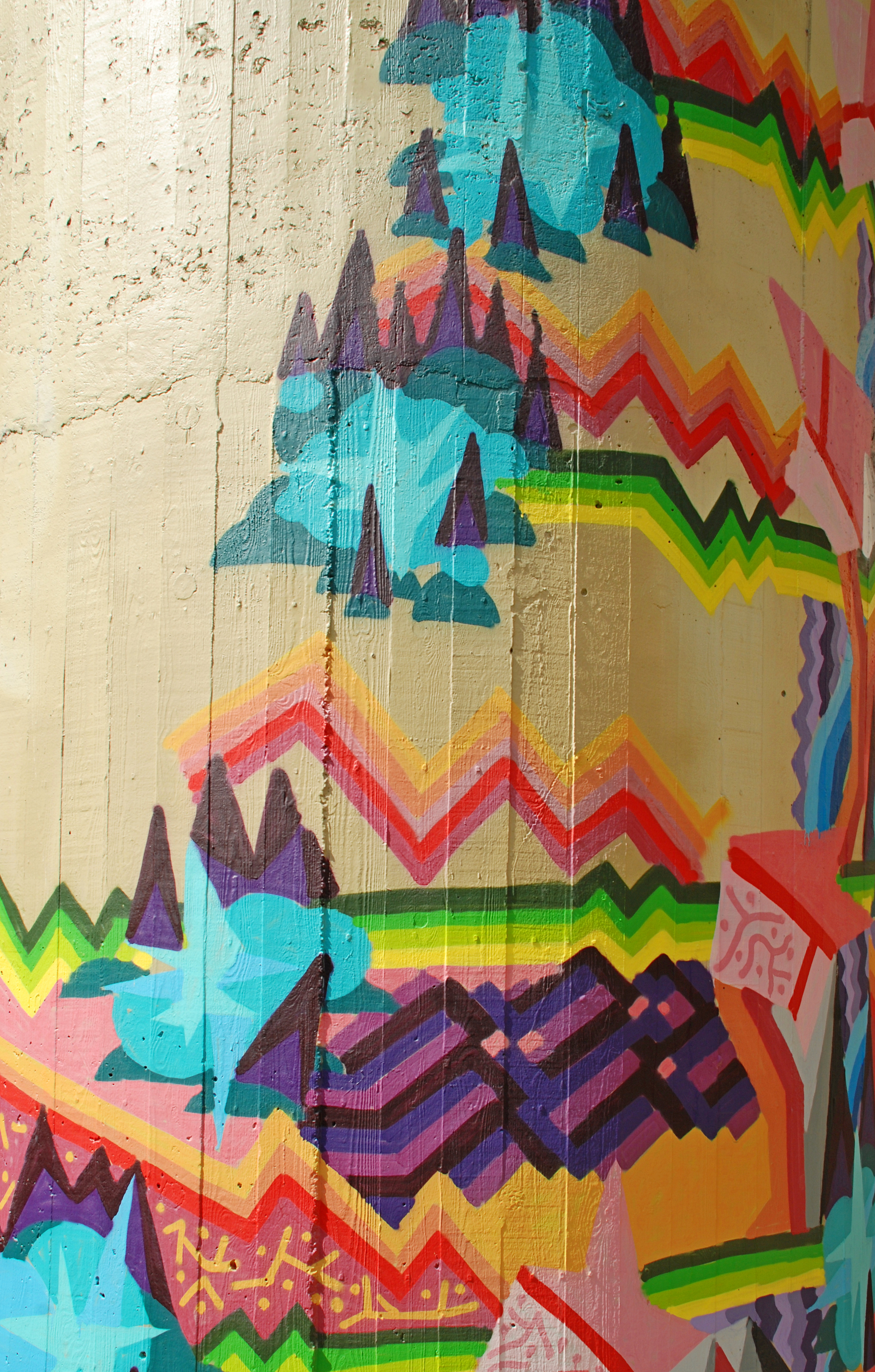
Montagnes, lacs et sapins.
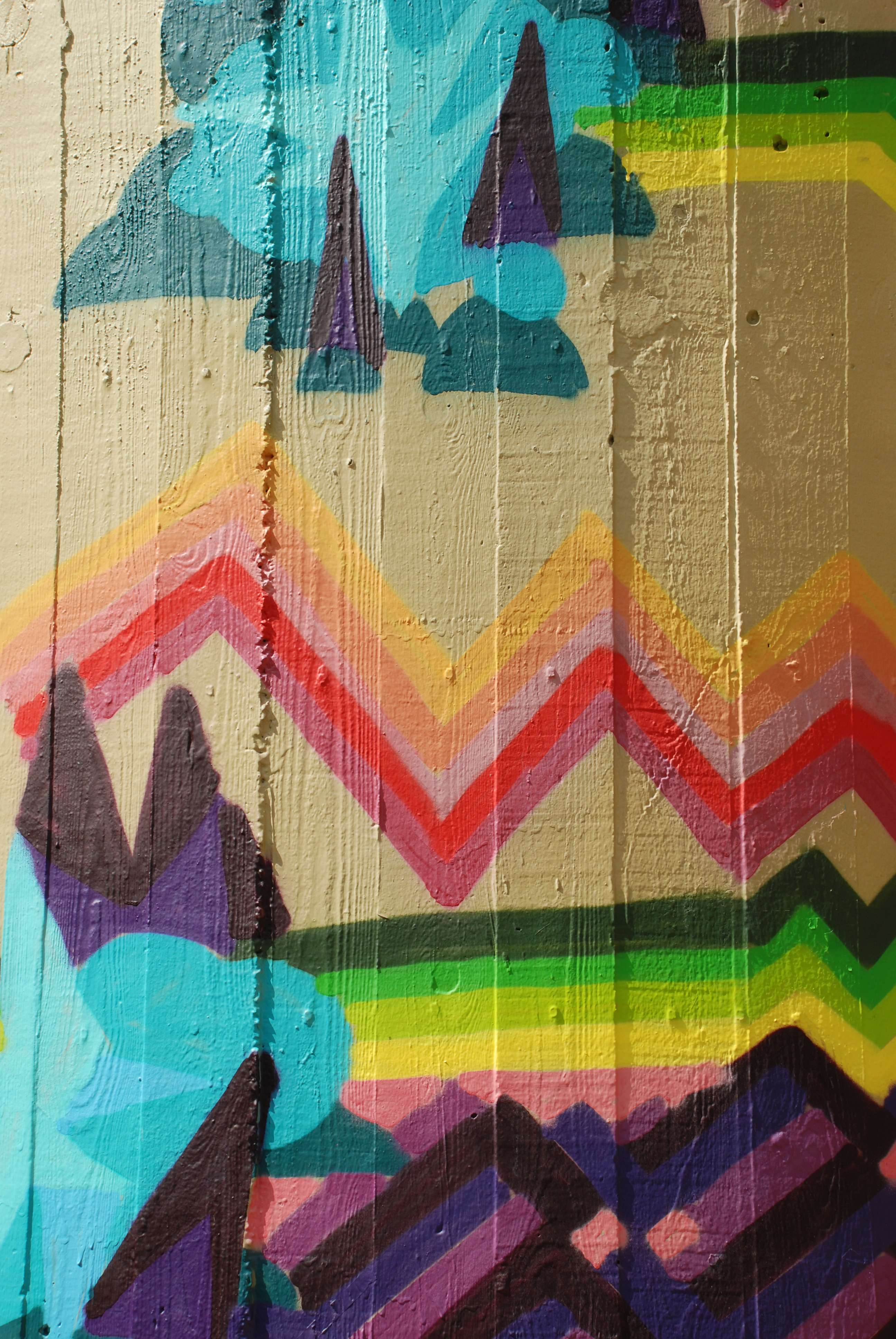
Aspect « béton brut ».

#### Escaliers

##### Escalier menant au quaino1

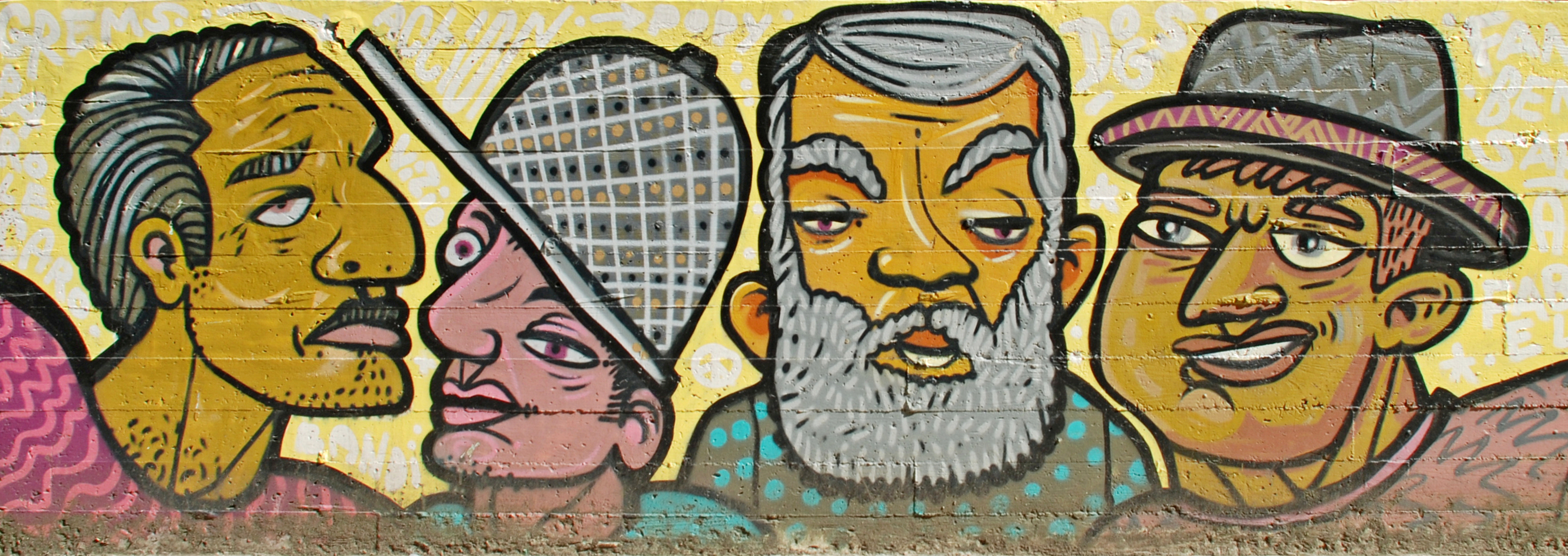
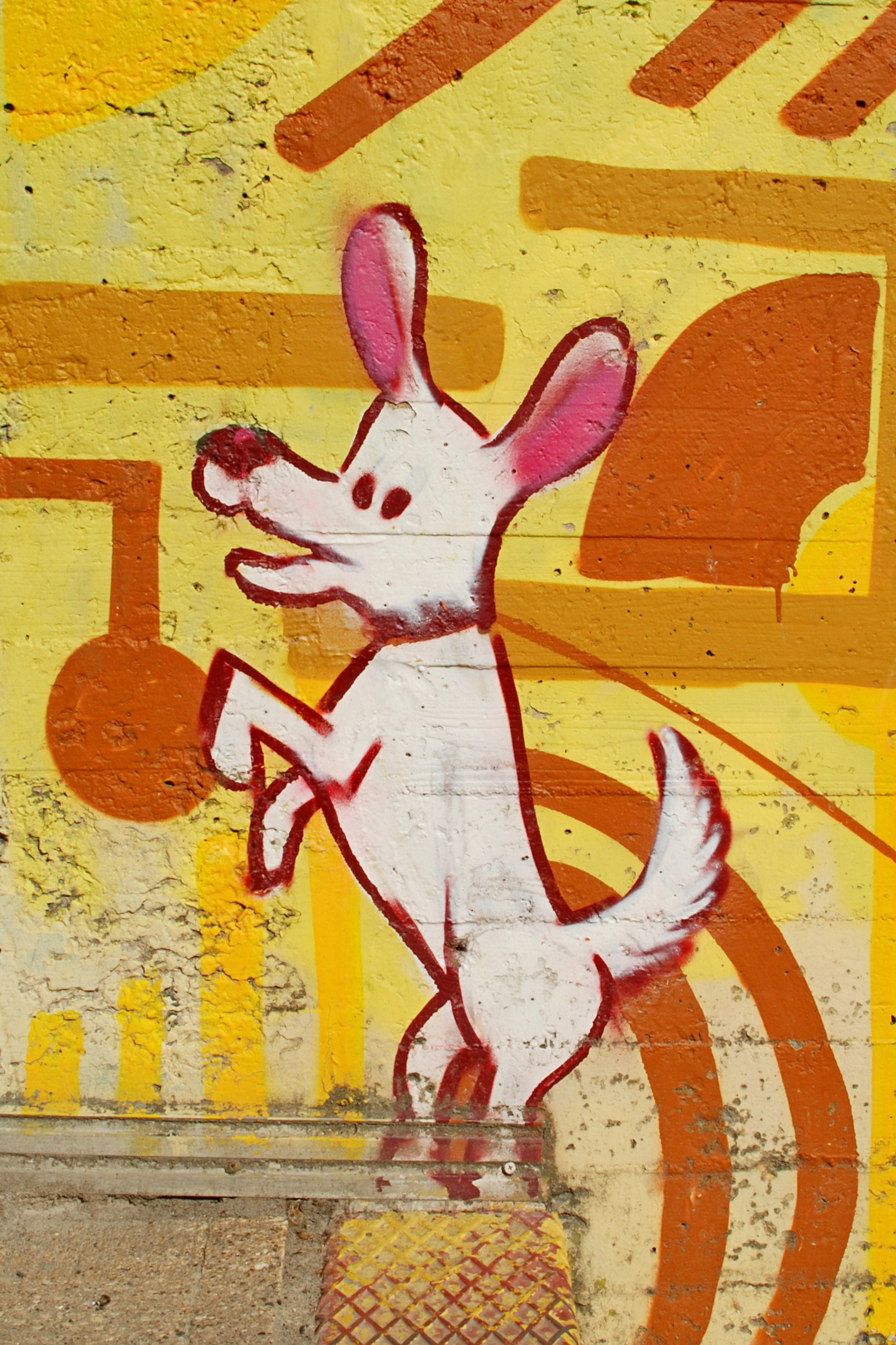

Les rampes de l'escalier qui mène au quai no 1 de la gare sont ornées de nombreux portraits réalisés par Arno 2bal, alias Arno Debal, un artiste belge formé à l'institut Saint-Luc de Tournai, cofondateur en 2003 du collectif de graffeurs bruxellois « Farm Prod », qui a travaillé à Kinshasa en tant que professeur d'Arts Plastiques au lycée français
,
.
Selon le site Brussels Art Factory « Il trouve son inspiration dans les grands classiques de l'histoire de l'art mais aussi dans l'art moderne, les motifs tribaux ou encore la bande dessinée ».
Entre les portraits, on aperçoit les noms de très nombreux artistes, parmi lesquels on reconnaît ceux de Grems, Bandi, Ilk et Oli, ainsi que le logo de « Farm Prod ».
Arno Debal a signé « Arno 2bal Be. 2015. » dans une niche située en haut de l'escalier.
Le socle de l'escalier qui mène au quai no 1 est orné d'une grande composition dans les tons bleus et verts due à Nadib Bandi.
Sous l'escalier se cachent des peintures murales de Nadib Bandi, HMI et Brisk,,
.
Nadib Bandi est un artiste français né en 1980 en France, dans la région frontalière de Genève. Il qualifie lui-même son art de « graffiti abstrait constructiviste » ou de « post-graffiti » et, selon le site de la Galerie Francis Noël, « il s'intéresse également à la peinture abstraite, tout particulièrement au mouvement de l'abstraction lyrique ». Il réalise ici un autoportrait qu'il signe « Bandi » en haut à droite.
Lionel Dury, alias Brisk, quant à lui, est un jeune artiste belge originaire de Corbais en Brabant wallon. Âgé de 18 ans en 2015, il se promenait dans Louvain-la-Neuve avec un ami pour saluer les graffeurs du Kosmopolite Art Tour et a proposé spontanément son aide à Nadib Bandi. « Je n'y croyais pas quand Nadib a accepté que nous l'aidions ». Lionel Dury réalise, au dos de l'autoportrait de Bandi, une fresque à dominante rouge qu'il signe « Kosmopolite 2015 Brisk » au-dessus de sa fresque.
Face à la fresque de Brisk, HMI réalise un beau portrait, qu'il signe simplement « HMI » à gauche.

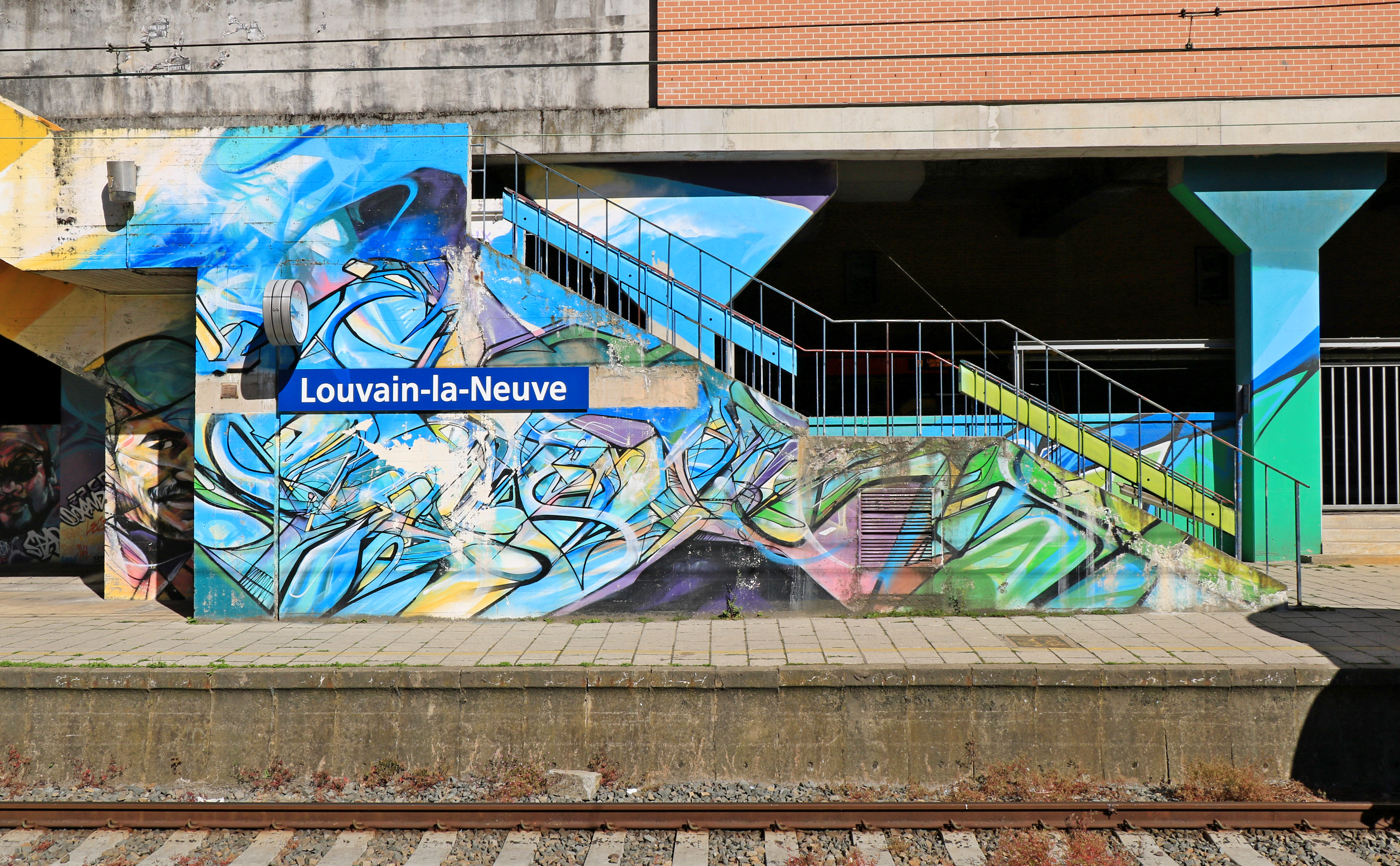
Fresque de Nadib Bandi sur l'escalier qui mène au quai no 1.
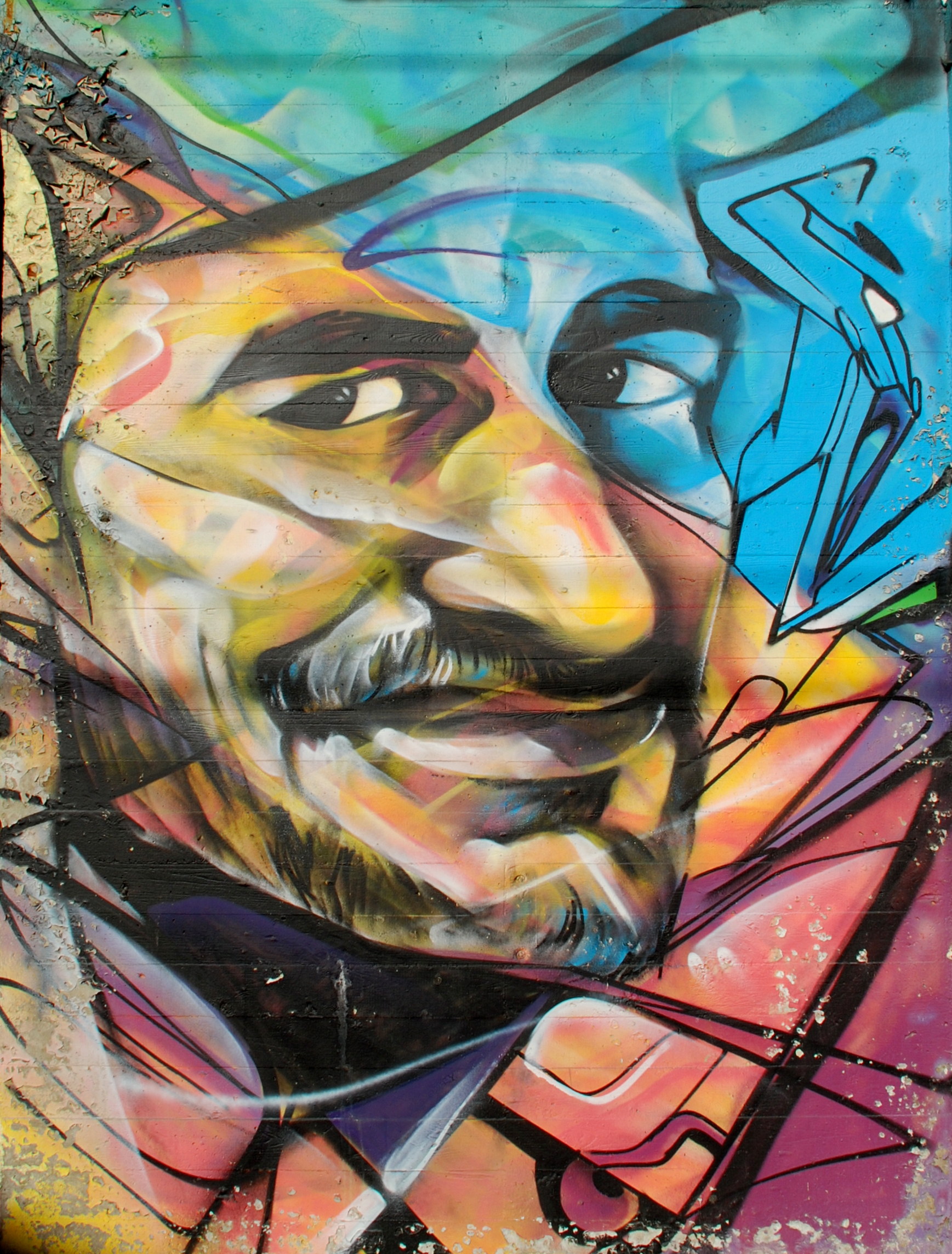
Autoportrait de Nadib Bandi.
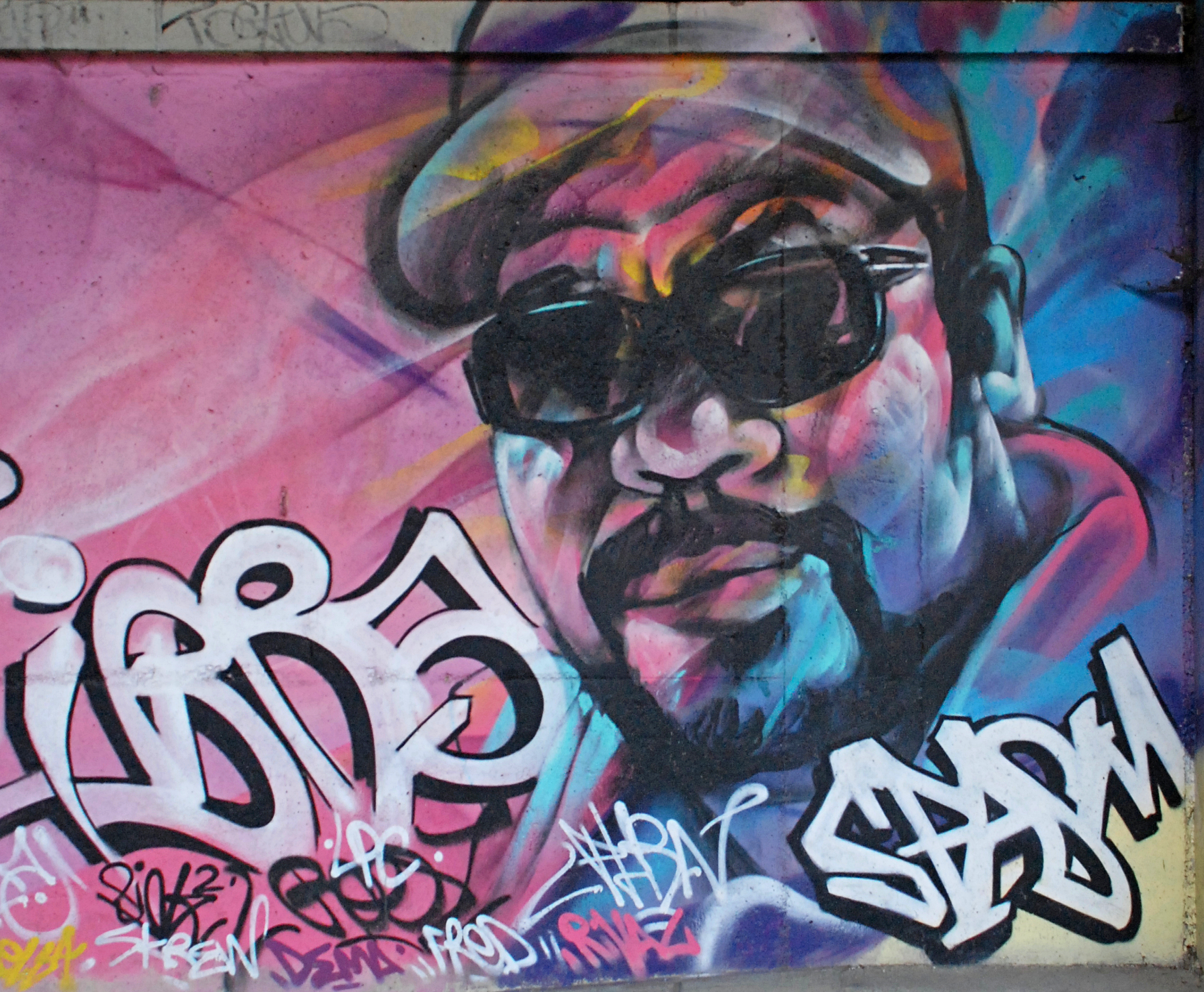
Fresque de HMI.

##### Escalier menant aux quaisno2etno3
Le socle de l'escalier qui mène aux quais no 2 et no 3 est orné, sur une face, d'une grande composition en forme de tourbillon dans les tons rouges et bleus due au graffeur Eyes-B et, sur l'autre face, d'une composition de Pelucas,,.
Eyes-B est un peintre et graffeur basé à Bruxelles,,. Peignant régulièrement depuis 2000, Eyes-B abandonne petit à petit le graffiti classique pour laisser place à de la peinture abstraite. La musique est le moteur principal de son œuvre, ce qui lui a valu le surnom de « chef d'orchestre ».
Sa fresque emporte le spectateur dans un tourbillon de couleurs. Elle est signée « WWW.EYESB.BE » en bas à droite.
Sous l'escalier se dissimulent d'autres fresques de Pelucas, qui signe « Pelucas 2015 ».

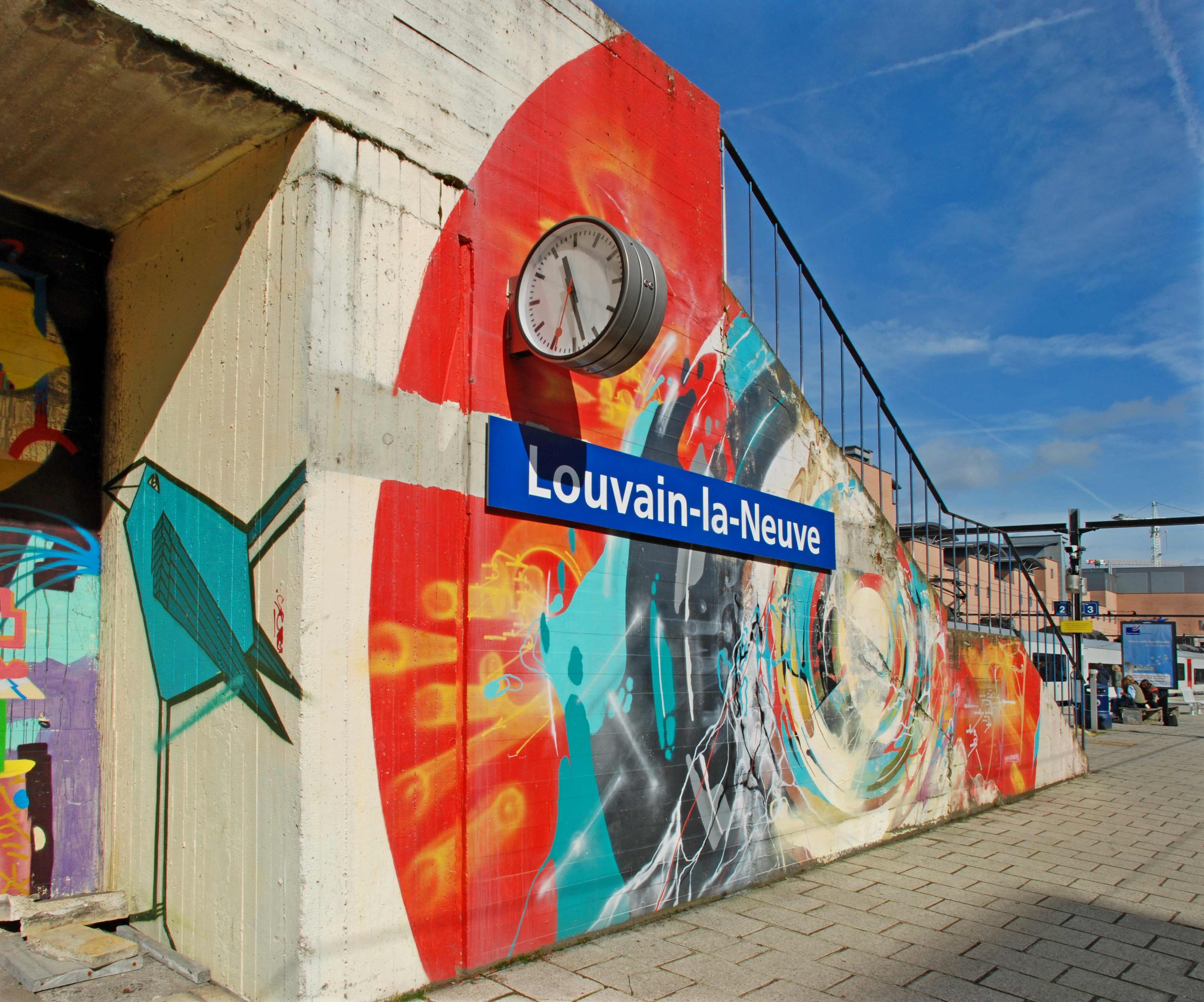
Fresque d'Eyes-B.
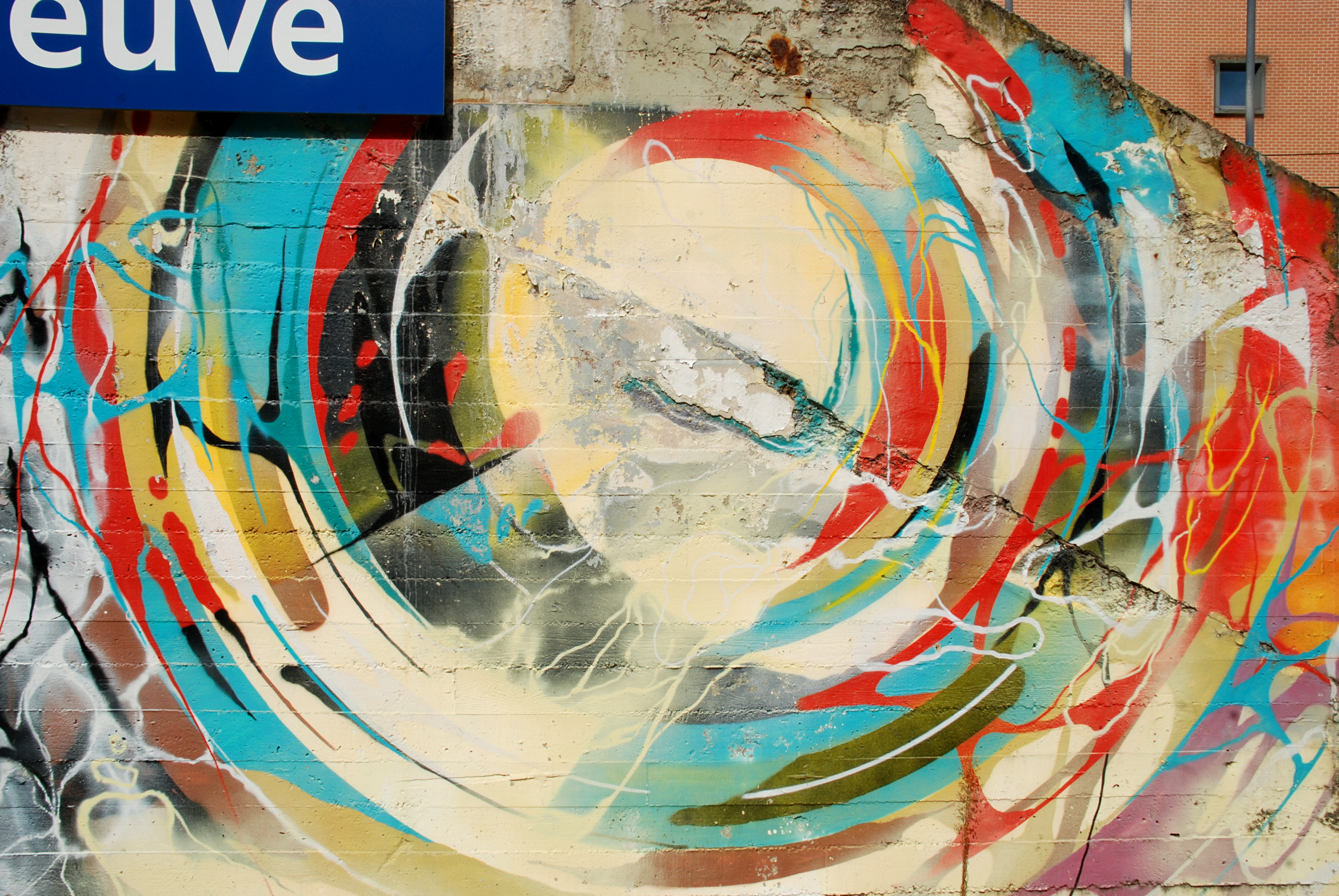
Tourbillon de couleurs (Eyes-B).
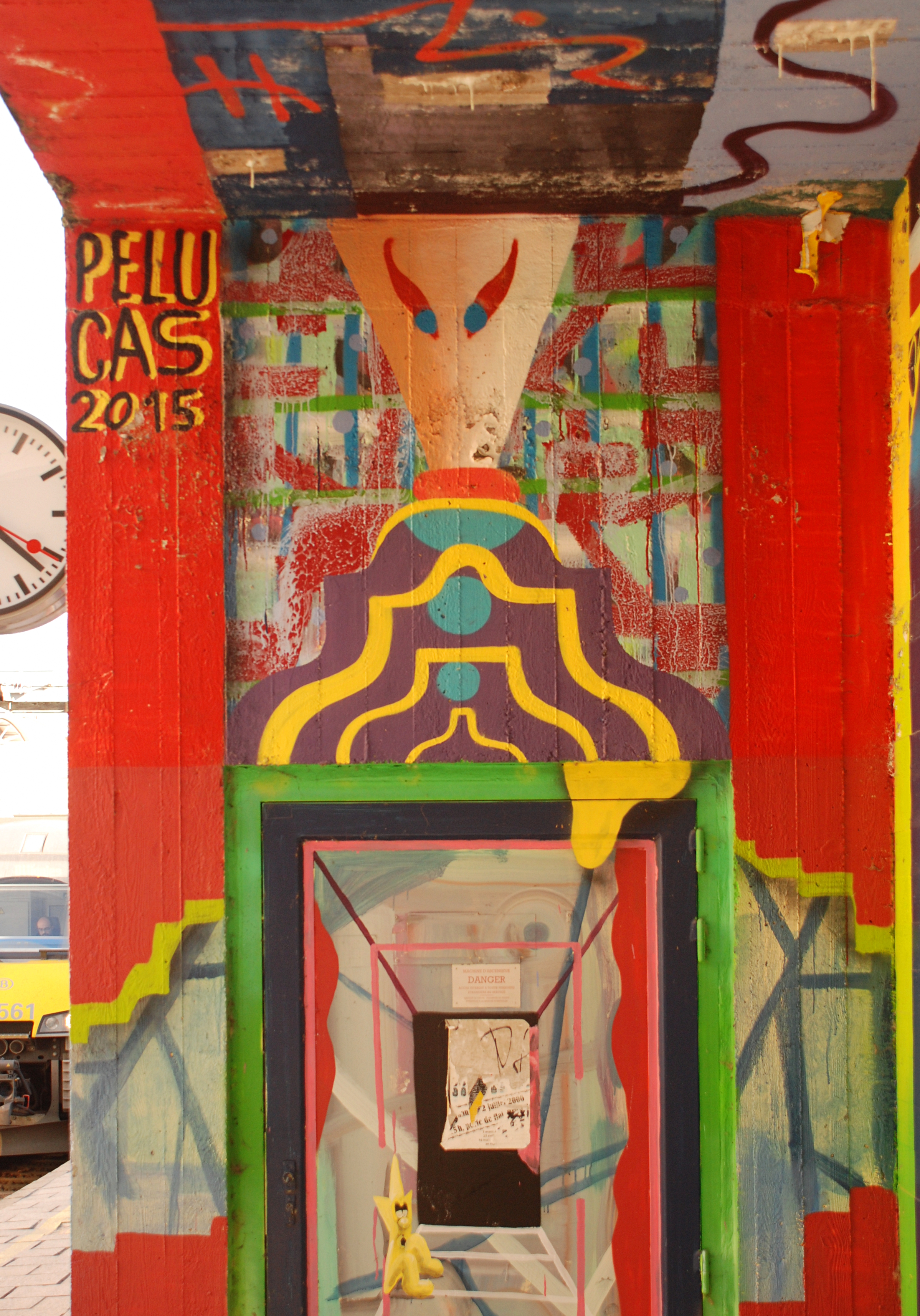
Fresque de Pelucas.
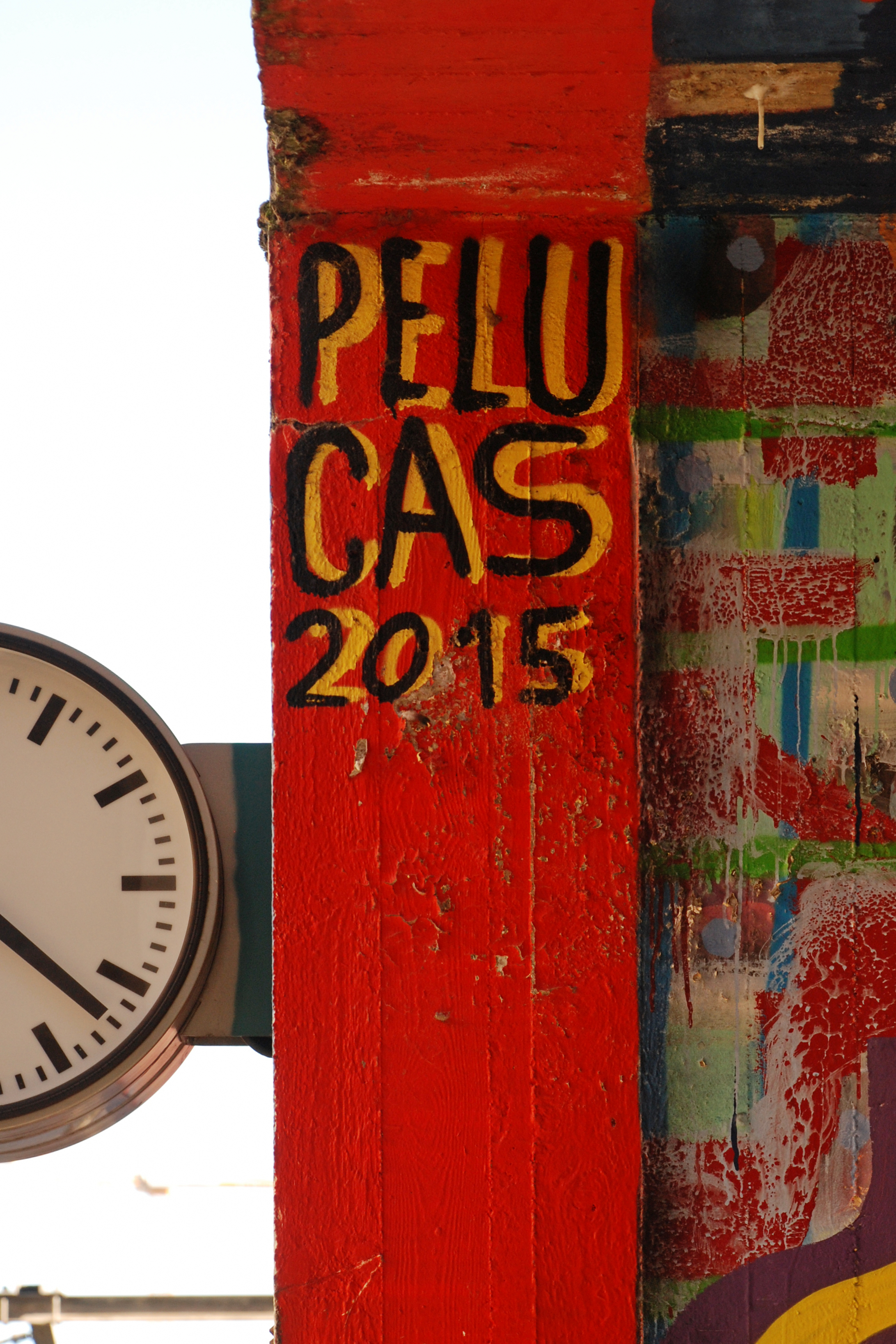
Signature de Pelucas.

#### Quai
Le mur du quai no 1 de la gare de Louvain-la-Neuve est orné de nombreuses fresques réalisées par Tyrsa, Zësar Bahamonte, Vision, Babs, Marina Zumi, Aitor Cara, Ilk, 2Shy, le collectif The Weird (Frau Isa, Cone et Rookie), Solid et Choc, Guitar, Daer, Johan Baggio, Damien-Paul Gal et Brisk,.
Certaines d'entre elles ont été abîmées par des taggeurs, comme celles de Tyrsa (« Tyrsamisu ») et de Zësar dégradées par des inscriptions vulgaires, ou encore le train de Solid et Choc qu'un vandale a taggé « SNCB racket organisé ! ».

##### Marina Zumi
La fresque la plus poétique est assurément celle de la graffeuse brésilienne, Marina Zumi, qui avait déjà réalisé une fresque sur le parking du Sablon lors du Kosmopolite Art Tour 2012. Marina Zumi fut l'un des premiers membres du collectif Expression Session, un groupe de street art expérimental de Buenos Aires.
L'artiste dépeint une scène nocturne africaine, dans des tons à dominante bleue, représentant des antilopes et des brebis en train de boire. Elle signe « Marina Zumi » en blanc en bas à gauche, et « Zumi » en noir en bas à droite.

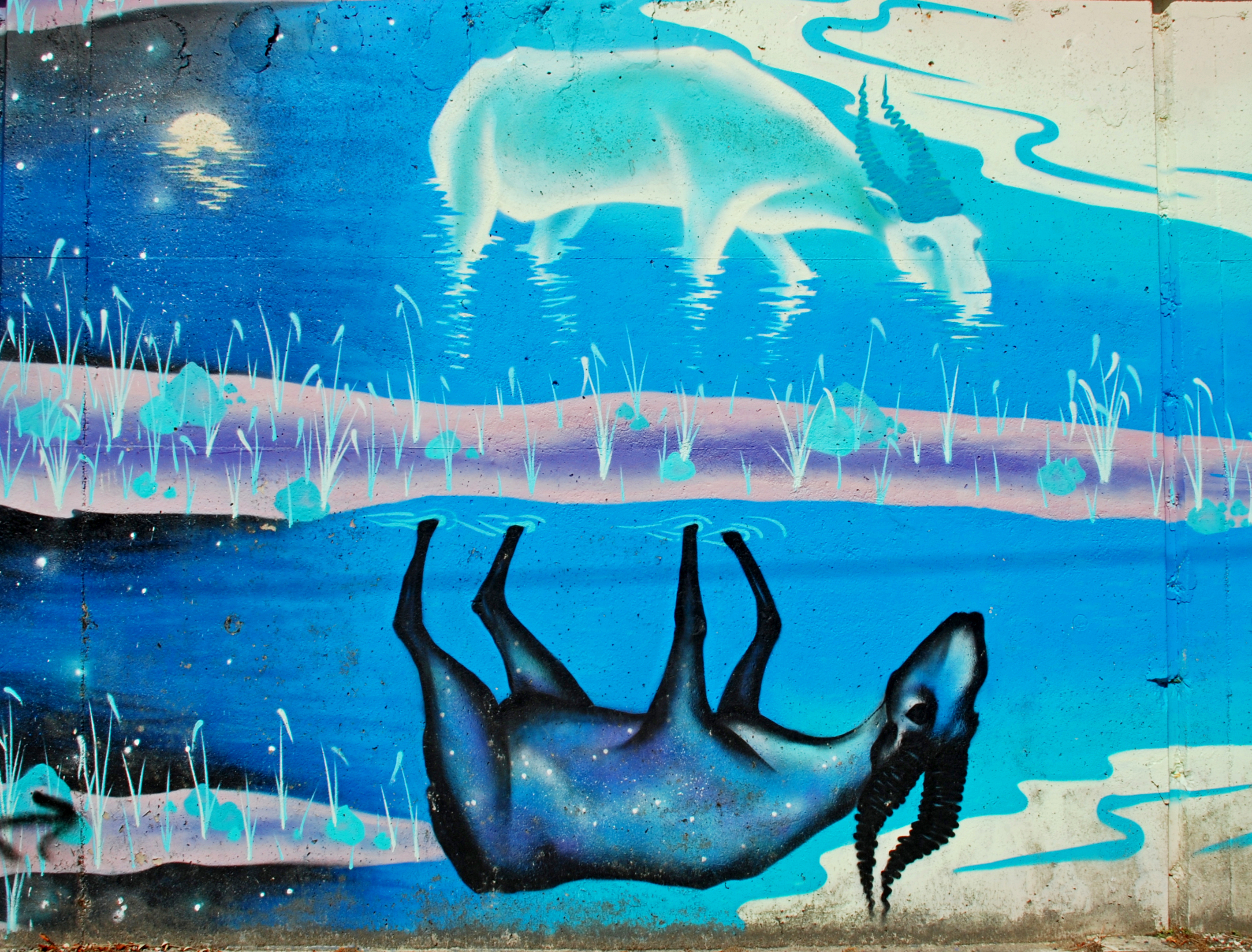
Antilopes.
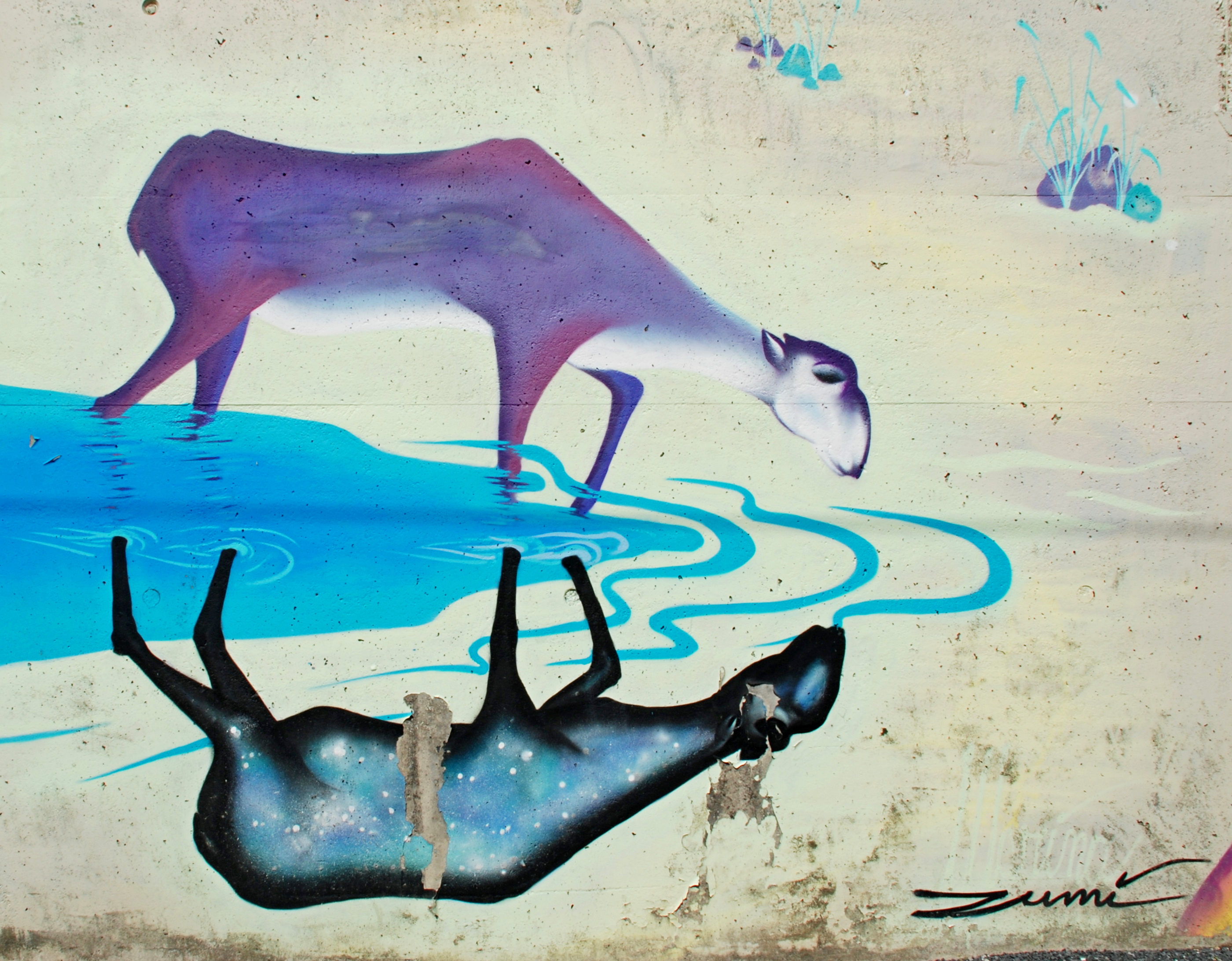
Brebis.
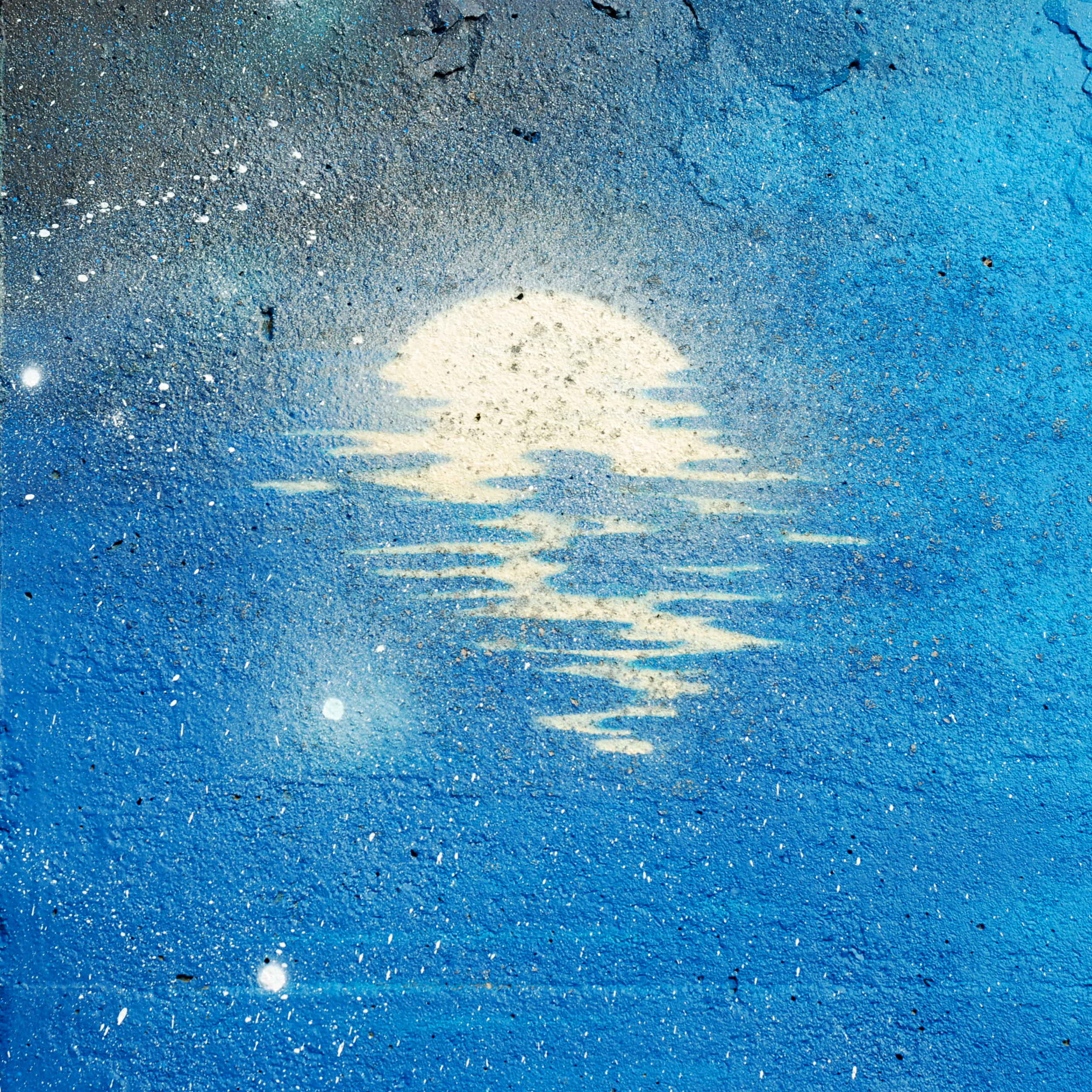
Reflet de lune.

##### 2Shy
Un peu plus loin, une fresque complexe réalisée par 2Shy, retient l'œil. Accolée à une fresque d'Ilk signée « Ilk flottante », la fresque de 2Shy montre deux visages d'hommes, coiffés chacun d'un grand chapeau, émergeant d'un entrelacs de lettres géantes et de formes géométriques.
L'artiste a signé « 2Shy Was Here » dans un motif géométrique mauve, à gauche.

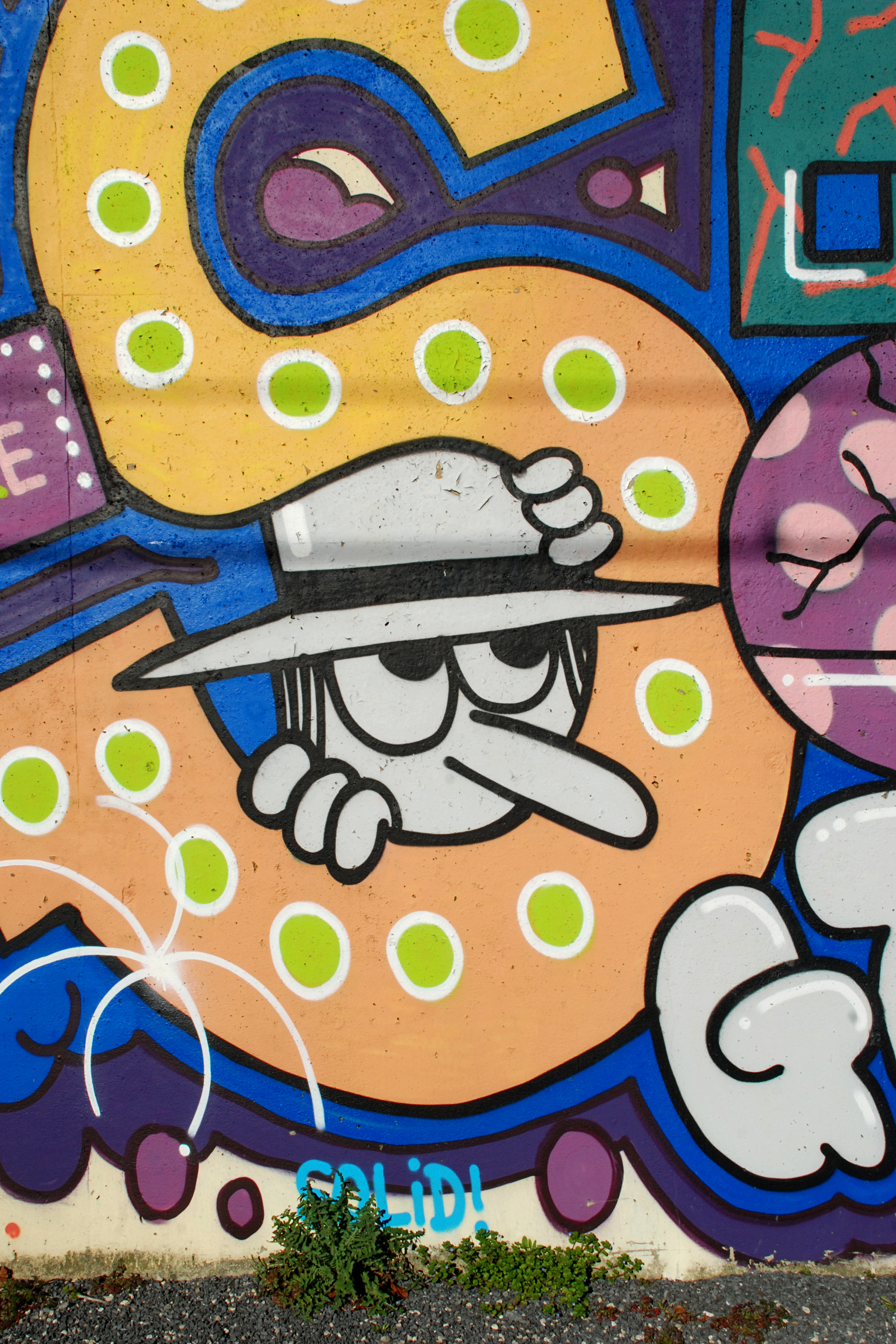
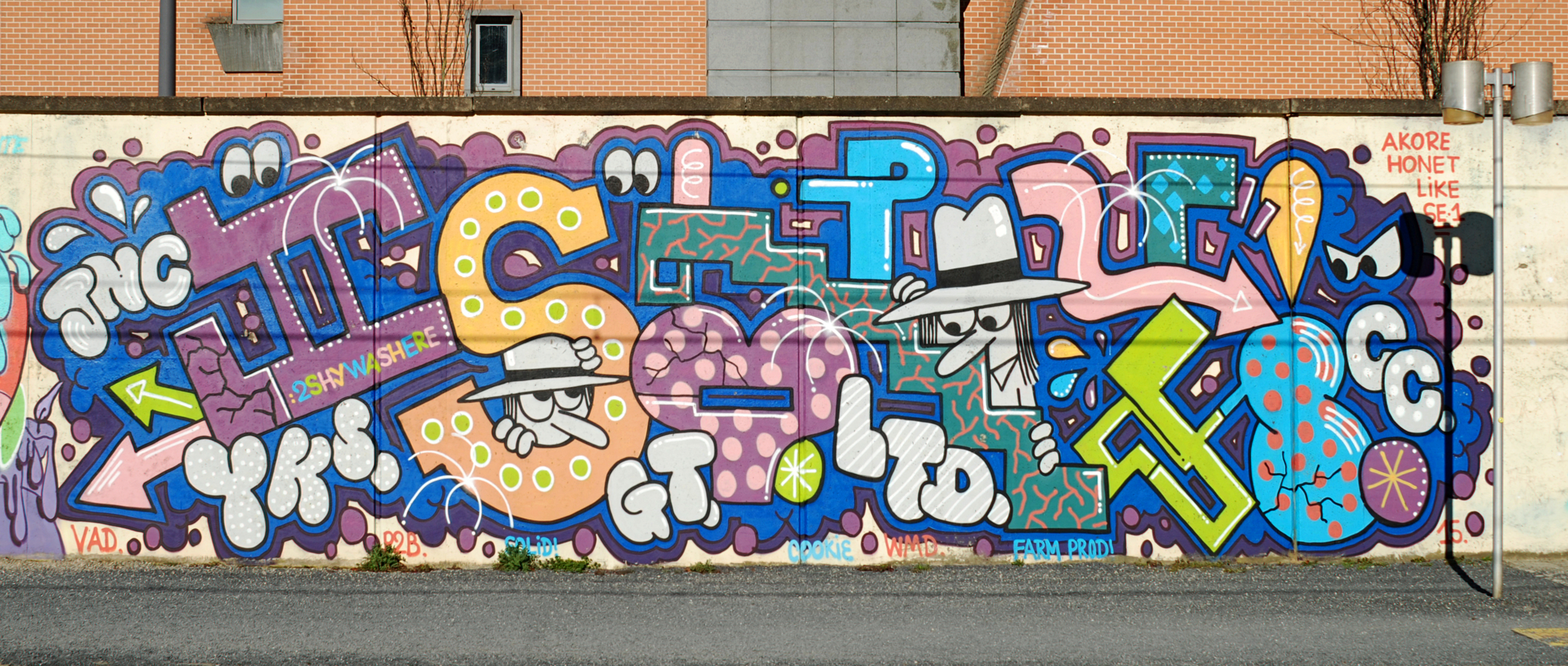
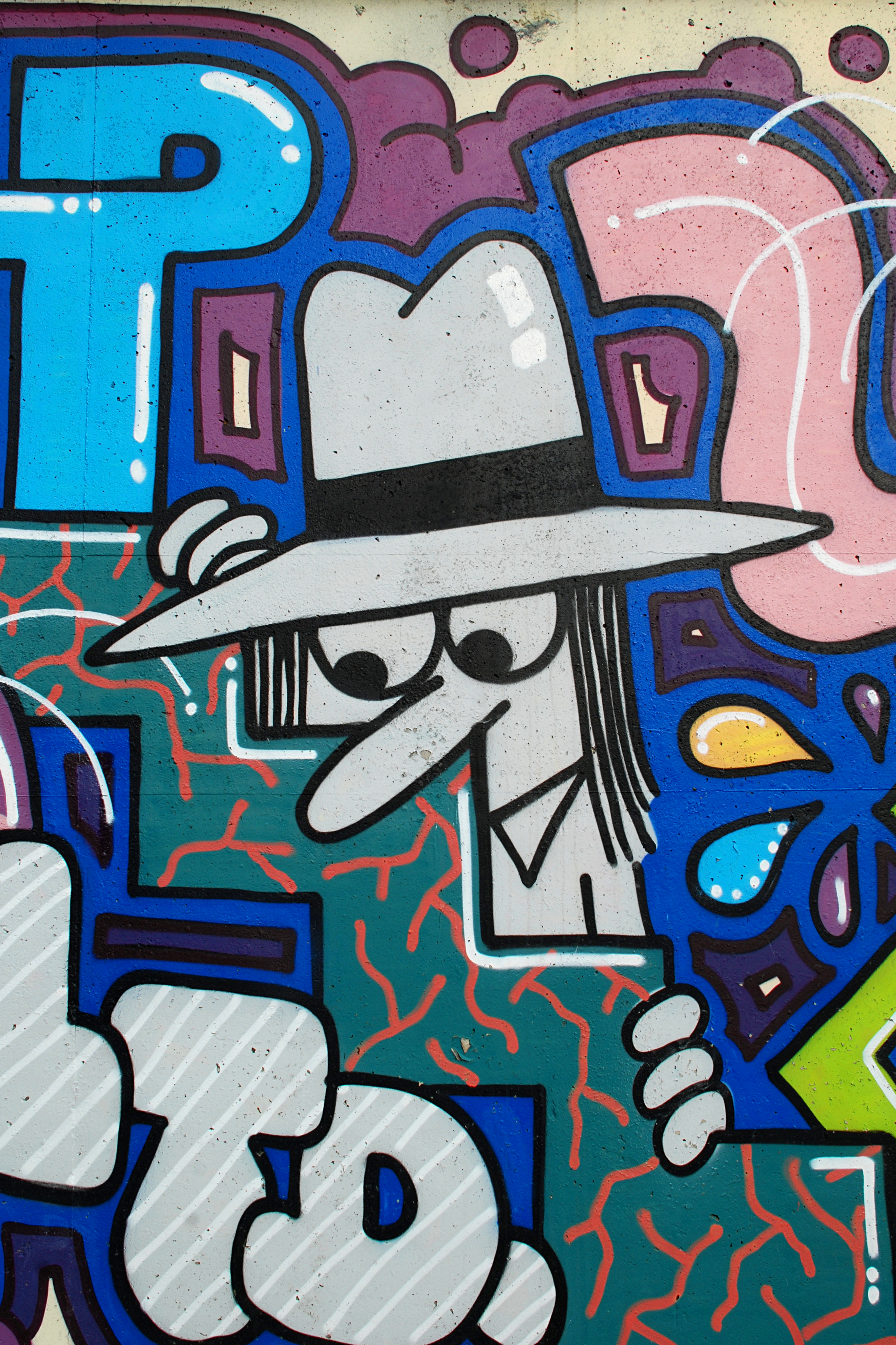

##### Aitor Cara et «Viva la Vida»
Une fresque plus empreinte de religiosité, réalisée par Aitor Cara, représente un visage de femme au collier sous lequel un phylactère porte la mention « Viva la Vida », et à côté duquel se dresse une figure de la Vierge.
L'artiste a signé « Aitor C. aka Monkey » en bas à droite.

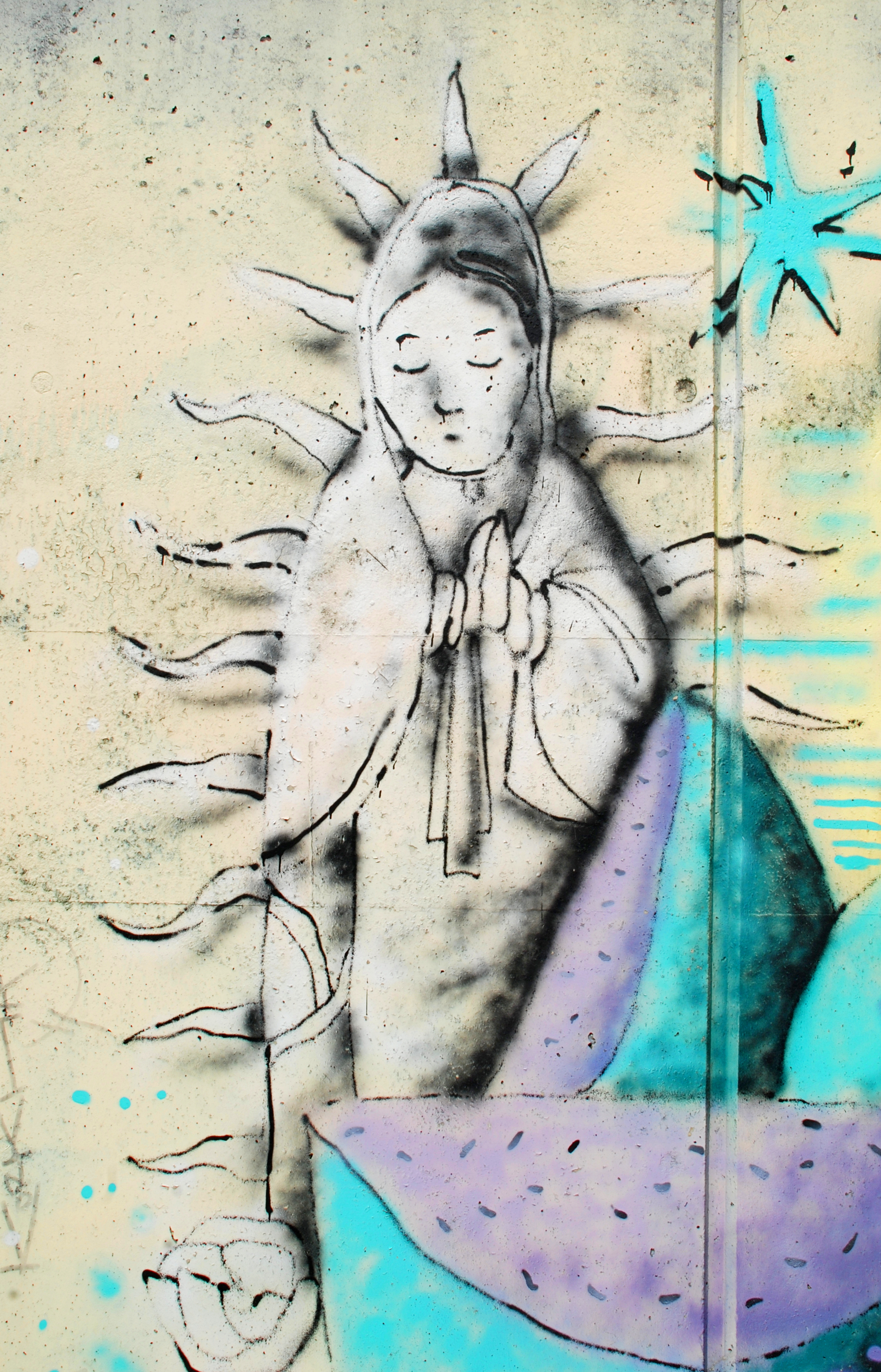
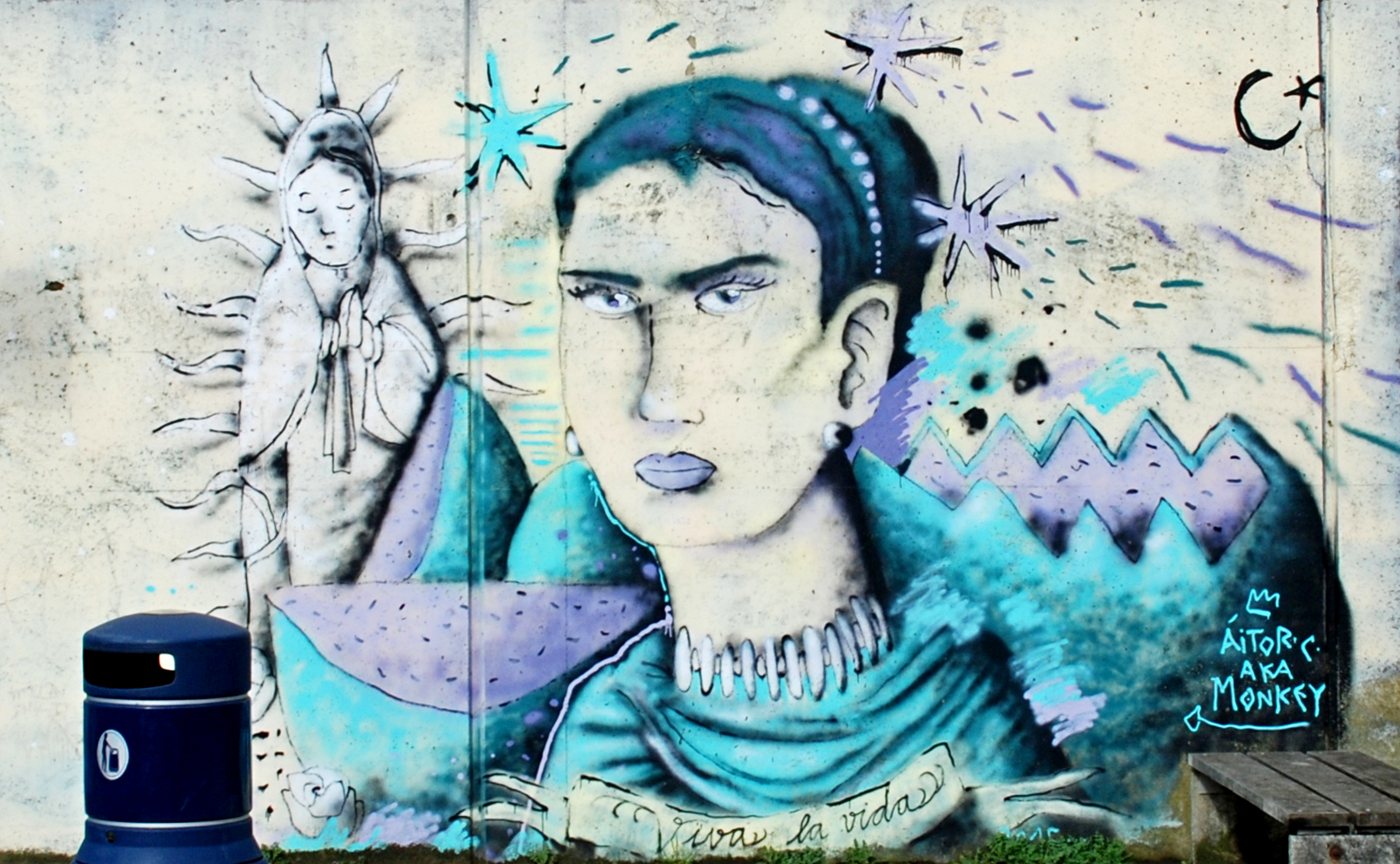
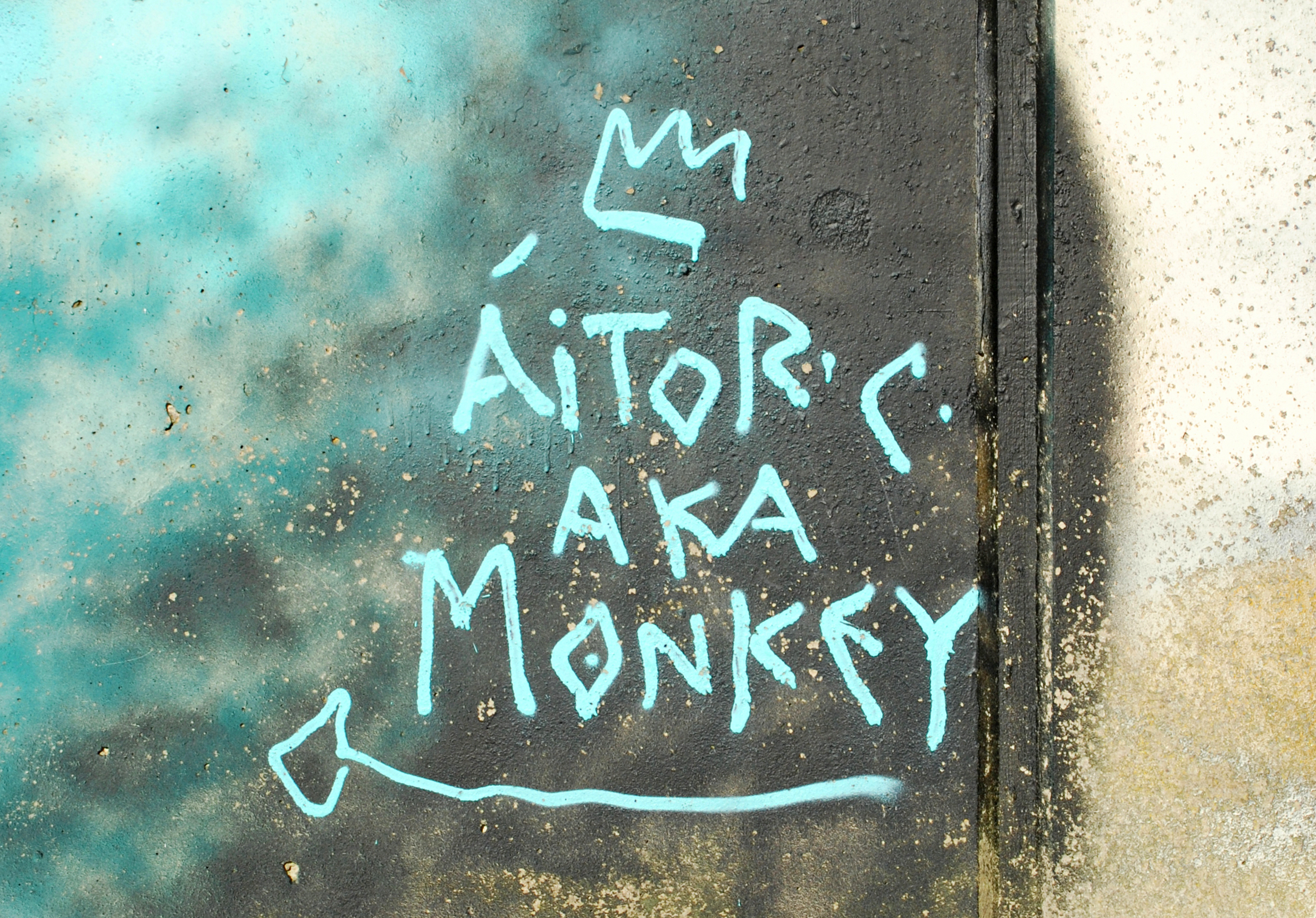

##### Vision
Le graffeur Vision réalise une fresque, faite des six lettres de son nom, peintes en couleur alternativement verte et rose.
On lit « Kosmo Art Tour » en bas à droite, et on distingue à gauche (peint en blanc) le logo du collectif de graffeurs bruxellois « Farm Prod », organisateur du Kosmopolite Art Tour 2015.

Vision
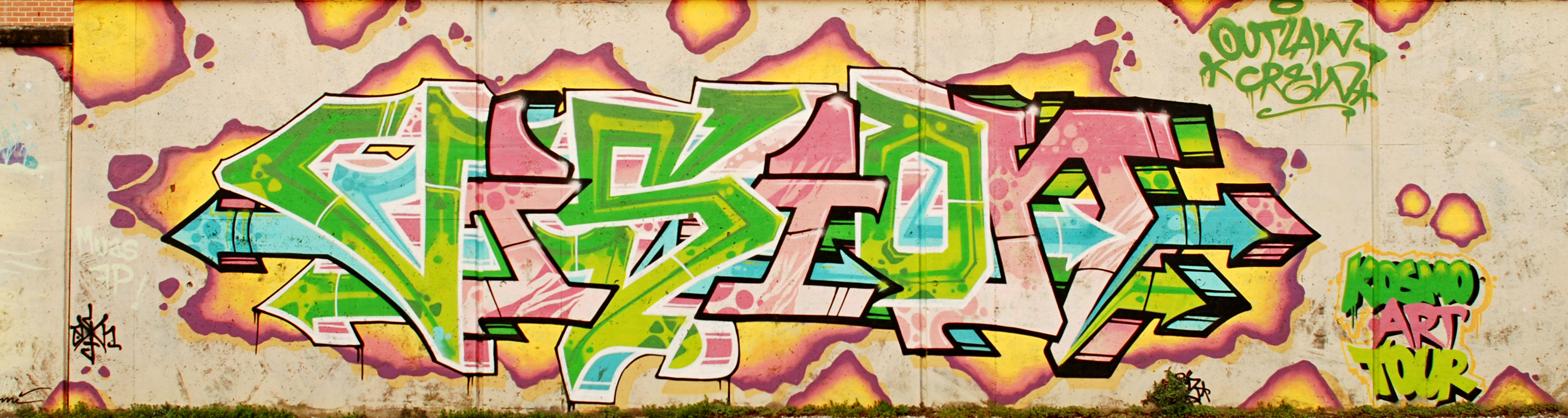
La fresque de Vision.
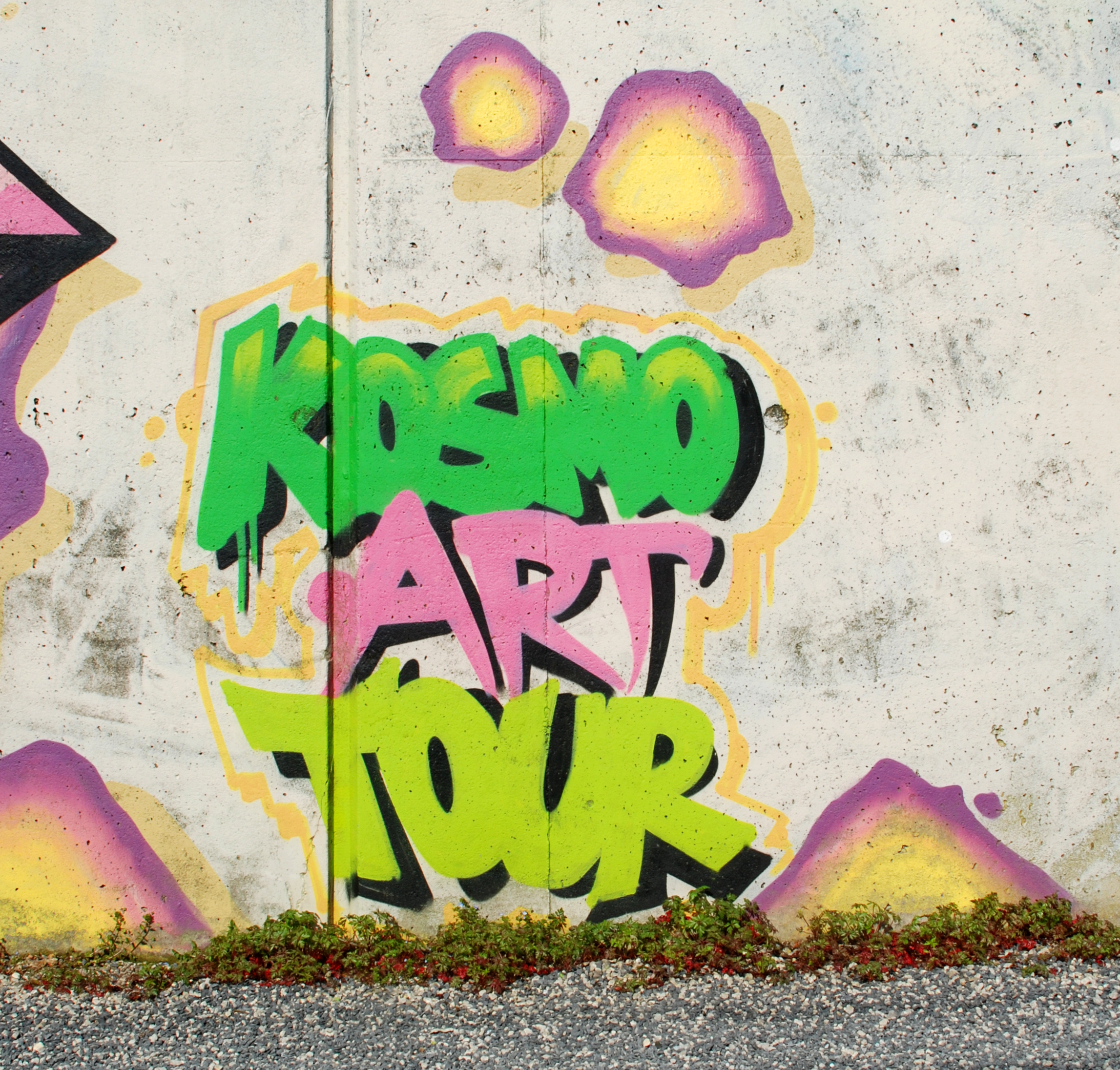
« Kosmo Art Tour ».

##### Collectif «The Weird»

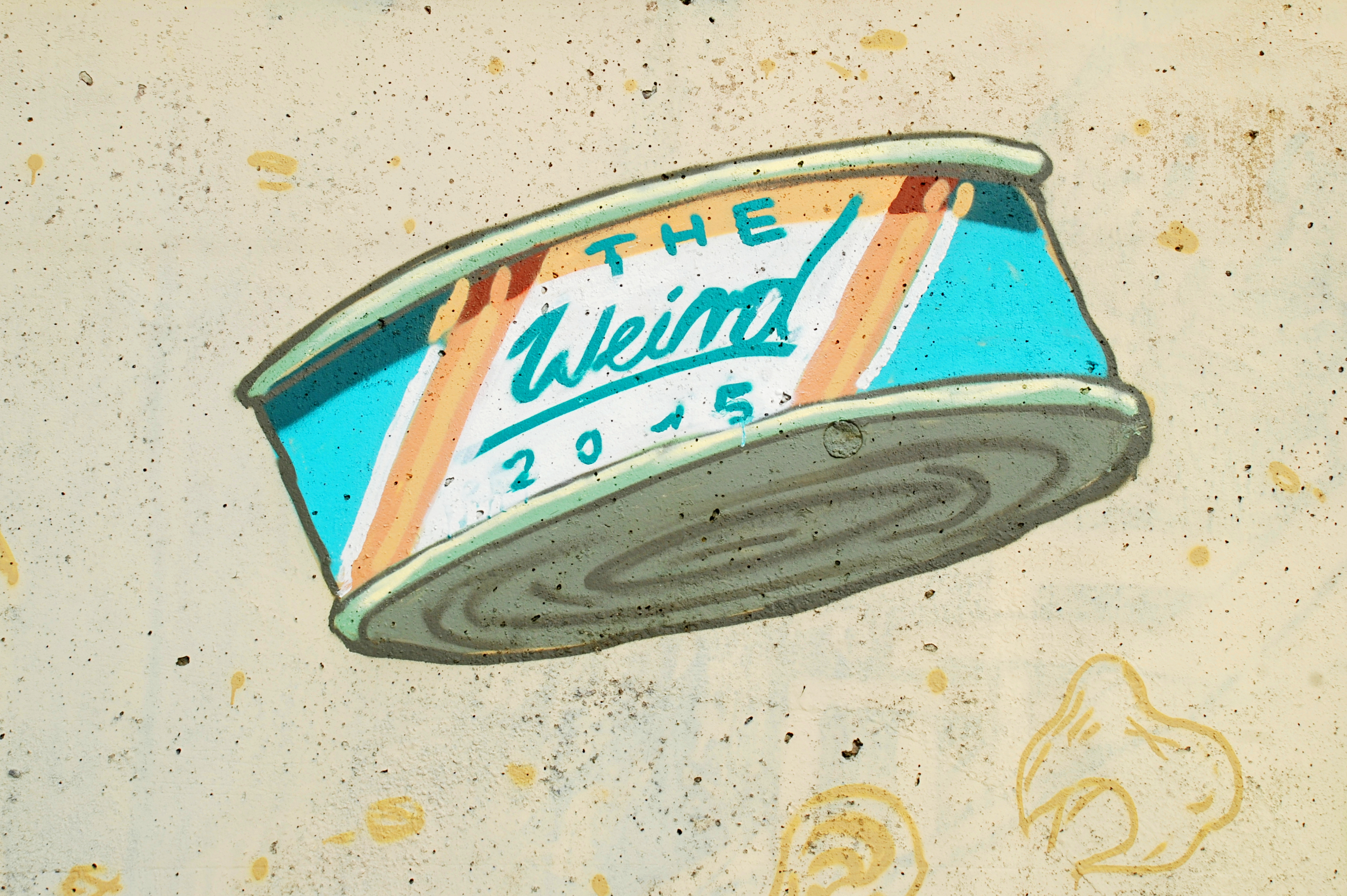
Boîte de conserve affichant le nom du collectif et le millésime 2015.

Une fresque d'un goût étrange orne le centre du mur du quai de la gare. Elle est l'œuvre du collectif « The Weird » composé des graffeurs allemands Rookie et Cone et de la graffeuse autrichienne Frau Isa,,, un collectif déjà rencontré plus haut sur les murs du parking du Sablon.
La fresque est signée Frau Isa, Cone et Rookie en lettres dorées et affiche le nom du collectif ainsi que le millésime 2015 sur une boîte de conserve.
Au centre, une énorme main verte flanquée de deux mains minuscules tient une boîte de conserve entrouverte marquée « Ear worms », qui contient  des oreilles et des vers.
À droite, un homme est assis dans une énorme boîte de conserve marquée « Miguel's Delicious Stew » (« Le délicieux ragoût de Miguel ») d'où s'échappent de gros vers bleus.
Le fond de la fresque est parsemé de dents, d'oreilles et de vers peints en couleur jaune pâle.

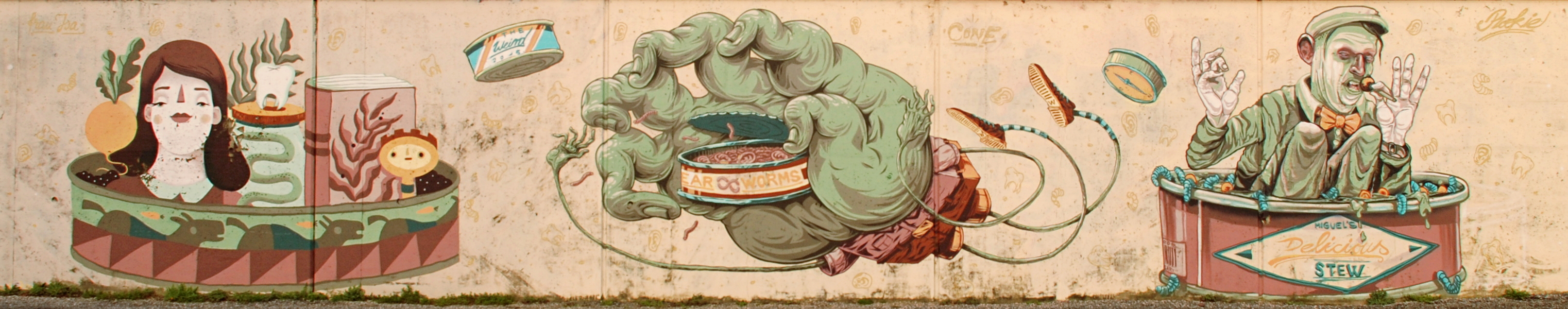
La fresque de « The Weird ».

##### Les oiseaux de Mr Cana
On trouve dans la gare quatre grands oiseaux hauts sur pattes, stylisés et géométriques, dus à Mr Cana.
Le premier, au corps bleu et au bec gris, est situé sur le mur du quai no 1, à gauche du train SNCB de Solid et Choc.
Le deuxième et le troisième, au corps mauve et au bec blanc, encadrent l'ascenseur décoré par Kool Koor (au niveau -1) et sont flanqués de la signature de Mr Cana, marquée « Kosmopolite 2015 ».
Le quatrième, au corps bleu et au bec blanc, se cache sous l'escalier qui mène aux quais no 2 et no 3, près des fresques des graffeurs Eyes-B et Pelucas.
Ces oiseaux sont typiques du style de Mr Cana,, un membre du collectif de graffeurs lillois Renart, originaire de Denain, actif à Valenciennes à ses débuts (1994/1999) puis à Lille, et qui est allé peindre des fresques jusqu'en Palestine.
On notera qu'on trouve deux oiseaux identiques dans l'entrée du Théâtre Jean Vilar et un dernier sur le mur qui sépare la gare du boulevard de Wallonie.

Les oiseaux de Mr Cana
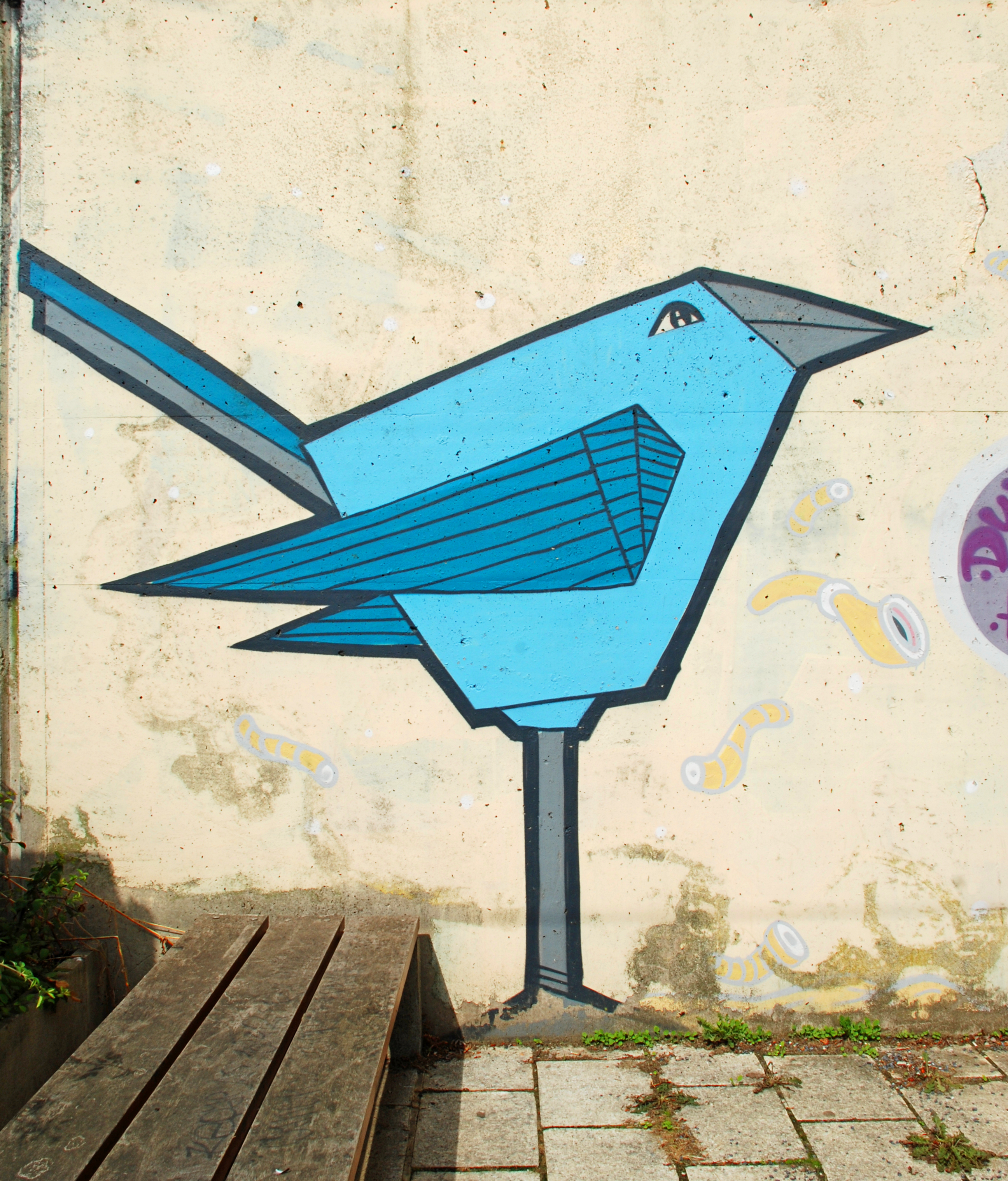
L'oiseau bleu du quai no 1.
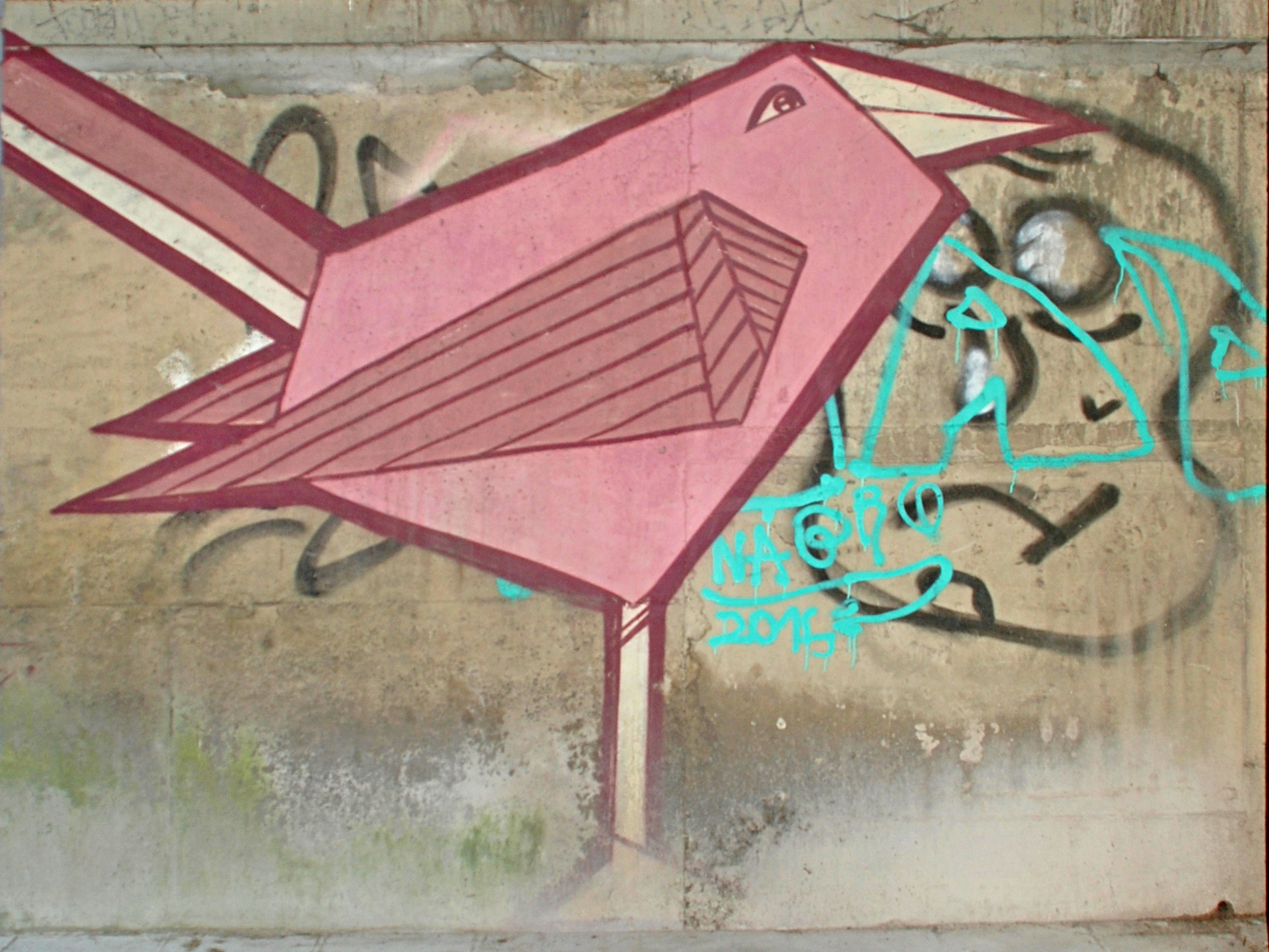
Un des oiseaux mauves.
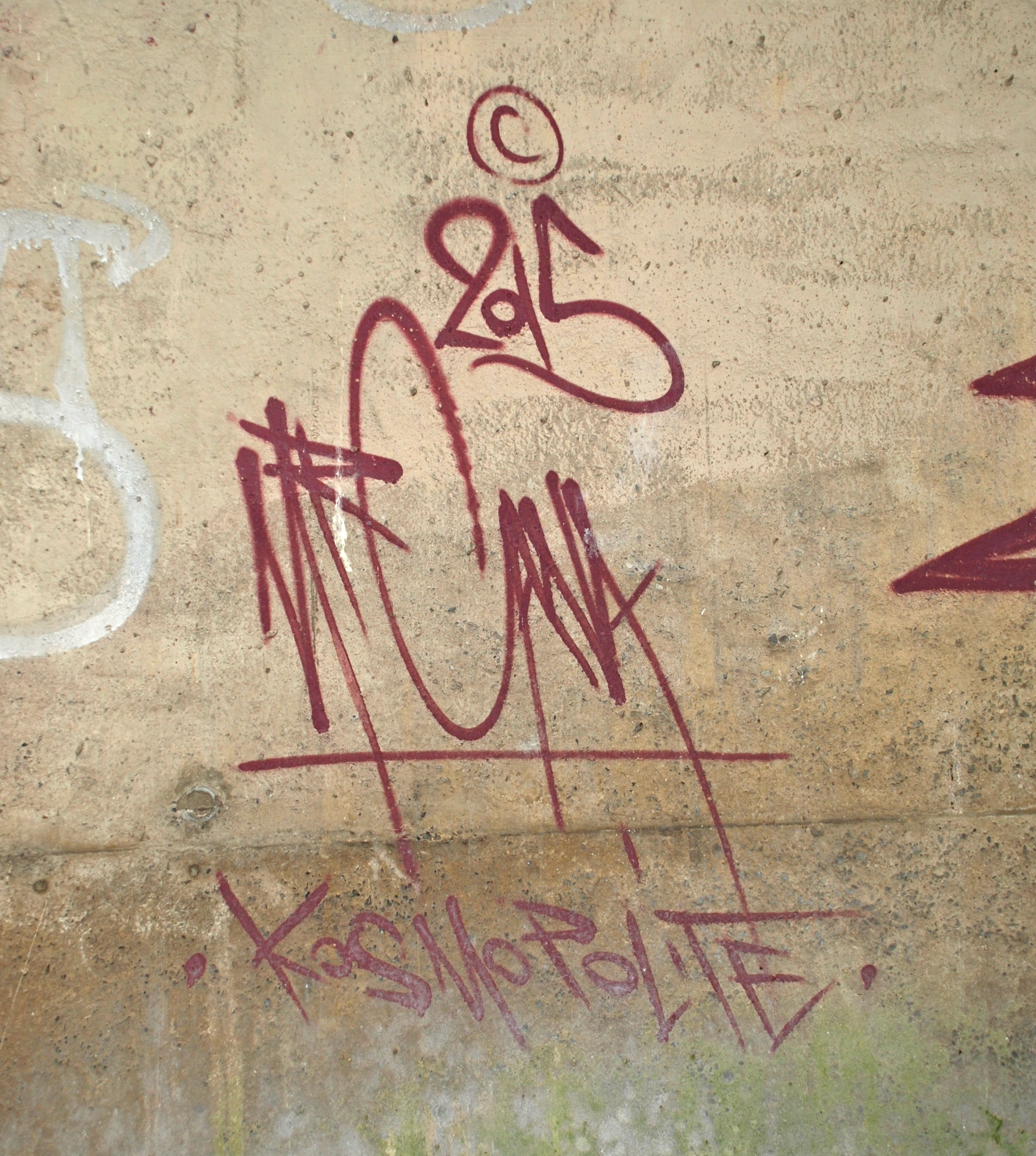
Signature et millésime 2015.
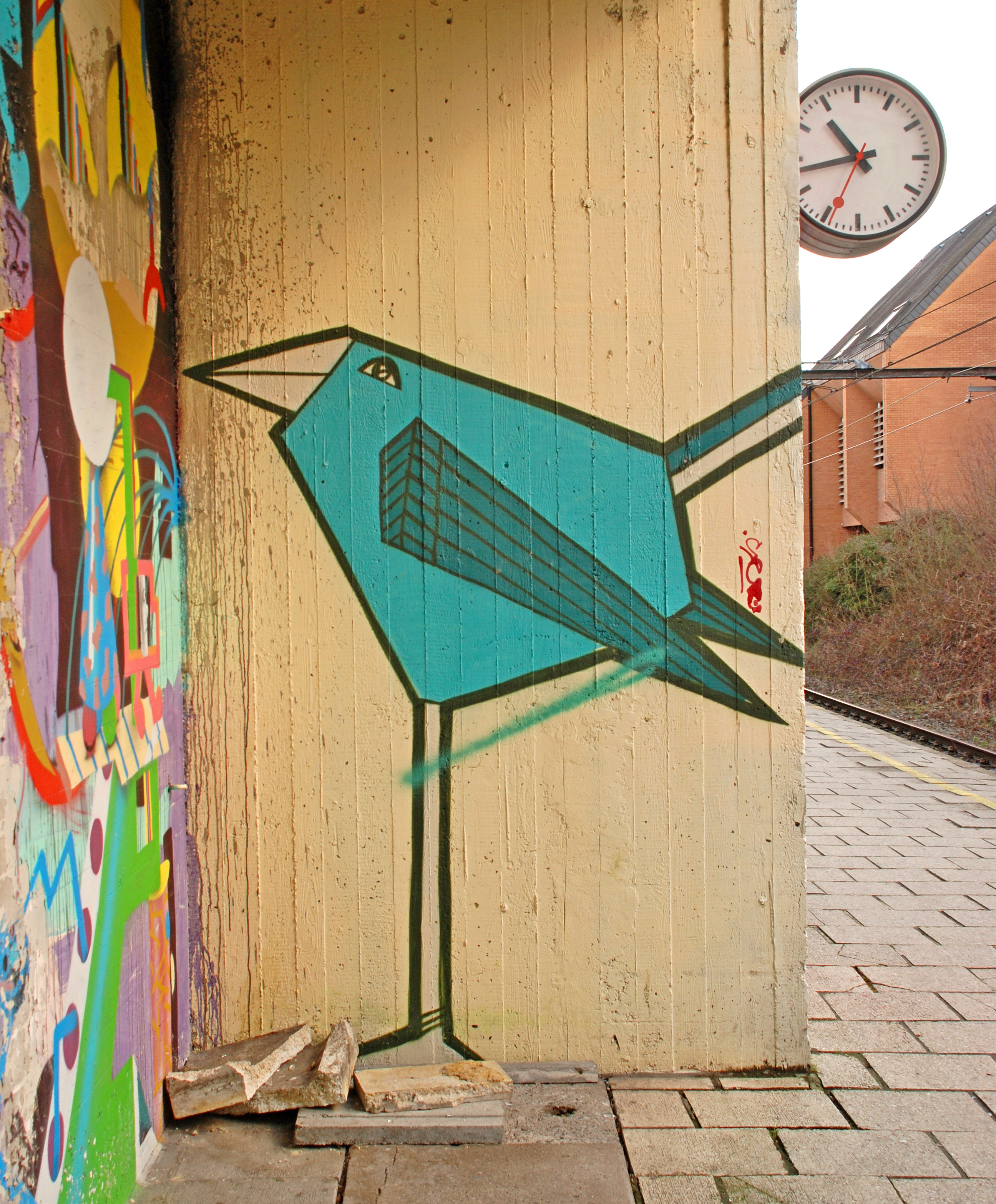
L'oiseau bleu du quai no 3.

##### Johan Baggio et Aitor Cara
Au bout du quai, sous les quais de déchargement pour les camions qui approvisionnent le centre commercial L'Esplanade, se trouvent plusieurs fresques moins connues que les autres, parce que moins visibles.
Parmi celles-ci, deux fresques ont été réalisées par Johan Baggio et Aitor Cara et mettent en scène des bières belges.
La première de ces fresques représente trois bouteilles de bière de Chimay (une Chimay Blanche, une Chimay Bleue et une Chimay Rouge) dans un cadre sur lequel se penche un homme-léopard. La seconde fresque, plus petite, représente une canette de Cara Pils, allusion humoristique au nom d'Aitor Cara et à une bière bon marché très populaire auprès des étudiants.
Johan Baggio est un artiste d'origine française et camerounaise qui a étudié la peinture à l'école de la Cambre à Bruxelles. Ses origines partiellement camerounaises sont une grande source d'influence pour lui ce qui, combiné à sa fascination pour le rituel, explique sans doute sa représentation d'un homme-léopard.

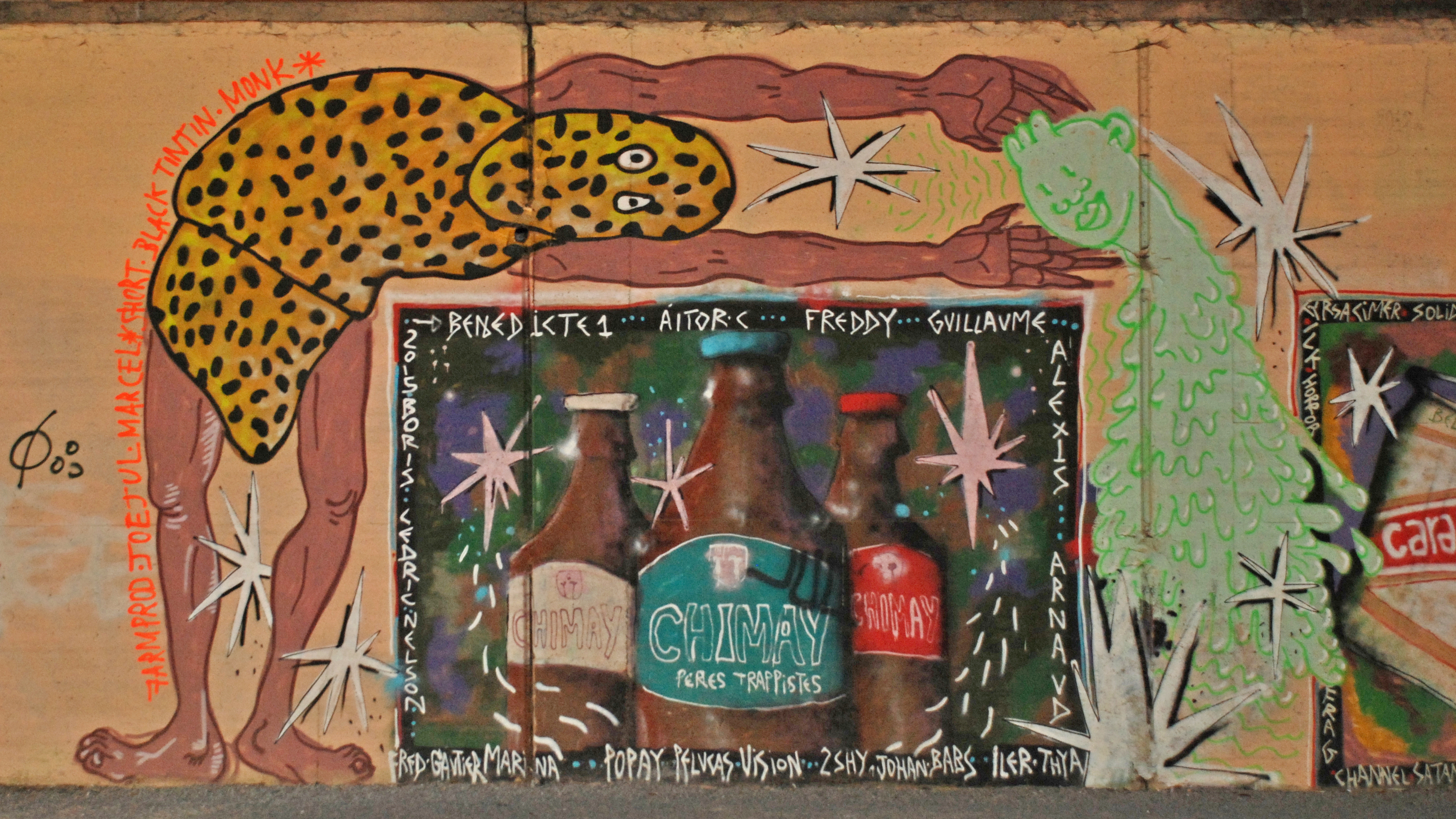
L'homme-léopard et les Chimay.
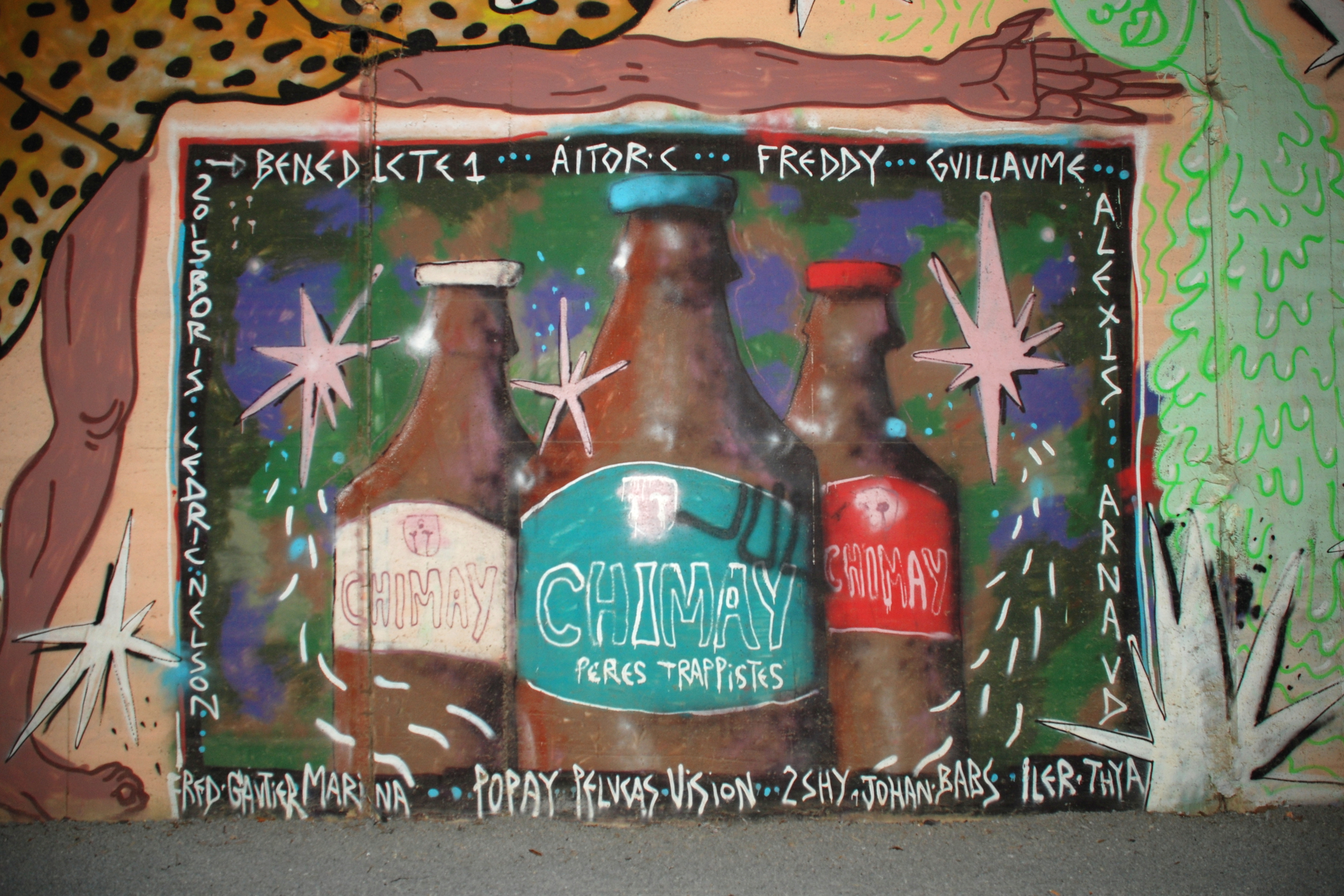
Bouteilles de Chimay.
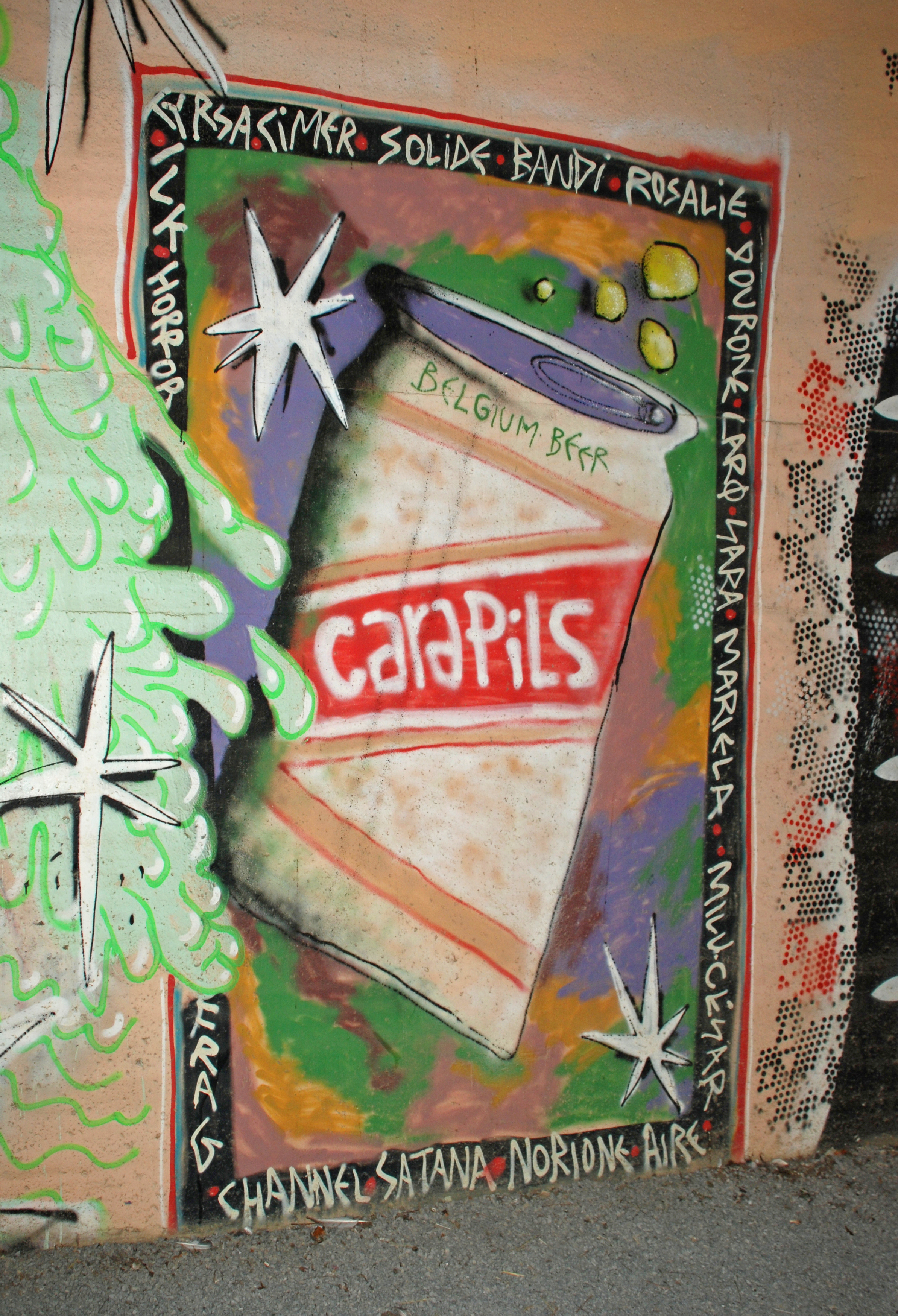
Cara Pils.

##### Damien-Paul Gal
Juste à côté de la fresque « Cara Pils » se trouve une fresque du graffeur français Damien-Paul Gal, que l'on a déjà vu à l'œuvre sur les murs du Théâtre Jean Vilar.
Inspiré à la fois du pop art et du street art, ce graffeur est aussi un plasticien qui dénonce la société de consommation et en détourne les grandes marques, comme Louis Vuitton. Une de ses techniques préférées est de poser du plastique thermoformé sur un sac Louis Vuitton.
Ici, le graffeur représente une étreinte entre une jeune femme et un jeune homme stylisé dont la silhouette est entièrement faite de motifs « Louis Vuitton ».
L'artiste signe en bas à droite d'une signature déjà rencontrée deux fois sur les murs du théâtre Jean Vilar et, comme il l'avait fait au théâtre Jean Vilar, il imprime le logo du Kosmopolite Art Tour Belgium 2015 et du modèle de bombe aérosol Montana 94 très utilisé par les graffeurs du KAT 2015.

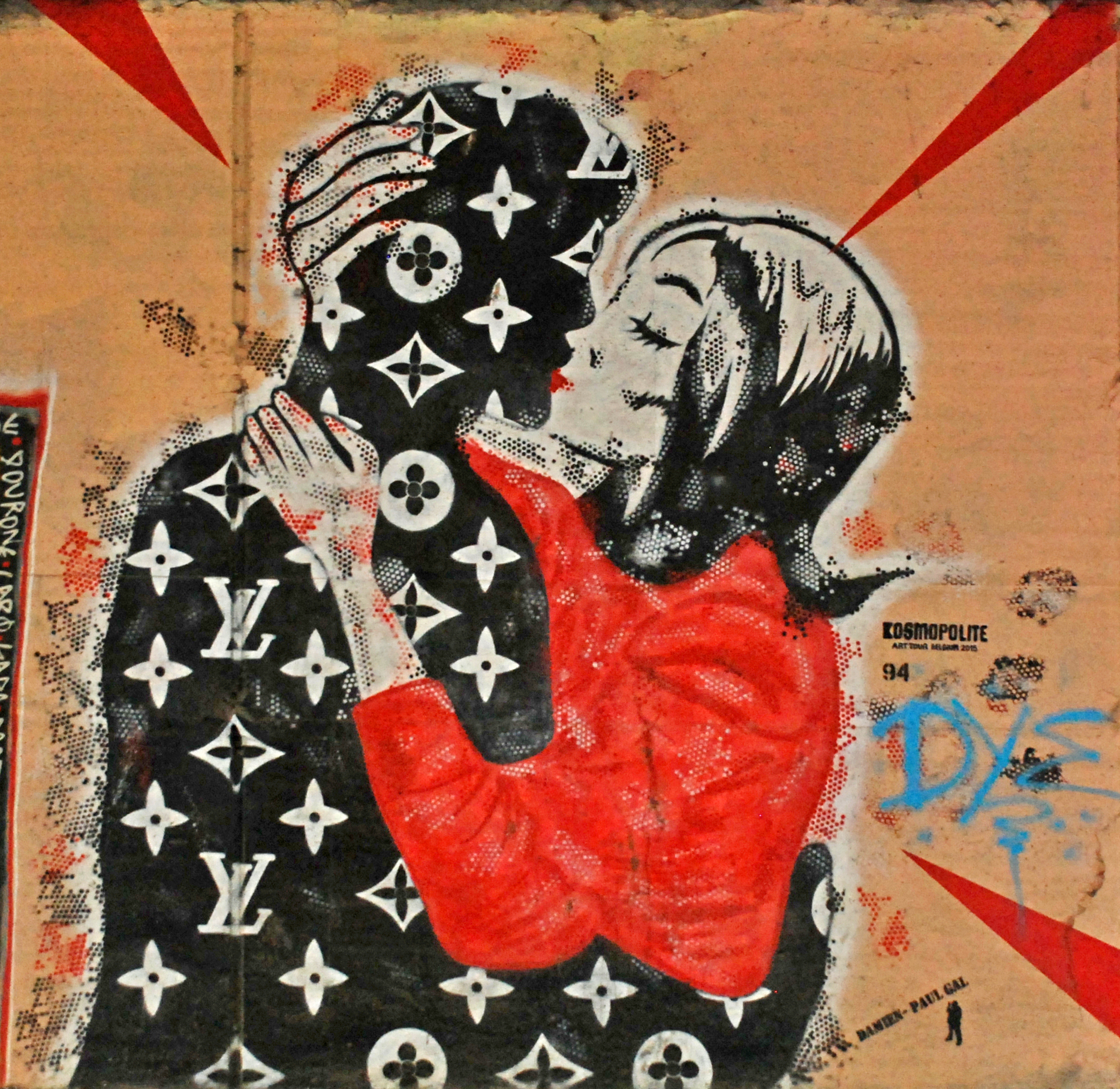
L'homme « Louis Vuitton ».
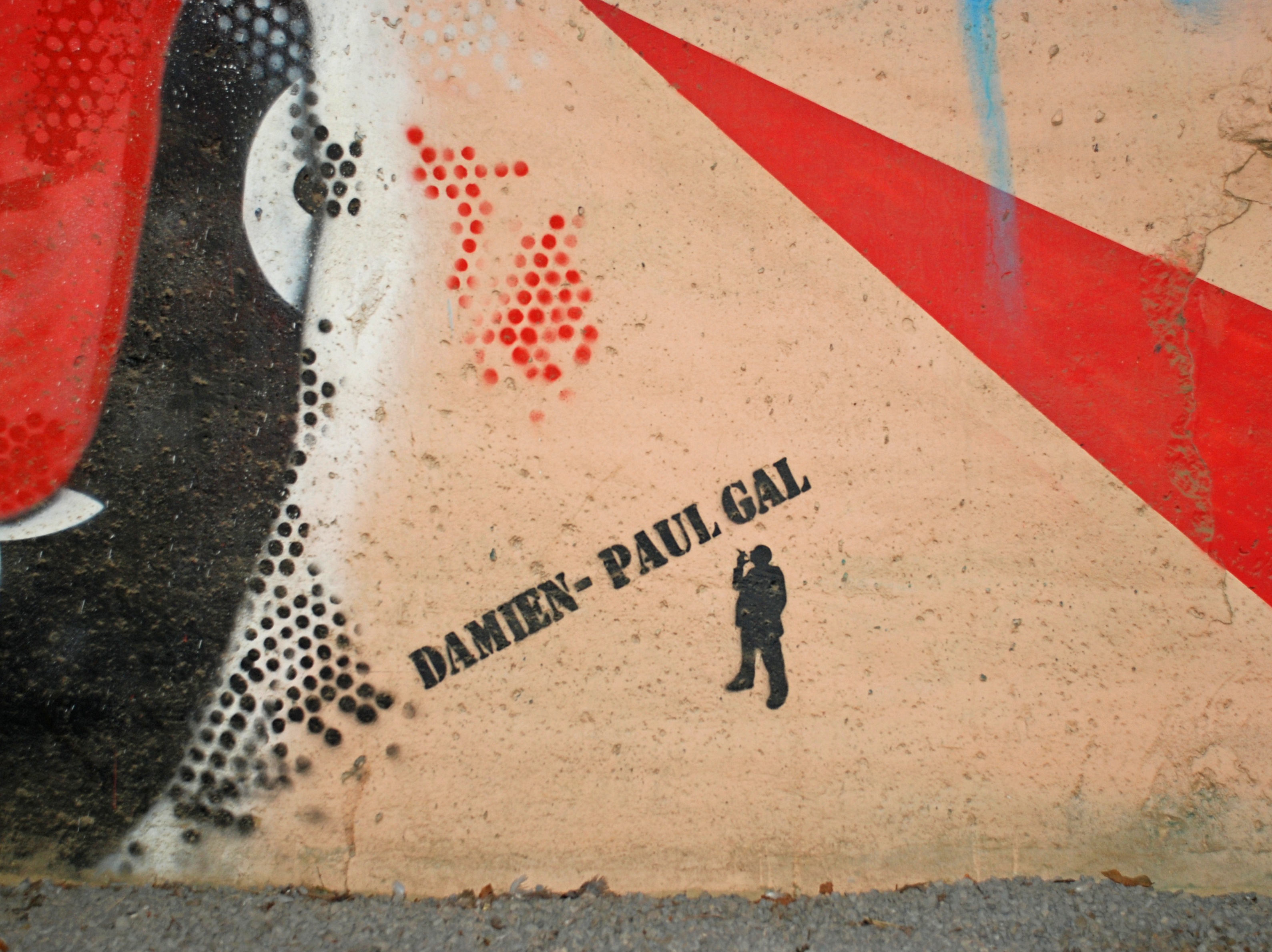
Signature de Damien-Paul Gal.
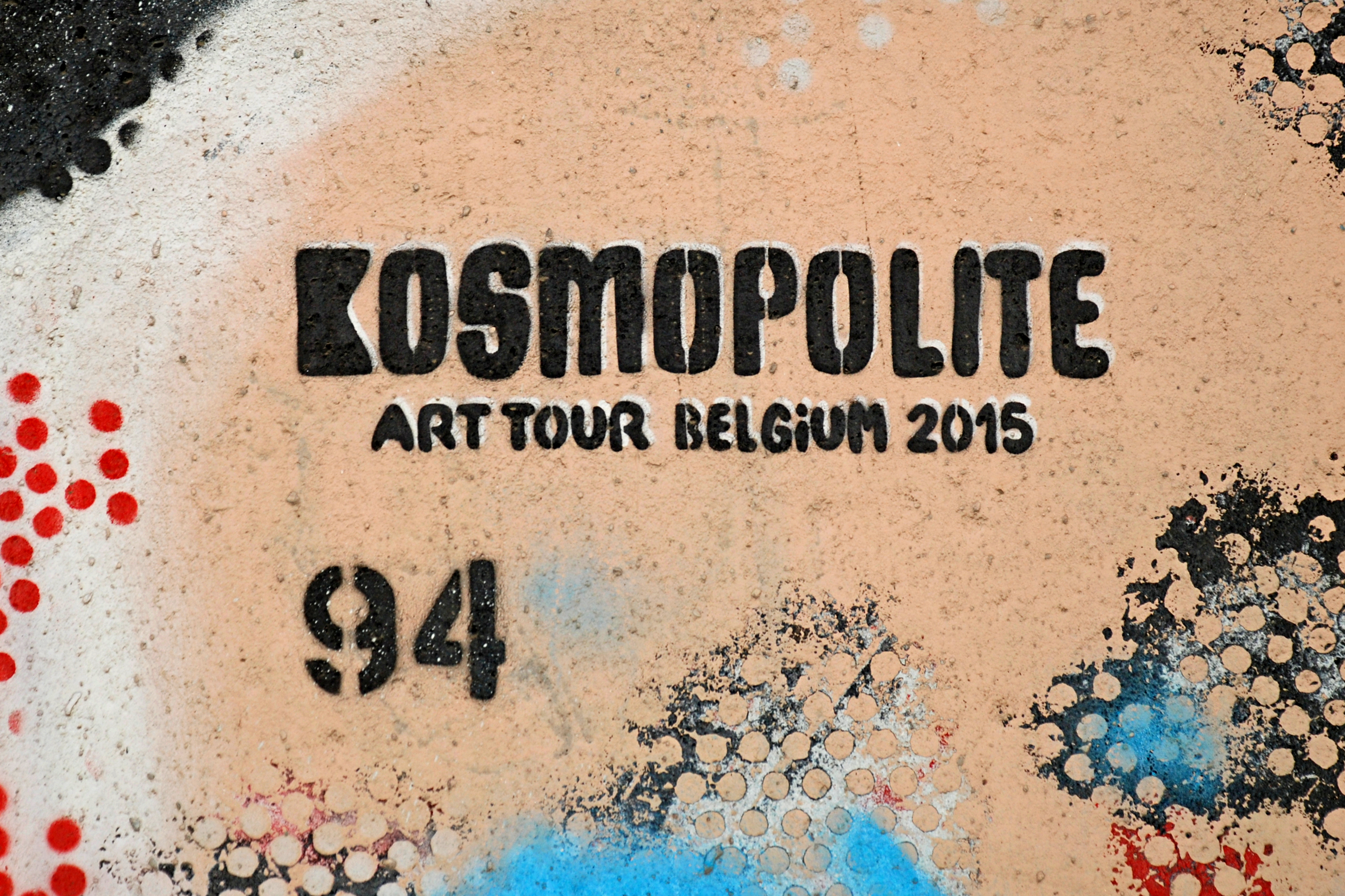
Logo du Kosmopolite Art Tour Belgium 2015 et du spray Montana 94.

##### Guitar, Daer et Horor
D'autres fresques ornent encore le quai de la gare, parmi lesquelles on remarque celles de Guitar, Daer et Horor.
La fresque de Guitar est signée en haut à gauche et porte le millésime 2015 en bas à droite. On y aperçoit le logo du collectif de graffeurs bruxellois « Farm Prod » fait d'un F inversé et d'un P.
Celle de Daer est faite des quatre lettres de son nom, peintes en couleur verte, bleue, rose et rouge. On lit « Super Kosmo ! » en bas à gauche et la mention « Merci les copains !! » en haut à droite, flanquée du logo du collectif « Farm Prod ».
La fresque de Horor, enfin, est titrée « Vous n'êtes pas des z'hommes ». Elle affiche « FP rocks » en haut à droite et le millésime 2015 en bas à gauche.

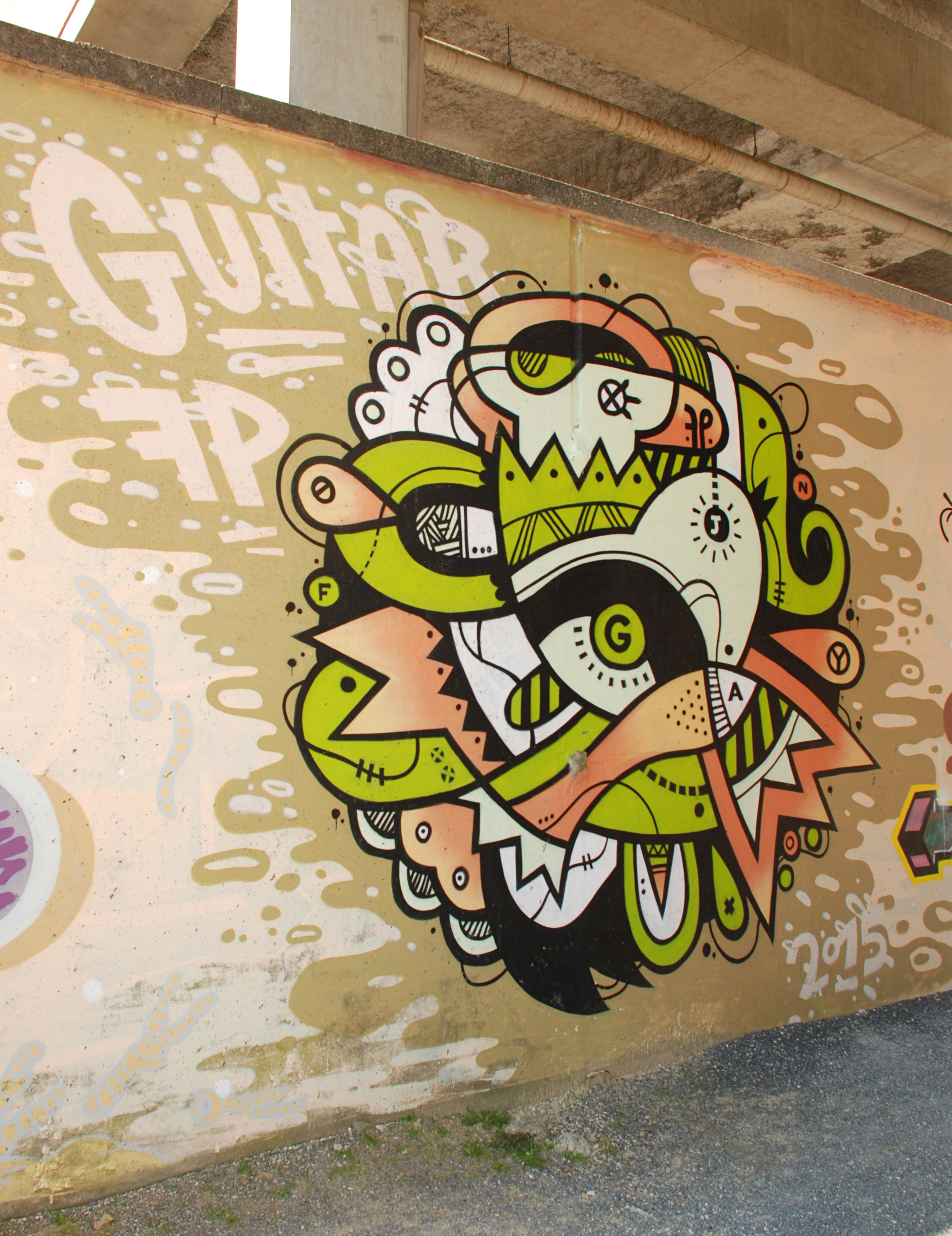
Fresque de Guitar.
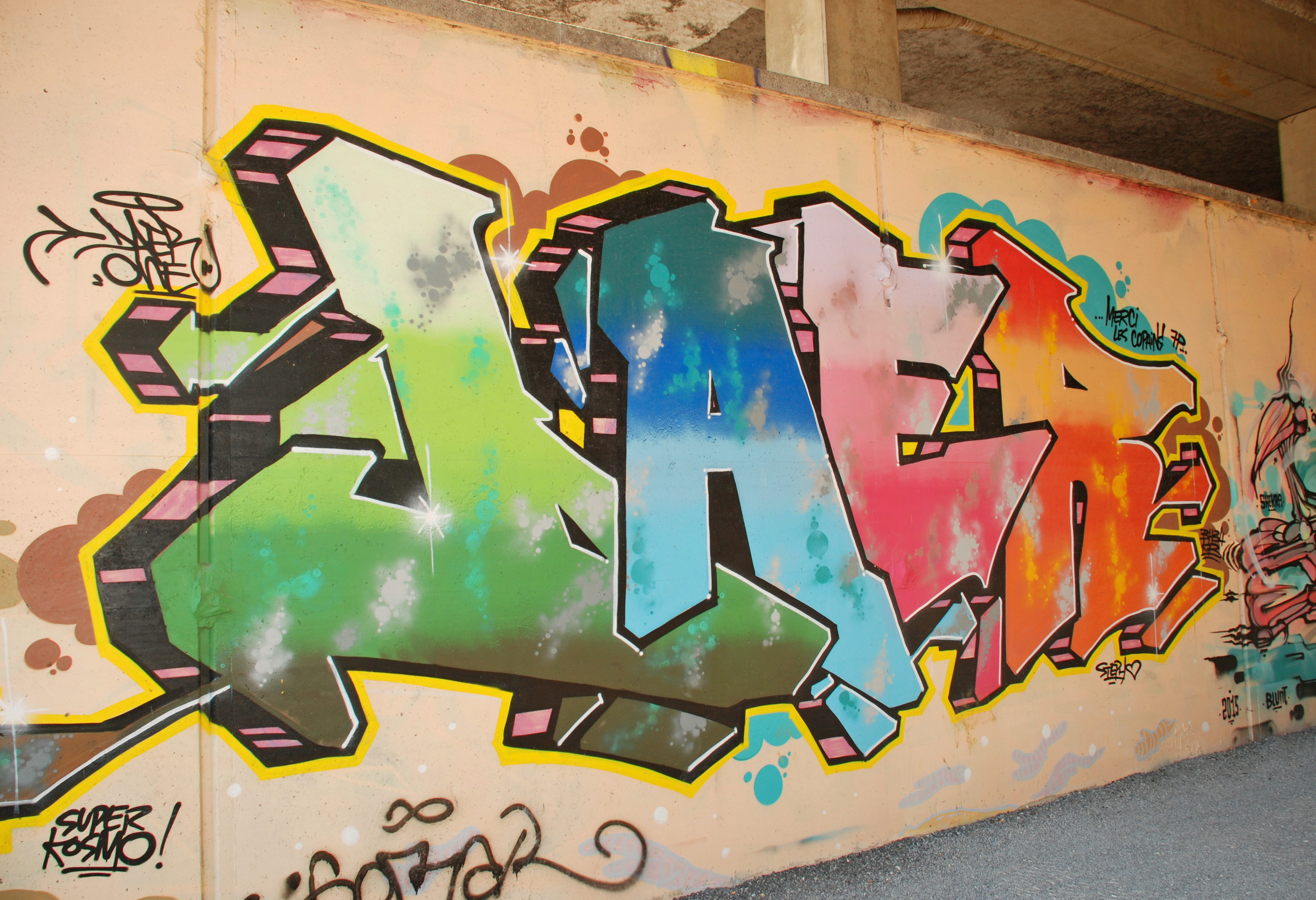
Fresque de Daer.
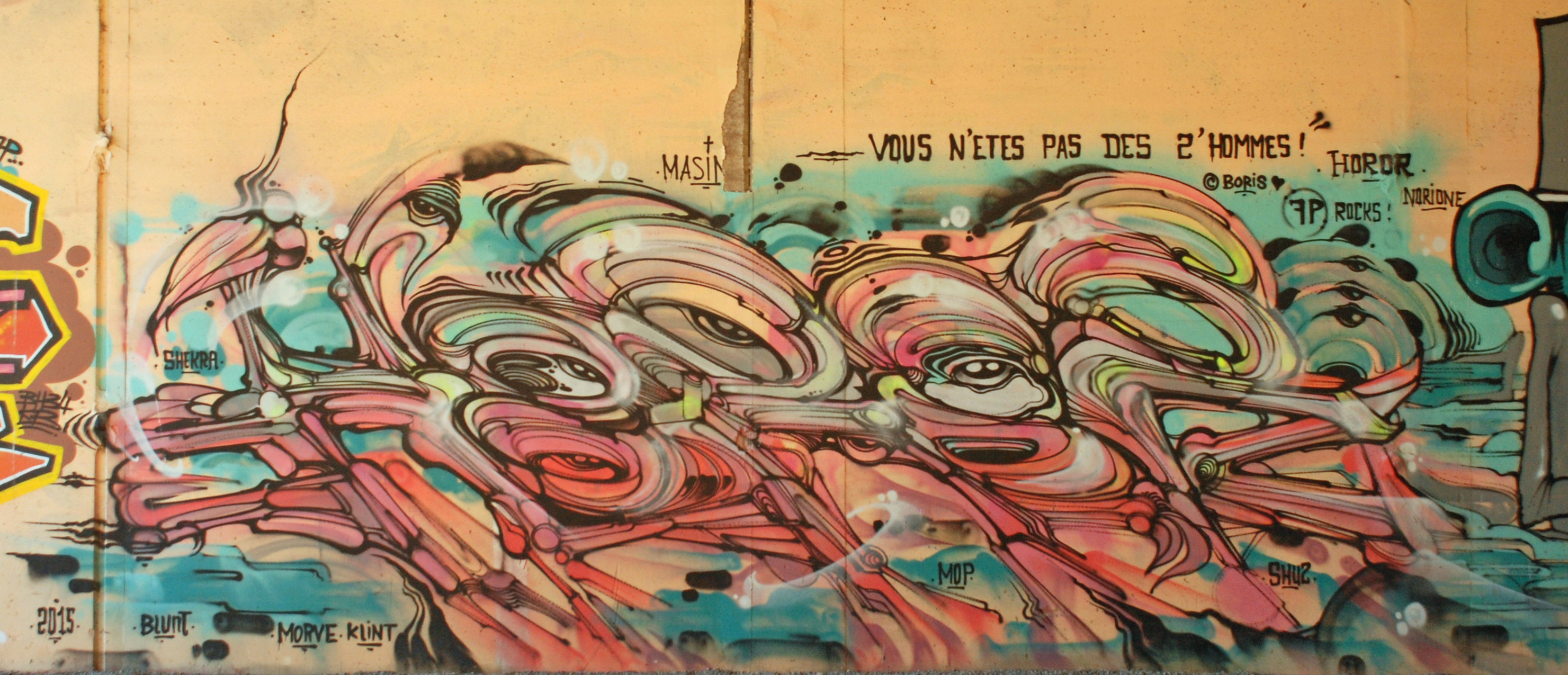
Fresque de Horor.

### Peintures murales du festival Fresh Paint OLLN (2022)
En 2021, après les deux éditions du festival « Kosmopolite Art Tour » organisées à Louvain-la-Neuve en 2012 et 2015 (Kosmopolite Art Tour 2012 à Louvain-la-Neuve et Kosmopolite Art Tour 2015 à Louvain-la-Neuve), la ville d'Ottignies-Louvain-la-Neuve s'associe à nouveau à l'UCLouvain et au collectif de graffeurs bruxellois Farm Prod pour enrichir le patrimoine artistique de la commune via la réalisation de peintures murales et d'interventions au pochoir,.
Dans cette ville où le street art occupe une place de choix, l'objectif des organisateurs est d'embellir la ville avec des fresques murales monumentales et de « faire d'Ottignies-Louvain-la-Neuve un tableau de street art mouvant, multiple et évolutif, pendant toute l'année »,,,.
La formule est cependant différente de celle du festival « Kosmopolite Art Tour » : « On n'est plus sur quelque chose d'événementiel avec soixante artistes qui se retrouvent pendant une semaine avec le public. Ici, on recherche des murs à Louvain-la-Neuve et à Ottignies. Et sur ces surfaces, on propose des artistes éloquents, belges ou internationaux, de renommée plus ou moins grandissante ou déjà reconnus. Et on veut aussi faire travailler les associations et les jeunes. On veut donner la place à tout le monde et avoir une nouvelle carte postale street art à Ottignies-Louvain-la-Neuve pendant toute l'année » précise Guillaume, un membre du collectif Farm Prod.
Le festival Fresh Paint OLLN se déroule en trois phases : juin-juillet 2021, septembre-octobre 2021 et septembre 2022-avril 2023, et c'est durant cette troisième phase que les fresques de la gare sont en grande partie refaites. Le collectif Farm Prod a d'abord du s'assurer l'intervention de la SNCB pour restaurer les murs du quai no 1 qui souffraient d'infiltration d'eau et étaient couverts de mousse : « Les murs ont plus de 40 ans les fresques ne tiennent pas sur pareil support » précise Fred Lebbe.
Après le nettoyage des fresques du Kosmopolite Art Tour 2015, ce mur a été orné du 19 au 25 septembre 2022 d'une fresque de 150 m de long représentant des wagons de tous les styles et de toutes les couleurs peints par les artistes suédois Delicious Brains, suisse Tones, belgo-mexicain Bué The Warrior et belges Johnny Boy et Resto ainsi que par le collectif belge Les Crayons,,,.
Bué The Warrior et Resto ont représenté un train du futur, rempli de squelettes humains et d'une végétation qui a repris ses droits.

Les Crayons et les wagons
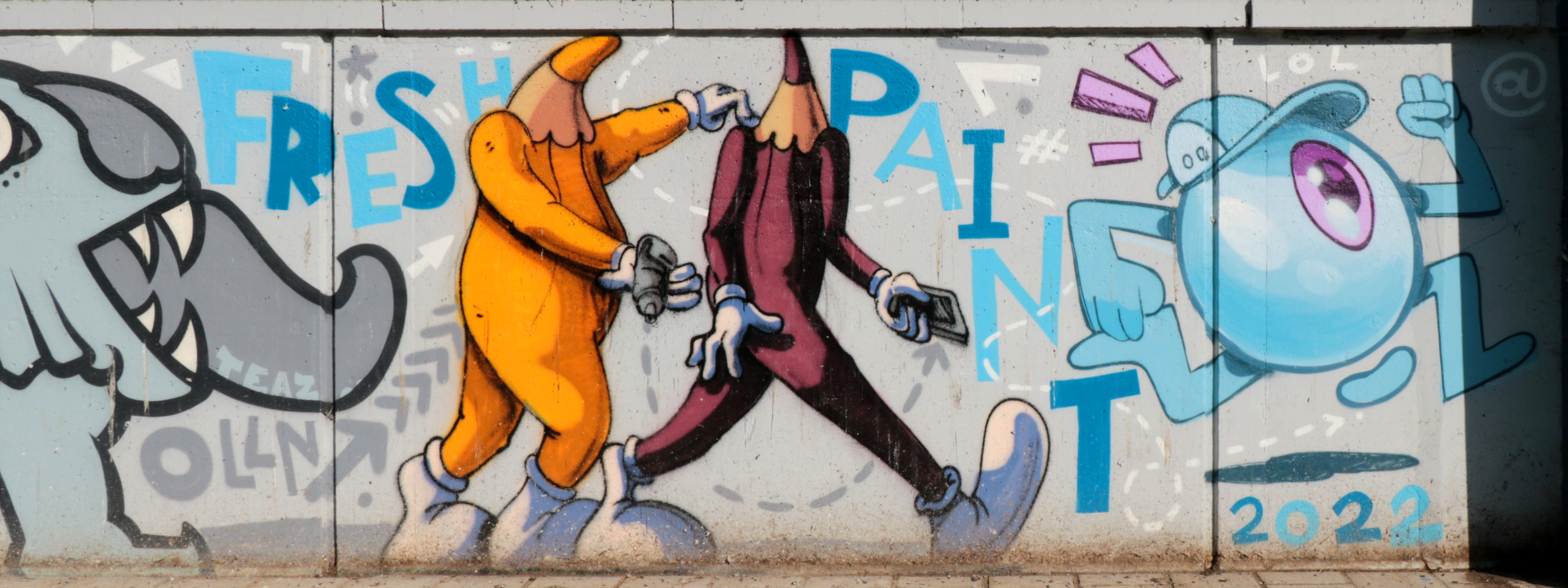
Les Crayons.
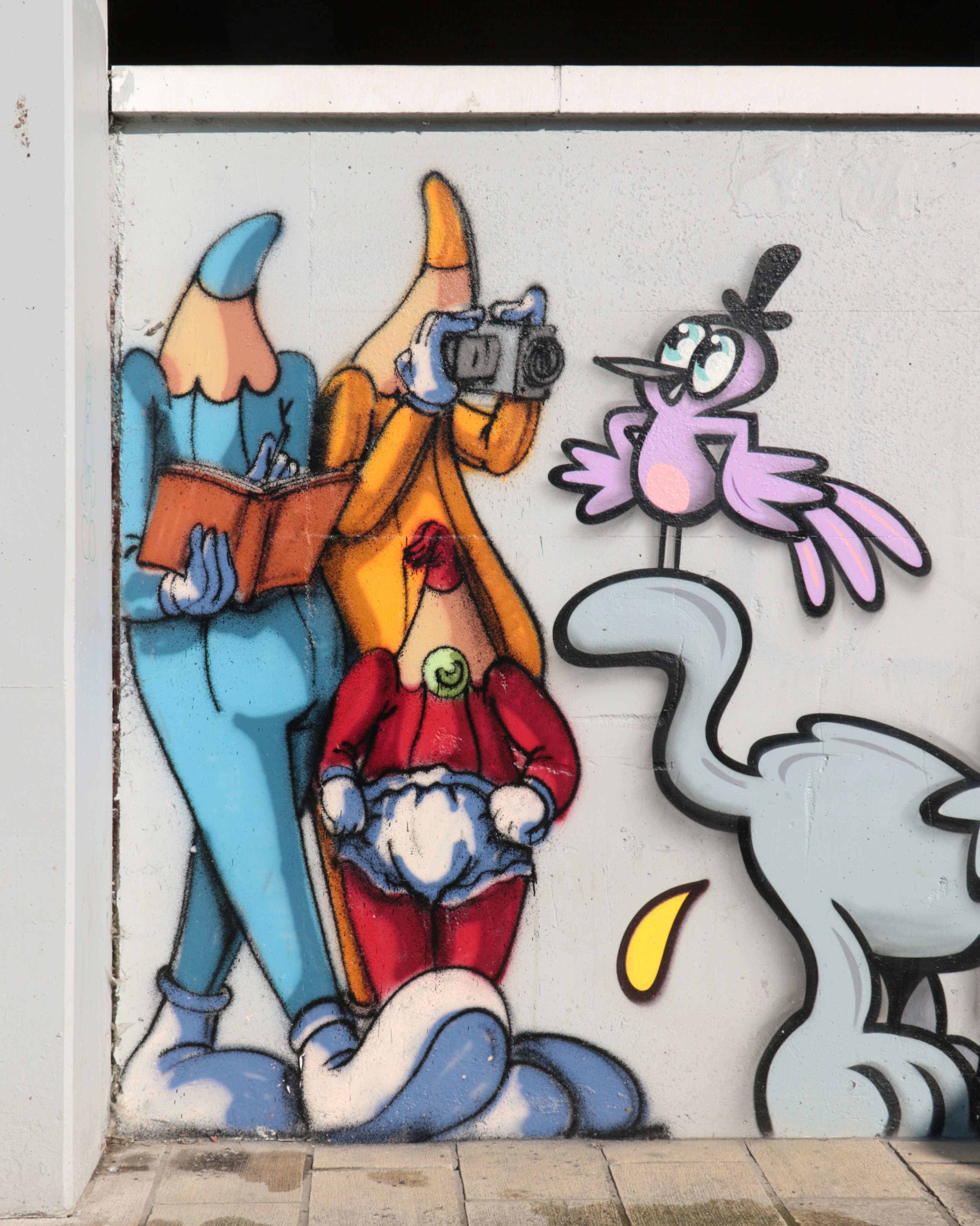
La famille Crayon.
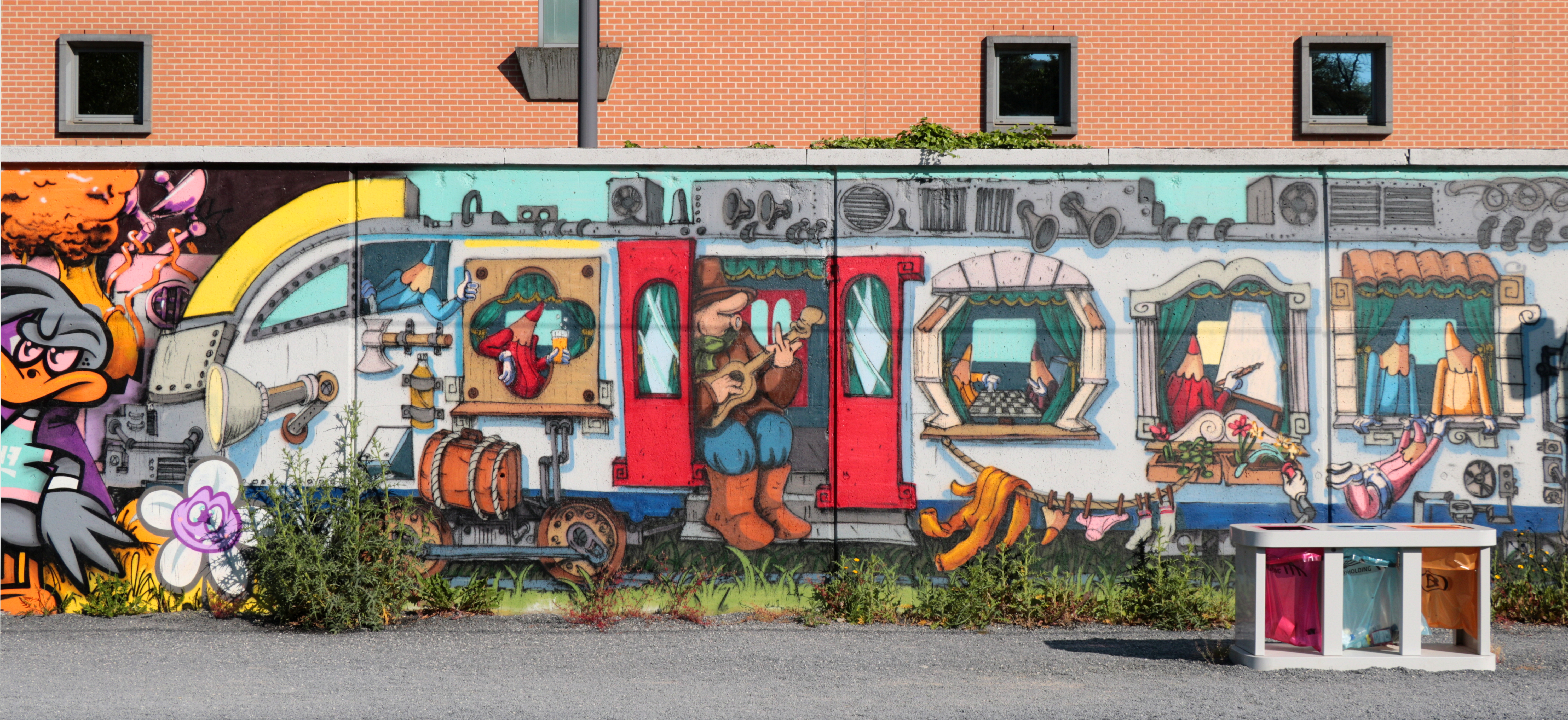
Les Crayons à bord du train.
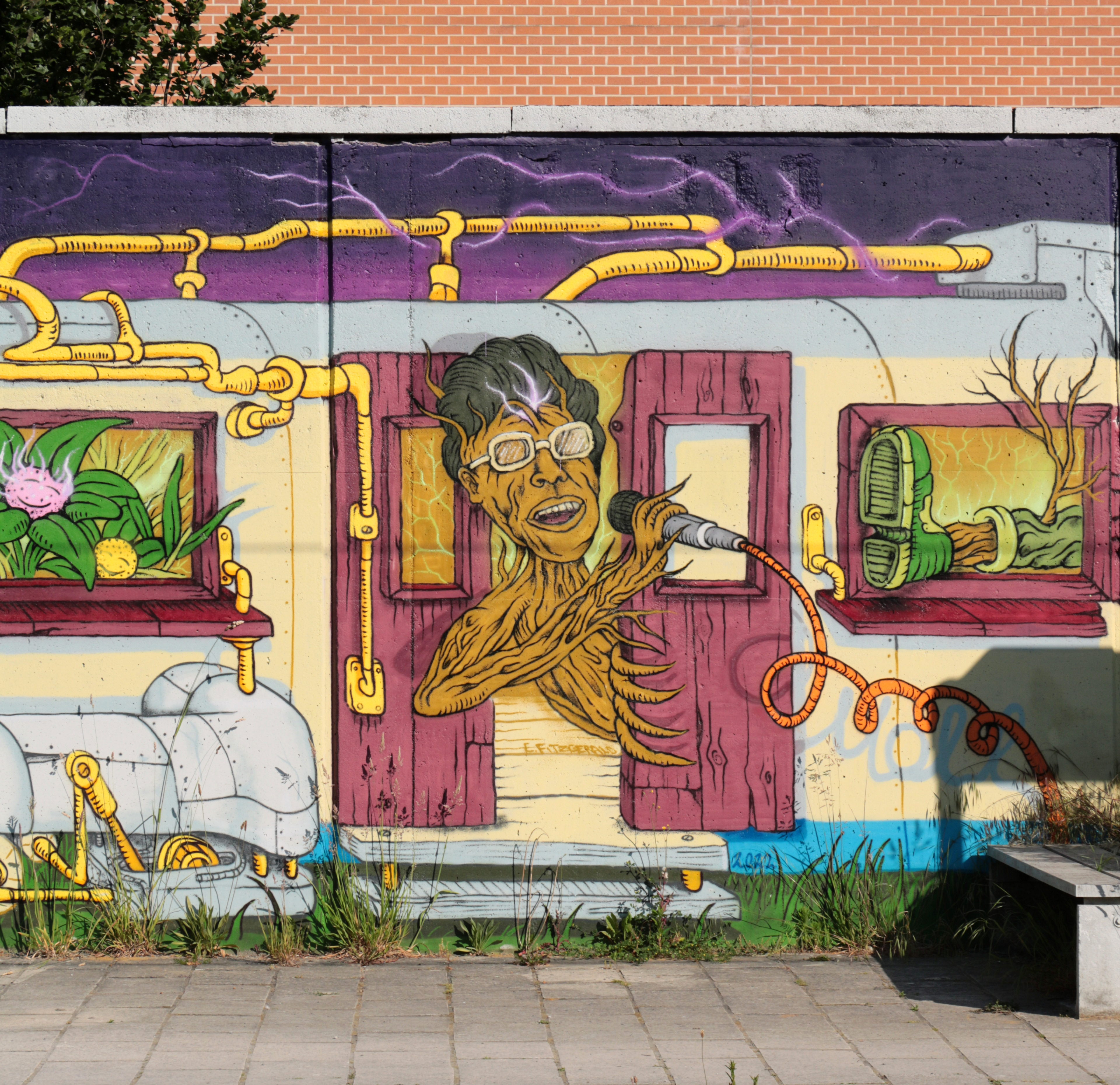
Le train du futur.

Le travail de pochoir de Jaune, artiste belge originaire de Beauvechain, met en scène de manière humoristique les ouvriers de la voirie. Jaune entend mettre en évidence ces ouvriers qui évoluent en arrière-plan  de manière presque invisible alors qu'ils portent des tenues fluorescentes
Lors du festival Fresh Paint OLLN, Jaune est intervenu en 8 endroits de la cité universitaire de Louvain-la-Neuve, comme la gare, la maison des jeunes « Chez Zelle », le restaurant universitaire de la place Galilée et le parapet du Pont-Neuf qui mène au Cercle Agro.

Pochoirs de Jaune à la gare de Louvain-la-Neuve
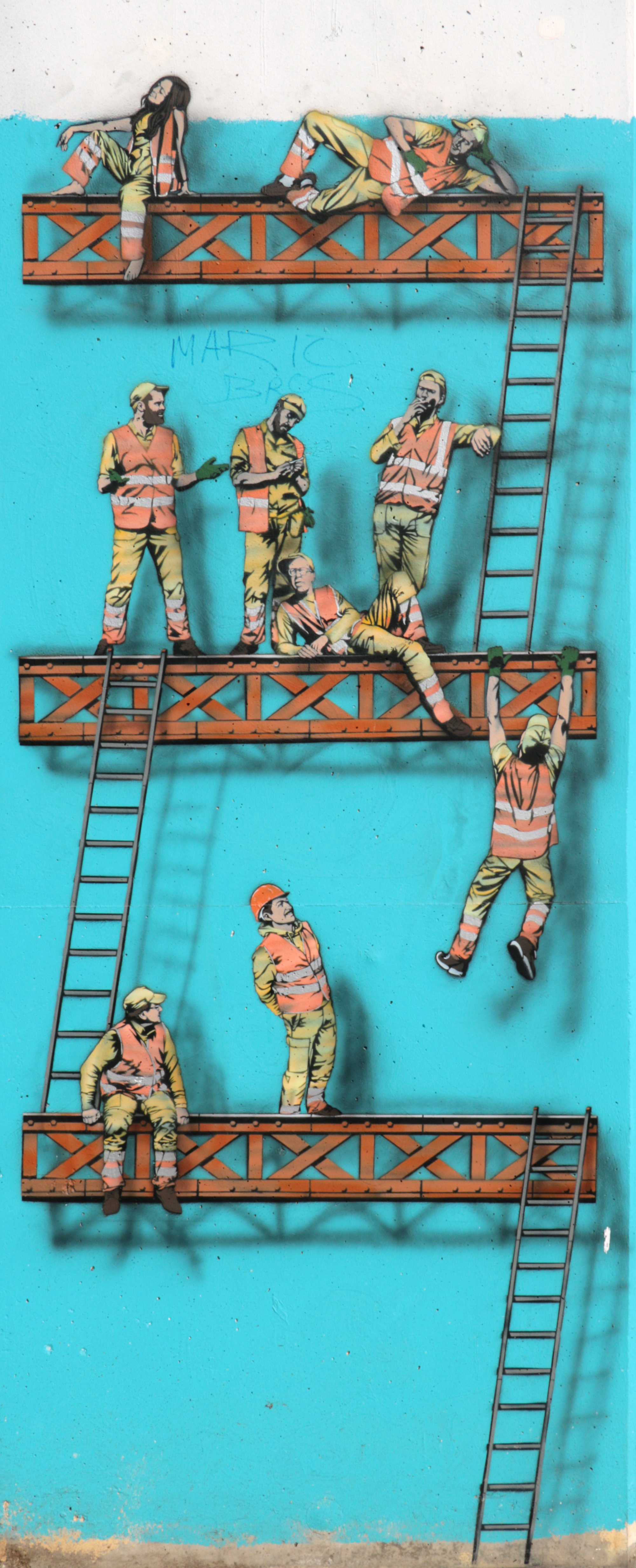
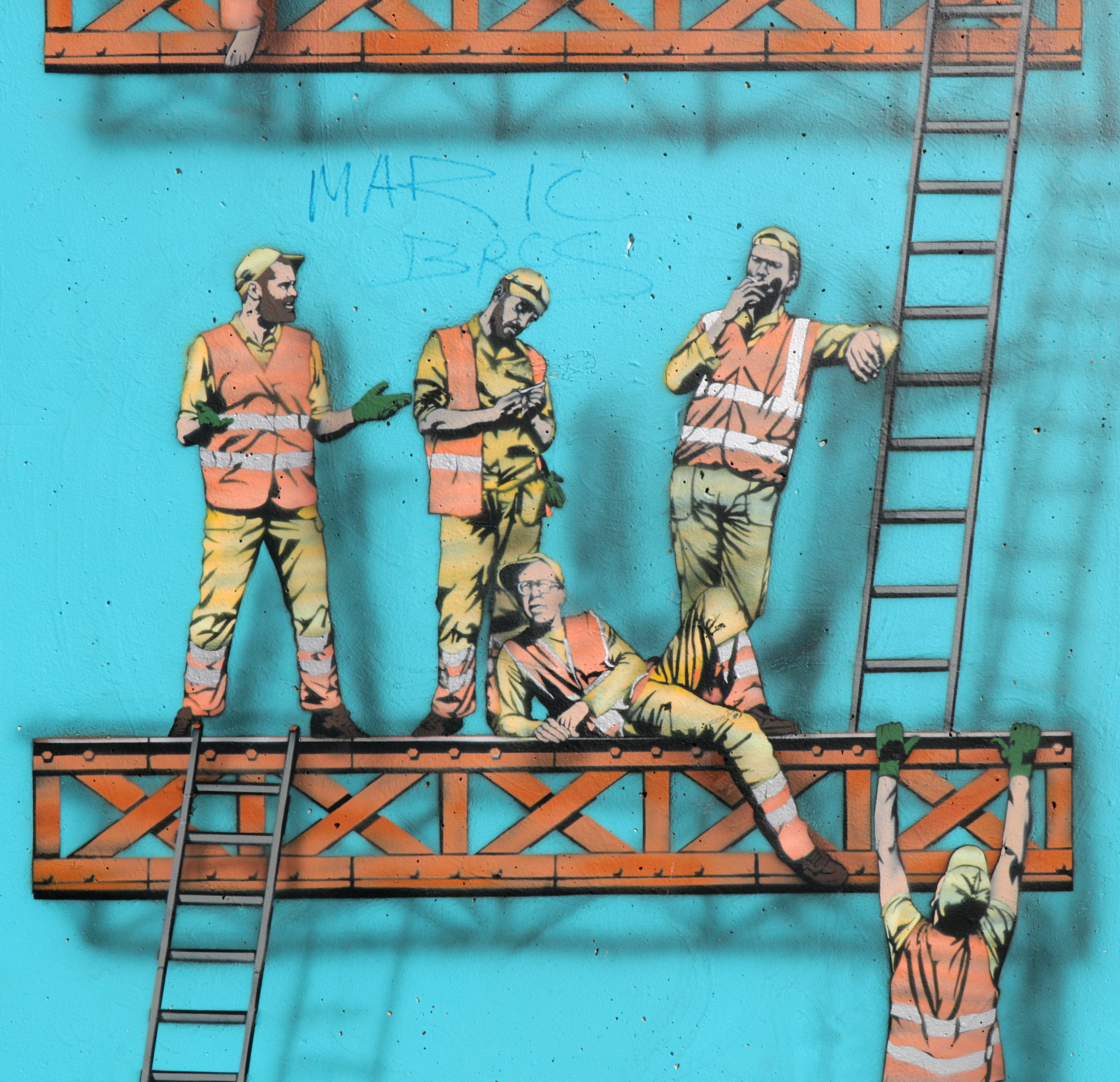
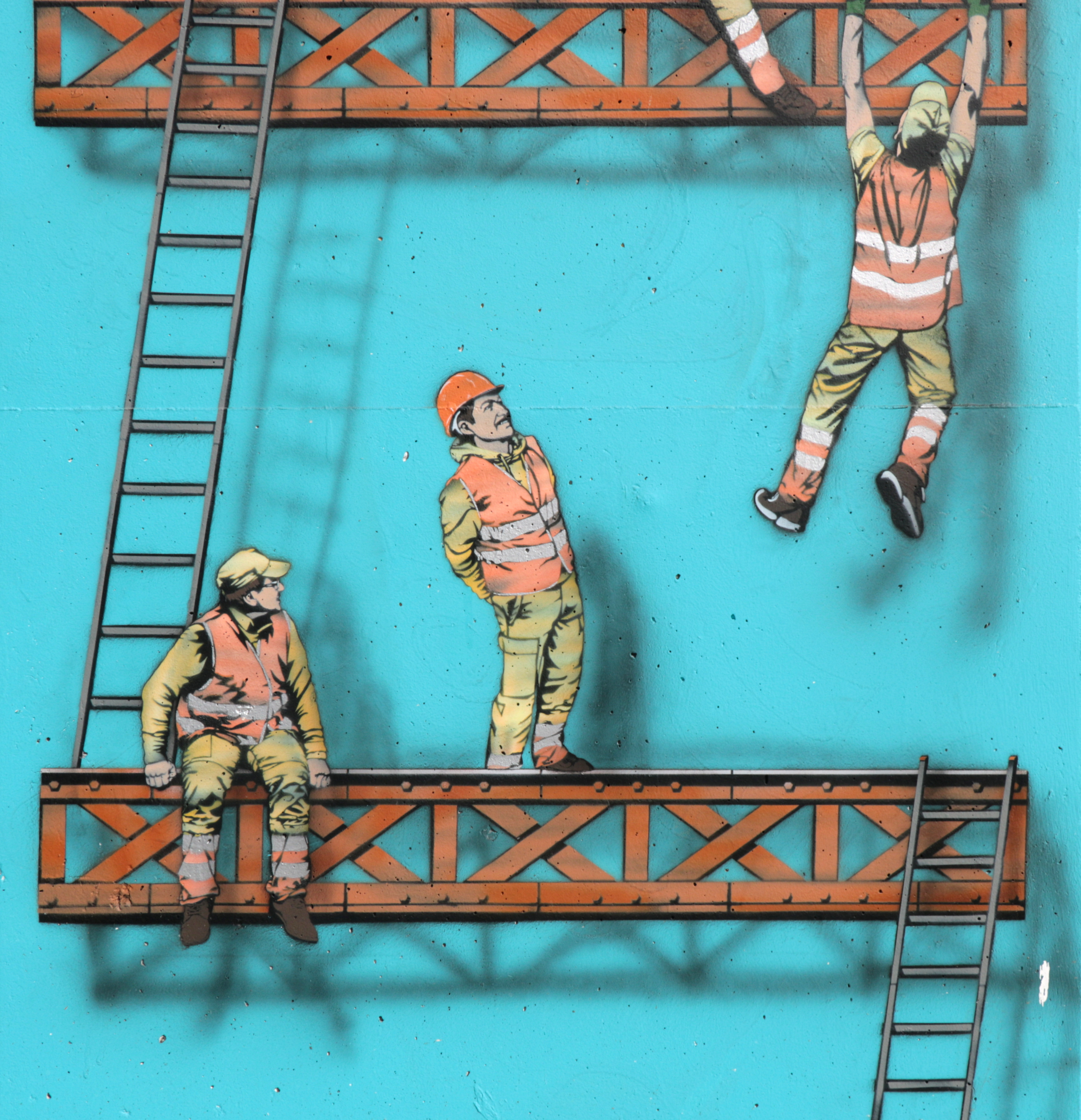

### Art public dans les environs de la gare
La Voie des Hennuyers abrite, près d'une fresque sur béton brut représentant des funambules, trois statuettes réalisées par Isaac Cordal, un sculpteur espagnol invité lors du festival Kosmopolite Art Tour 2015.
Isaac Cordal est un artiste espagnol né en 1974 à Pontevedra, où il étudie la sculpture à l'université des Beaux-Arts, avant de suivre une formation de cinq ans à l'école Canteiros, un établissement spécialisé dans les métiers de la pierre,,.
Ses petites figurines humaines de 15 cm environ, fabriquées en béton ou en résine polyuréthane, peuvent être trouvées à Londres, Berlin, Paris, Barcelone, Milan, Malmö, Bogotà, Nantes, Vienne, Bruxelles,,, et Louvain-la-Neuve. Elles représentent souvent un homme en costume gris clair, à l'allure de fonctionnaire anonyme, placé sur une façade en équilibre sur une corniche, un boîtier électrique, un câble électrique, un tuyau ou un bord de fenêtre,, et illustrent la routine de la société actuelle et l'absurdité de notre existence. À Louvain-la-Neuve, Isaac Cordal a installé une vingtaine de ces petites statuettes à plus de 3 mètres de hauteur dans des endroits insolites. On en trouve encore plusieurs, dont une au balcon du Collège Jacques Leclercq à la place Montesquieu, une dans la rue Montesquieu sur le côté du cinéma de la Grand-Place, deux à la place Agora, une à l'angle de la Grand-Rue et de la place Rabelais, deux sur les façades de la Traverse d'Ésope, une au no 25 de la rue du Sablon et trois le long de la voie des Hennuyers près de la gare. Une autre statuette ornait jadis la façade des Halles universitaires comme on peut le voir sur le portfolio de photos présenté sur le site Spraymiummagazine mais elle a disparu et on n'en voit plus que l'ombre fantomatique.
La façade arrière du bâtiment de l'antenne communale de Louvain-la-Neuve est décorée d'un énorme oiseau bleu réalisé en septembre 2021 dans la cadre du festival d'art urbain Fresh Paint OLLN par Antonio Correia, un artiste portugais plus connu sous le pseudonyme de Pantonio, dont le style allie des lignes fluides, avec une prédominance du bleu, la couleur de l'Atlantique, et du noir des fonds marins et des roches volcaniques,.

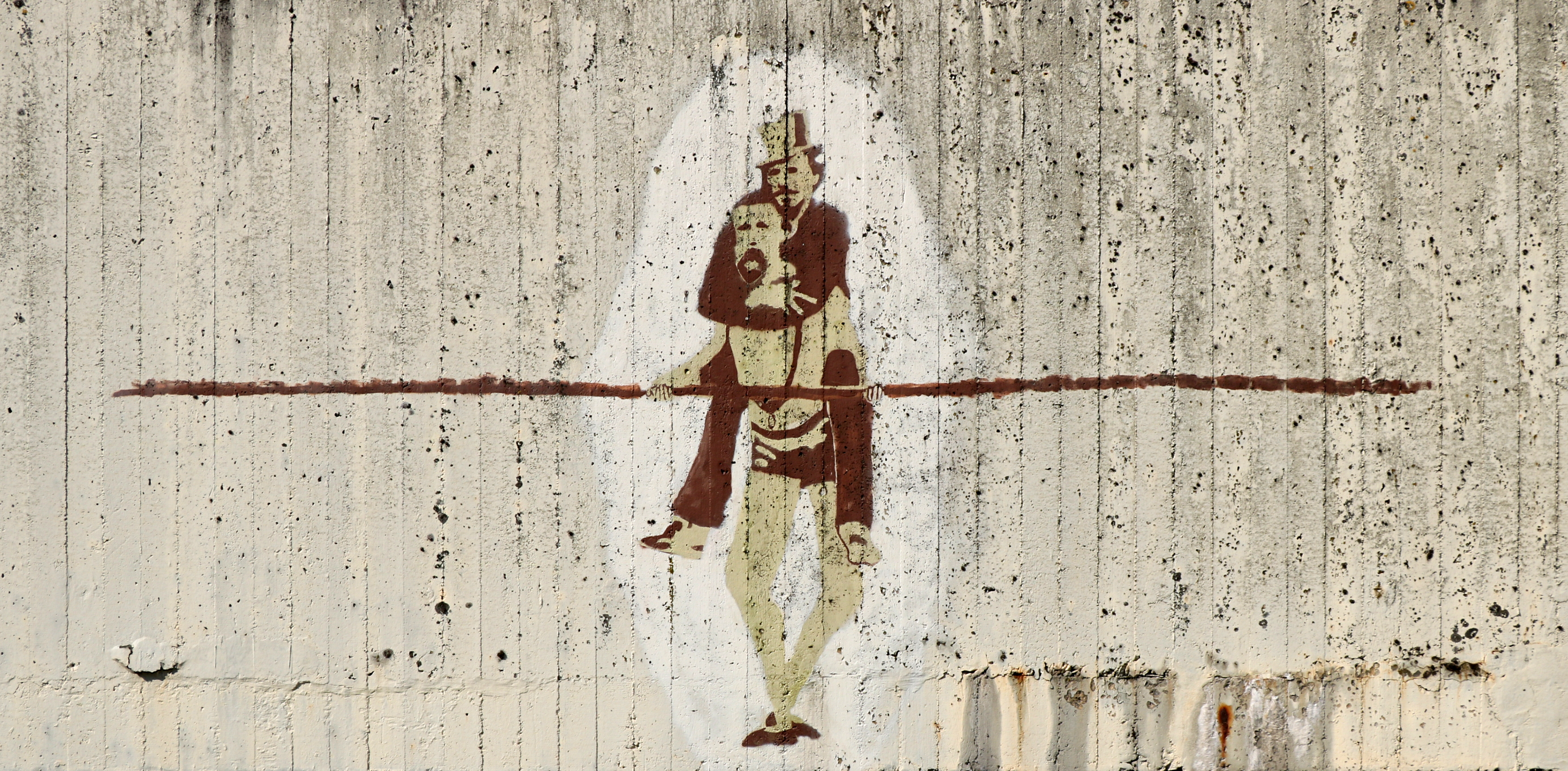
Fresque de funambules sur béton brut.
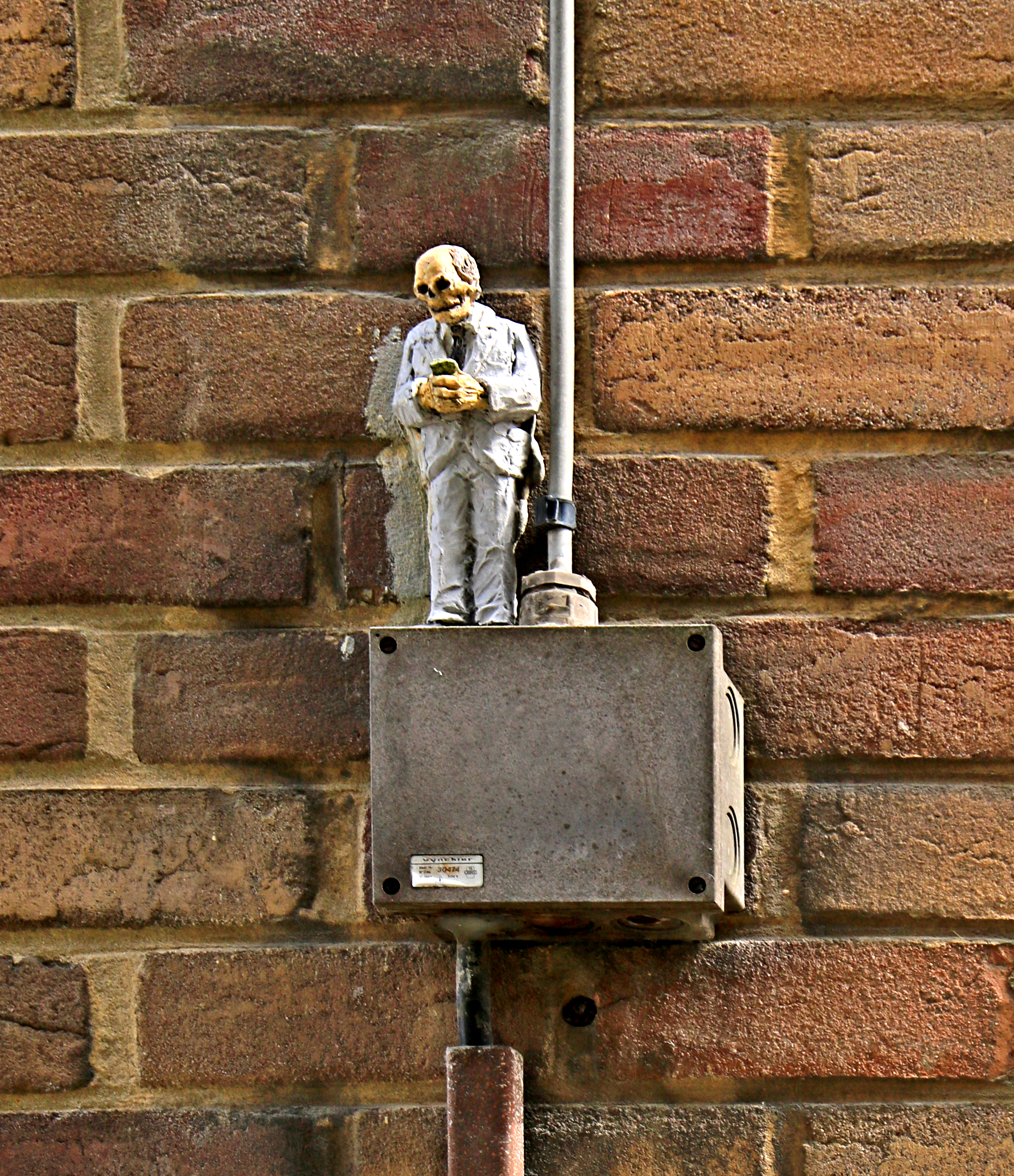
Isaac Cordal.
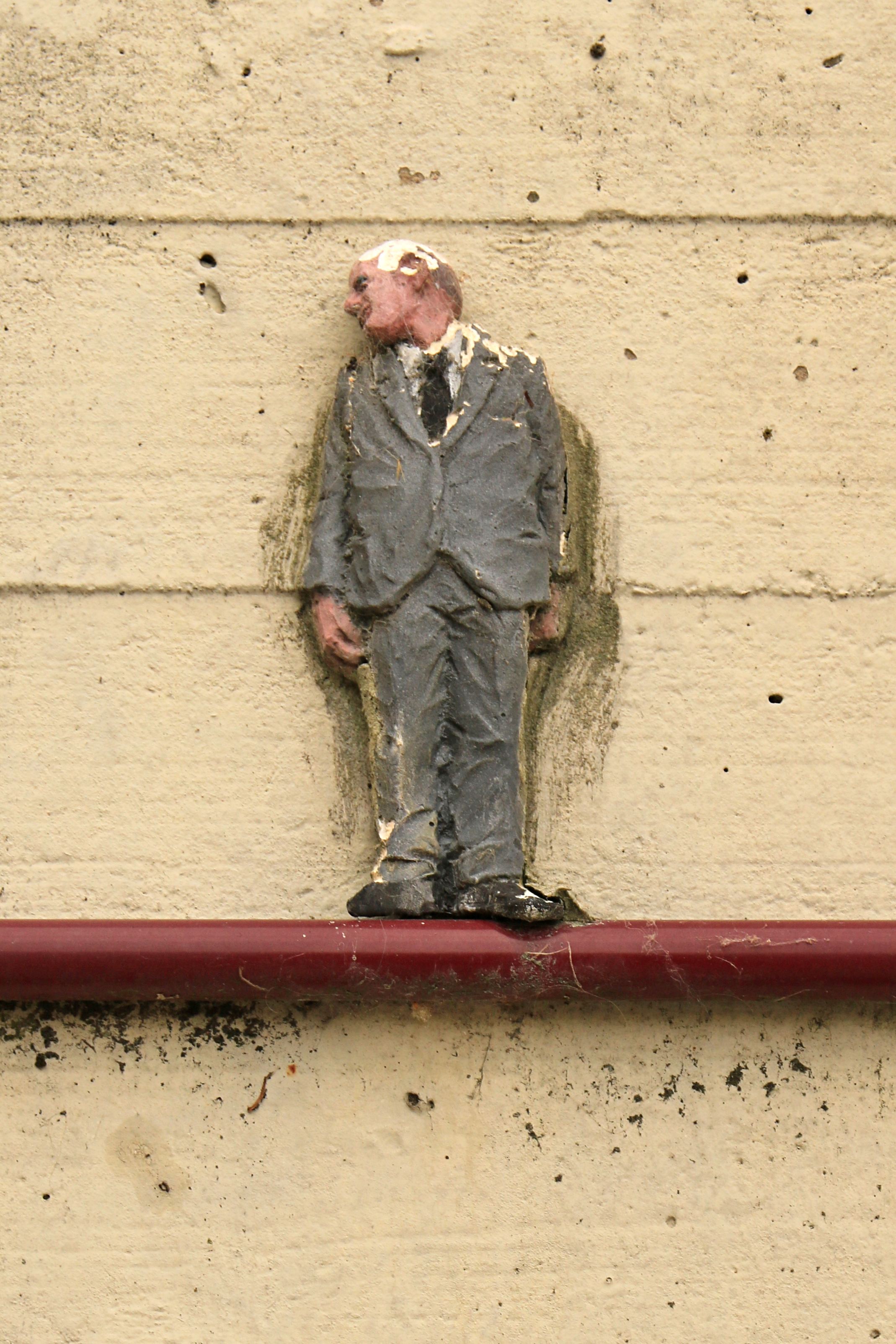
Isaac Cordal.
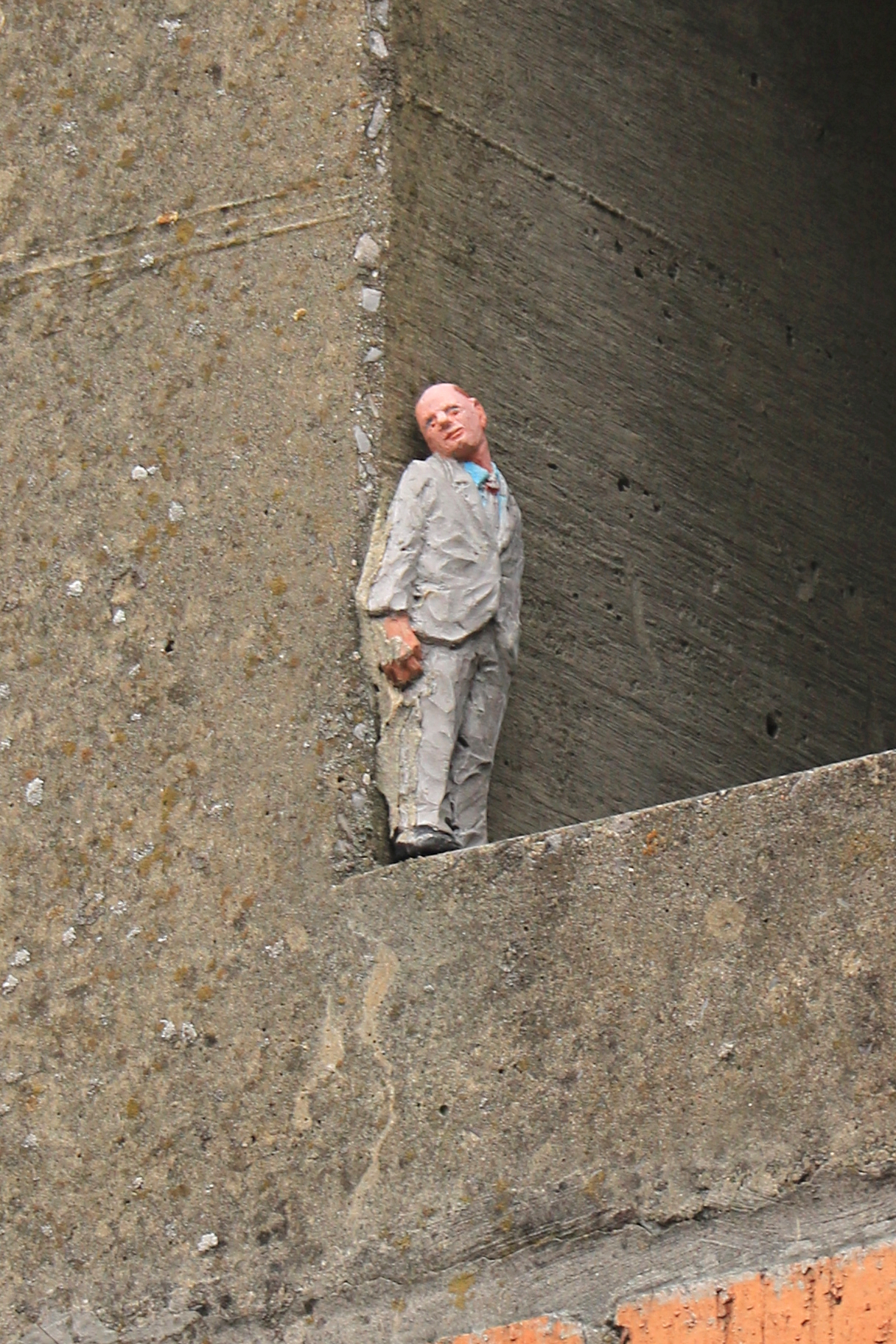
Isaac Cordal.
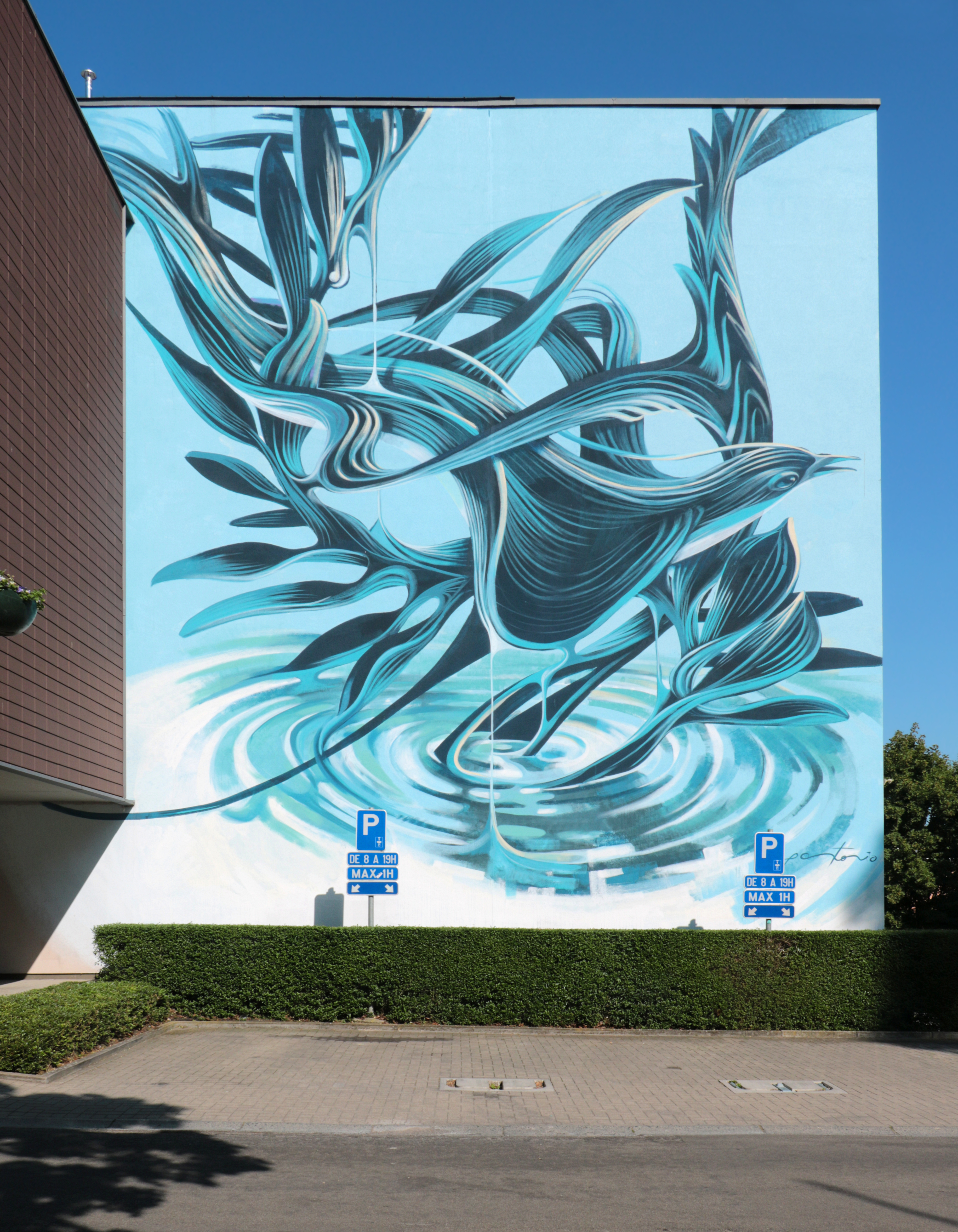
Pantonio.

## Lieux remarquables à proximité
- L'Université catholique de Louvain
- Le quartier de La Baraque
- Le Musée Hergé
- Le Musée L
- Le Bois de Lauzelle